# Hongrie
Hongrie
(hu) Magyarország
La Hongrie (en hongrois : Magyarország, /ˈmɒɟɒɾoɾsaːg/) est une république constitutionnelle unitaire située dans le sud-est de l'Europe centrale, aux confins de l'Europe de l'Est et de l'Europe du Sud-Est,,. Elle a pour capitale Budapest, pour langue officielle le hongrois et pour monnaie le forint. Son drapeau est constitué de trois bandes horizontales, rouge, blanche et verte, et son hymne national est le Himnusz. D'une superficie de 93 030 km2, elle s'étend sur 250 km du nord au sud et 524 km d'est en ouest. Elle a 2 009 km de frontières, avec l'Autriche à l'ouest, la Slovénie et la Croatie au sud-ouest, la Serbie au sud, la Roumanie au sud-est, l'Ukraine au nord-est et la Slovaquie au nord.
Après des siècles durant lesquels le territoire actuel est habité par les Celtes, les Romains, les Huns, les Slaves, les Gépides et les Avars, la Hongrie est fondée à la fin du IXe siècle par le prince et commandant militaire Árpád après la conquête du territoire (honfoglalás). Son arrière-petit-fils Étienne Ier de Hongrie, en l'an 1000, convertit le pays au catholicisme. En 1526, après la bataille de Mohács, la Hongrie perd sa souveraineté au profit de l'Empire ottoman (1541–1699). Elle est ensuite sous la tutelle des Habsbourg puis fait partie de l'Empire austro-hongrois (1867–1918).
La Hongrie partage des frontières avec sept pays (dont cinq sont, comme elle, membres de l'Union européenne), 2 189 km au total. Elles sont tracées pour délimiter la deuxième république de Hongrie à la suite de la dislocation de l'Autriche-Hongrie et de la première république hongroise. Ces frontières sont officialisées par les traités de Trianon (1920) et de Paris (1947). Pour l'opinion hongroise, le traité de Trianon est une tragédie nationale, car, par rapport à son territoire antérieur, le pays a perdu 71 % de sa superficie et 32 % des magyarophones, devenus citoyens autrichiens (dans le Burgenland), tchécoslovaques (aujourd'hui slovaques ou ukrainiens), roumains ou yougoslaves (aujourd'hui slovènes, croates ou serbes).
La situation de ces populations hongroises se retrouvant hors des nouvelles frontières du pays motive de la part de la Hongrie une politique explicitement irrédentiste et explique ainsi le ralliement du pays à l'Allemagne nazie lors de la Seconde Guerre mondiale. L'ancienne domination hongroise dans le bassin des Carpates ainsi que le sort des minorités hongroises sont toujours au cœur des relations que la Hongrie entretient avec ses pays voisins. Pendant les quatre décennies de communisme (1947–1989), le pays attire l'attention internationale avec la révolution de 1956 et l'ouverture de la frontière du rideau de fer avec l'Autriche en 1989, qui accélère la chute du bloc soviétique.
Peuplée d'environ 10 millions d'habitants, la Hongrie est une puissance moyenne à l'échelle de l'Europe. Elle est dotée d'une économie de type capitaliste mais garde un secteur public encore important. Comme de nombreux pays anciennement communistes, son modèle productif a longtemps été dominé par l'industrie (fabrication de camions, d'autobus, de matériel ferroviaire et de moteurs dans le cadre du Comecon). Sa capacité agricole est très élevée mais le secteur s'est délesté d'une part importante de sa main-d'œuvre au bénéfice de sa modernisation. La viticulture est bien développée, la Hongrie est un pays vinicole réputé. Comme de nombreux pays européens, l'économie de la Hongrie s'est considérablement tertiarisée ces dernières années. La Hongrie se distingue enfin dans le secteur de la recherche et de l'innovation technologique. Elle compte treize Prix Nobel (John Harsanyi, George de Hevesy, Imre Kertész, Philipp Lenard, etc.) et ses échanges scientifiques sont de haut niveau.
La Hongrie est membre du groupe de Visegrád, de l'Union européenne, de l'OTAN, de l'OMC et de l'ONU.

## Nom et attributs

### Étymologie

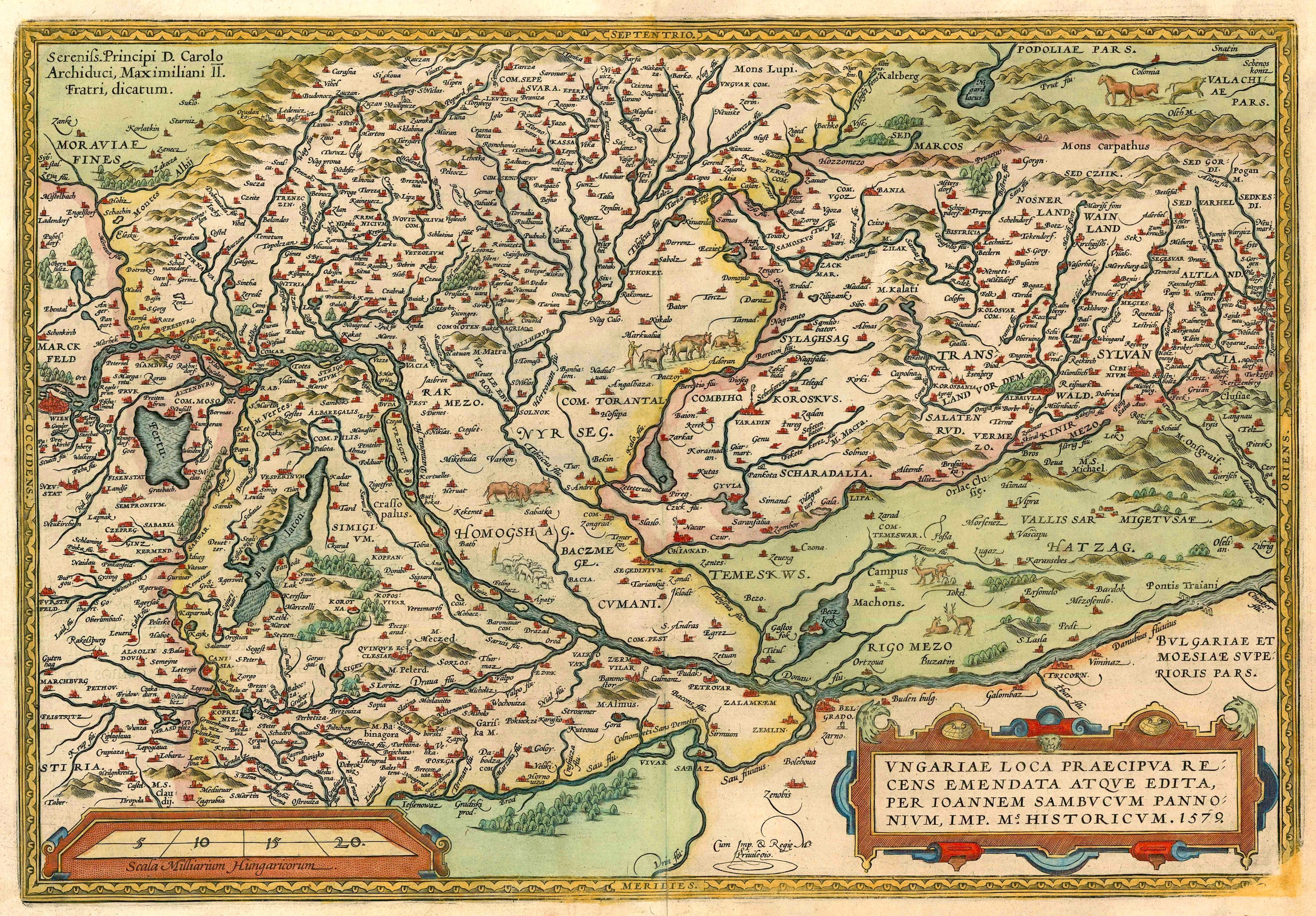
Carte historique de l'Ungaria par Sambucus, 1578.

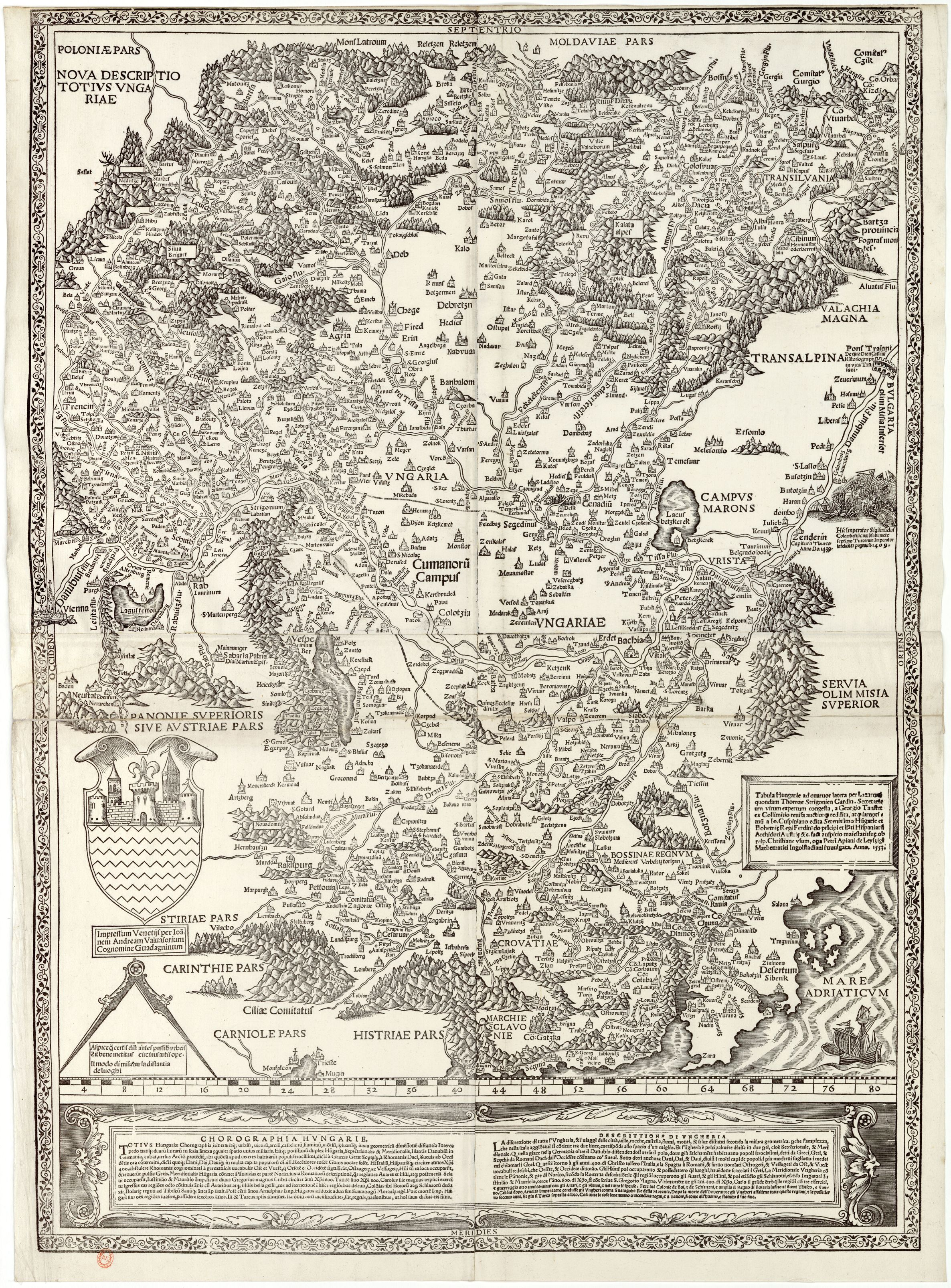
Petrus Apianus et Secretarius Lazarus, Nova descriptio totius Ungariae, 1553.

Le royaume de Hongrie fondé en 1001 et disparu en 1946 portait en hongrois le nom de Magyar Királyság dont est issue l'appellation de la Hongrie contemporaine : Magyarország « le pays des Magyars ». En hongrois, magyar désigne à la fois l'État et le nom du groupe ethnique issu de l'Oural et leurs descendants supposés. Du mot magyar est issu l'adjectif et le substantif « magyar » en français ou encore magyarisch et Magyar en allemand. Dans la plupart des langues du monde, c'est pourtant la racine latine Hungaria qui est utilisée pour désigner l'État, qu'il s'agisse du royaume ou de la république. C'est notamment le cas, outre le français, de l'anglais (Hungary), de l'espagnol (Hungría) ou de l'italien (Ungheria).
En slovaque, en slovène et en croate et serbe, le terme magyar et la racine latine hungaria coexistent et permettent justement de différencier le sens politique (la nation hongroise comme construction politique, ainsi que sa matérialisation géopolitique : l'État hongrois) du sens ethno-culturel (les minorités magyares). Dans ces langues, avant la partition du traité de Trianon en 1920, la « Hongrie » était désignée sur la base latine : Uhorsko (slovaque), Ogrska (slovène) et Ugarska/Угарска (croate et serbe) tandis que depuis 1920, on lui préfère l'adjectif ethnique substantivé : Maďarsko (slovaque), Madžarska (slovène) et Mađarska/Мађарска (croate et serbe). Cette évolution de la désignation du territoire hongrois ne se retrouve pas chez les Autrichiens, les Roumains et les Ukrainiens : respectivement Ungarn, Ungaria et Угорщина (Uhorščyna). Pourtant, les racines latine et hongroise de l'ethnonyme sont bien présentes en roumain pour différencier l'habitant de la Hongrie (ungur) du « Hongrois ethnique », minorité officielle de Roumanie : maghiar.
Quant aux termes « Hongrie » et « hongrois », il semble que leur racine soit issue d'une confusion chez certains peuples (dont les Occidentaux) entre les Magyars et des peuples turcs dont certains s'étaient joints à eux durant les migrations, notamment les Onoghours (en latin Hungari, ou « Hunnougour issus des hordes hunniques » chez Théophylacte Simocatta).

### Armoiries, drapeau et fêtes nationales
Les éléments des armoiries de la Hongrie datent du Moyen Âge. Le blason actuel est utilisé pour la première fois sous le règne de Louis Ier (1342–1382). La couronne surplombant le blason apparaît sous le règne de Ladislas Ier Jagellon (1440–1444). Il s'agit à l'origine d'un diadème classique, mais sur le sceau de Matthias Corvin de 1464, elle commence à ressembler davantage à la couronne d'Étienne Ier de Hongrie. La version définitive des armoiries est élaborée sous le règne de Matthias II, au début du XVIIe siècle. Son usage devient régulier sous le règne de Marie-Thérèse d'Autriche.
| Blason de Armorial de la Hongrie | Blason  | Parti, au premier fascé de huit pièces de gueules et d’argent, au deuxième de gueules à la croix patriarcale pattée d’argent, issante d’une couronne d’or, plantée au sommet d’un mont de trois coupeaux de sinople. Le blason est timbré de la couronne de saint Étienne. |
| Blason de Armorial de la Hongrie | Détails | Les éléments composant le blason actuel sont apparus selon l'ordre suivant. La croix de Lorraine est le symbole national hongrois, Étienne Ier de Hongrie ayant reçu le titre de roi apostolique du pape Sylvestre II (la croix de Lorraine est appelée également la croix apostolique) en raison de sa participation active à la christianisation du pays. Elle est utilisée depuis le règne de Charles-Robert Ier, membre de la dynastie angevine, détentrice de la couronne hongroise au XIVe siècle. Les trois collines sont le produit des rapports dynastiques avec Naples au XIIIe siècle. Au début, la croix de Lorraine reposait sur trois pieds. Ensuite, ces trois pieds sont devenus des collines blanches, qui se sont encore transformées pour donner celles que nous avons aujourd'hui. L'association de la croix et des collines est également présente dans les armoiries de la Slovaquie. Les bandes rouges et blanches sont apparues à la fin du XIIe, début XIIIe : elles sont les couleurs, disposées ainsi, de la bannière d'Árpád, fondateur de la première dynastie des rois de Hongrie et chef des tribus magyares lors de l'Honfoglalás en 896. La couronne sous la croix de Lorraine est quant à elle présente depuis 600 ans. Statut officiel |

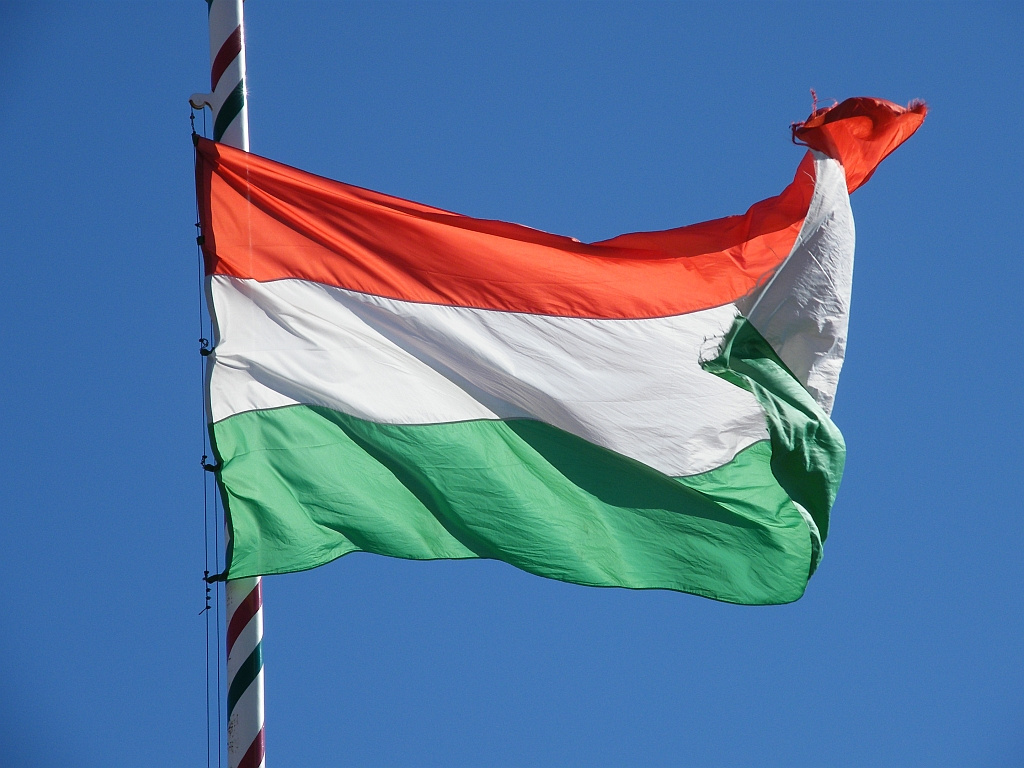
Drapeau hongrois.

Le drapeau de la Hongrie est composé de trois bandes horizontales rouge (dessus), blanche et verte. Sa forme tricolore est inspirée du drapeau français et des idées de la Révolution de 1789 alors que ses couleurs sont une reprise des armoiries historiques de la Hongrie. Le drapeau fait sa première apparition lors de la Révolution hongroise de 1848 mais ne s'impose au sein de l'Autriche-Hongrie bicéphale qu'en 1867. Jusqu'en 1945, le drapeau est frappé d'une couronne royale en son centre. La loi fondamentale de la Hongrie entrée en vigueur en 2012 donne une interprétation officielle des couleurs : le rouge pour la force, le blanc pour la fidélité, le vert pour l'espoir.
La figuration d'un blason sur sa partie centrale a été l'objet de forts enjeux symboliques durant tout le XXe siècle. Lors de l'insurrection de Budapest en 1956, les insurgés découpent les armes du régime communiste et leur préfèrent un trou symbole de la liberté retrouvée. La forme actuelle du drapeau est ainsi adoptée en 1957. Depuis 1990, la version blasonnée est tolérée et parfois utilisée par les pouvoirs publics.
Il existe trois fêtes officielles en Hongrie. Le 15 mars, le Nemzeti ünnep (« fête nationale ») commémore la Révolution hongroise de 1848. Le 20 août, le Szent István ünnepe (« fête de saint Étienne », fête de l'État) célèbre la fondation de l'État hongrois en 1000. Enfin, le 23 octobre, le Forradalom ünnepe est organisé en l'honneur de l'insurrection de Budapest de 1956. Selon l'article J de la nouvelle loi fondamentale, le 20 août occupe désormais le premier rang puisque c'est la seule « fête d'État officielle » (hivatalos állami ünnep).

### Regalia

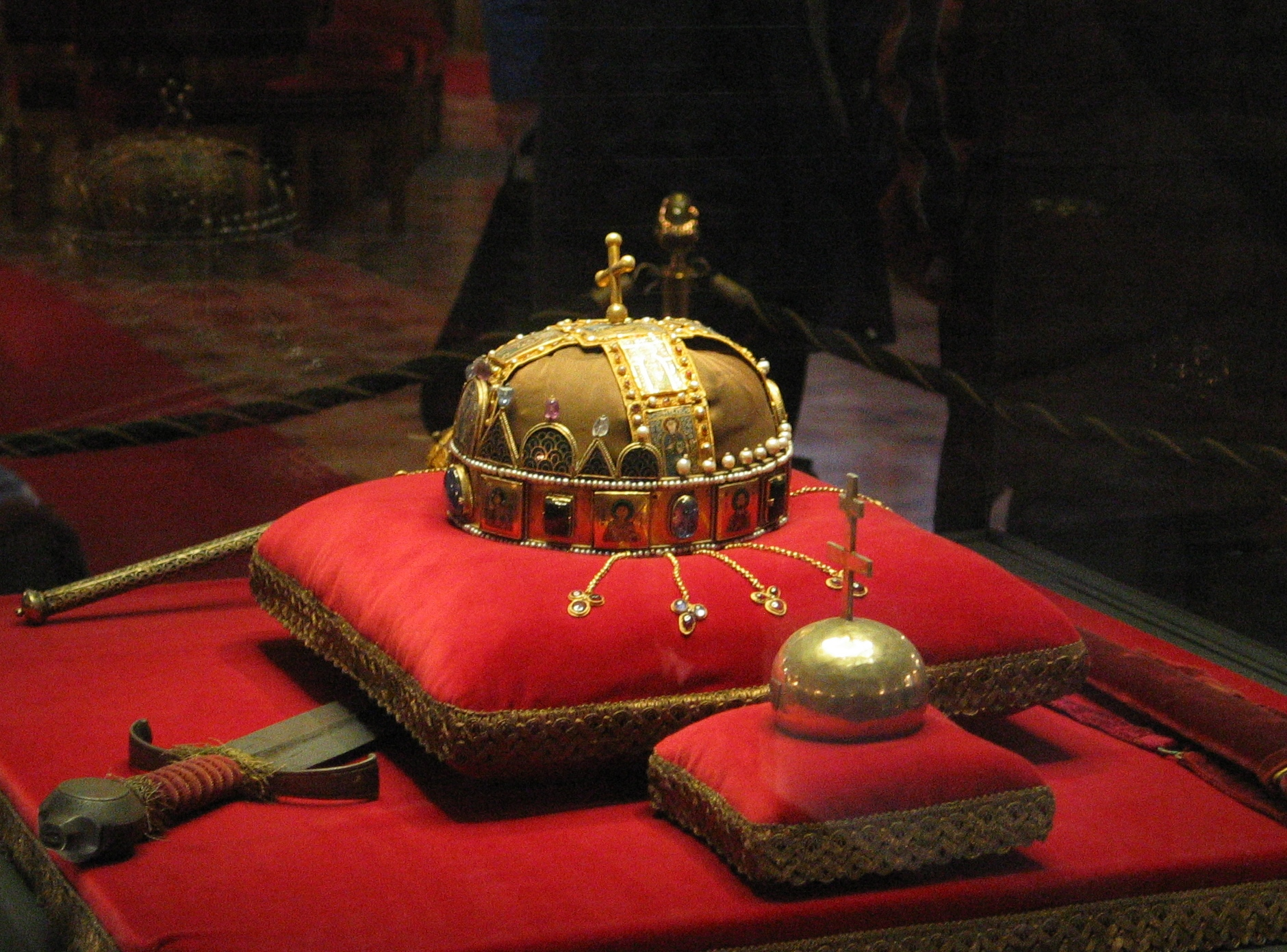
Le trésor de la couronne royale exposé sous la coupole du Parlement à Budapest.

Les regalia sont les symboles de la souveraineté hongroise. Ils sont constitués de plusieurs pièces : la couronne de saint Étienne (Szent István Korona), le sceptre (jogar), l'orbe (országalma), le manteau du couronnement (palást) et l'épée (kard).
La couronne des rois de Hongrie était utilisée depuis le XIIIe siècle. Chaque couronnement fait référence à celui d’Étienne Ier, couronné roi de Hongrie le 25 décembre 1000 avec une couronne envoyée par le pape Sylvestre II. La couronne avait été apportée par le légat Astéric (ou Anastase), futur archevêque d’Esztergom. La couronne que l’on peut voir aujourd’hui est différente de l’original. Étienne Ier perdit son fils unique et renvoya avant de mourir sa couronne au Vatican, en signe de soumission. Depuis, elle a été volée et on perd sa trace au XVIe siècle.
Les spécialistes considèrent que la couronne actuelle se compose d’une partie byzantine (corona græca), datant des années 1070. Cette dernière a été offerte par le basileus Michel VII à la princesse Synadene, qui était l’épouse du roi Géza Ier. L’autre partie est plus récente et a probablement été ajoutée au XIIIe siècle, sous le règne de Béla III de Hongrie.
La légende veut que la croix surmontant la couronne du roi de Hongrie soit penchée en raison d'un voyage mouvementé entre Rome et la Hongrie, le pape Sylvestre II ayant fait envoyer ladite couronne par une escorte à cheval. Abîmée au cours de ce voyage, la couronne aurait été apportée ainsi au roi Étienne Ier (István Ier). Il pourrait s'agir aussi du fait que lorsque les Turcs ont envahi le pays, elle aurait été enterrée pour être cachée, mais déformée.
Cas unique en Europe, les regalia médiévaux de Hongrie sont tous parvenus jusqu’à nos jours, mis à part les chausses qui ont brûlé pendant la Seconde Guerre mondiale. Depuis le 1er janvier 2000, ils sont conservés au Parlement hongrois, sauf le manteau du couronnement qui est visible au musée national hongrois. Le sceptre du Xe siècle est surmonté d’une boule de cristal gravée de lions. L’épée est une production italienne du XIVe siècle. L’épée du couronnement d’Étienne Ier est gardée dans la cathédrale Saint-Vitus depuis 1368.

## Géographie

### Topographie et hydrographie
| Autriche Slovaquie Ukraine Roumanie Serbie Croatie Slov. Budapest Debrecen Miskolc Szeged Pécs Győr Nyíregyháza Kecskemét Székesfehérvár Szombathely Szolnok Tatabánya Kaposvár Békéscsaba Érd Veszprém Zalaegerszeg Sopron Eger Nagykanizsa Dunaújváros Hódmezővásárhely |

| Alpokalja Kisalföld Coll. de Transdanubie Transdanubie Massif du Nord Alföld Kékes Galya-tető Istállós-kő Írott-kő Veľký Milič Csóványos Mecsek Bükk Mátra Bakony Börzsöny Pilis Tisza Danube |

La Hongrie présente une altitude moyenne de 200 mètres. Bien qu'il existe quelques sommets montagneux, seuls 2 % du territoire national dépassent les 300 m d'altitude. Le point culminant de la Hongrie est le Kékes dans les monts Mátra qui culmine à 1 014 mètres. Le point le plus bas est situé à Csongrád-Csanád près de la rivière Tisza à 77,6 m de hauteur. Les principaux cours d'eau du pays sont le Danube et la Tisza, dont 444 km sont navigables. Les affluents mineurs du Danube se trouvent aux abords de la frontière croate : il s'agit de la Drave, du Raab, du Someș, du Sió et de la frontière slovaque : l'Ipeľ.
Situé dans la moitié ouest du pays, le lac Balaton est le lac le plus vaste d'Europe centrale (592 km2) devançant le lac Léman (581 km2) et le lac de Constance (536 km2). Vient ensuite le lac Fertő cogéré avec l'Autriche (82 km2 se trouvent en Hongrie). Parmi les autres lacs importants figurent le lac de Velence (« lac de Venise ») et le lac Tisza.

### Géologie et géomorphologie
Bien que l'altitude de la plus grande partie du pays n'excède pas 300 mètres, on trouve plusieurs chaînes de montagnes moyennes en Hongrie. Il existe quatre régions géographiques montagneuses, d'ouest en est : Alpokalja, massif de Transdanubie, Mecsek, massif du Nord. L'Alpokalja (en allemand : Alpenenstrand, les « contreforts des Alpes ») est situé le long de la frontière avec l'Autriche. Son point culminant est le Kékes, ou Kékestető (1 014 m). Le massif de Transdanubie s'étend du lac Balaton jusqu'au Danube près de Budapest où elles rencontrent le massif du Nord et culminent à 757 m (Pilis). Mecsek est la chaîne montagneuse la plus méridionale, située au nord de Pécs. Son point culminant est le Zengő (682 m). Le massif du Nord s'étend au nord de Budapest et se déploie vers le nord-est en direction du sud de la frontière avec la Slovaquie. Ses hautes crêtes très boisées sont riches en minerai de charbon et de fer. L'extraction de minerai est une ressource importante de la région et fut d'ailleurs la base de l'industrie des cités avoisinantes. La viticulture est aussi importante avec la culture du fameux Tokay. Son point culminant est le Kékes, situé dans la chaîne du Mátra.
| Rang | Nom             | Altitude | Chaîne de montagnes | Région géographique |
| ---- | --------------- | -------- | ------------------- | ------------------- |
| 1.   | Kékes           | 1 014 m  | Mátra               | Massif du Nord      |
| 2.   | Galya-tető      | 964 m    | Mátra               | Massif du Nord      |
| 3.   | Istállós-kő     | 959 m    | Bükk                | Massif du Nord      |
| 4.   | Bálvány         | 956 m    | Bükk                | Massif du Nord      |
| 5.   | Tar-kő          | 950 m    | Bükk                | Massif du Nord      |
| 6.   | Csóványos       | 938 m    | Börzsöny            | Massif du Nord      |
| 7.   | Veľký Milič     | 894 m    | Massif de Zemplén   | Massif du Nord      |
| 8.   | Írott-kő        | 882 m    | Massif de Kőszeg    | Alpokalja           |
| 9.   | Nagy-Hideg-hegy | 864 m    | Börzsöny            | Massif du Nord      |
| 10.  | Tót-hegyes      | 814 m    | Mátra               | Massif du Nord      |

### Climat et sols

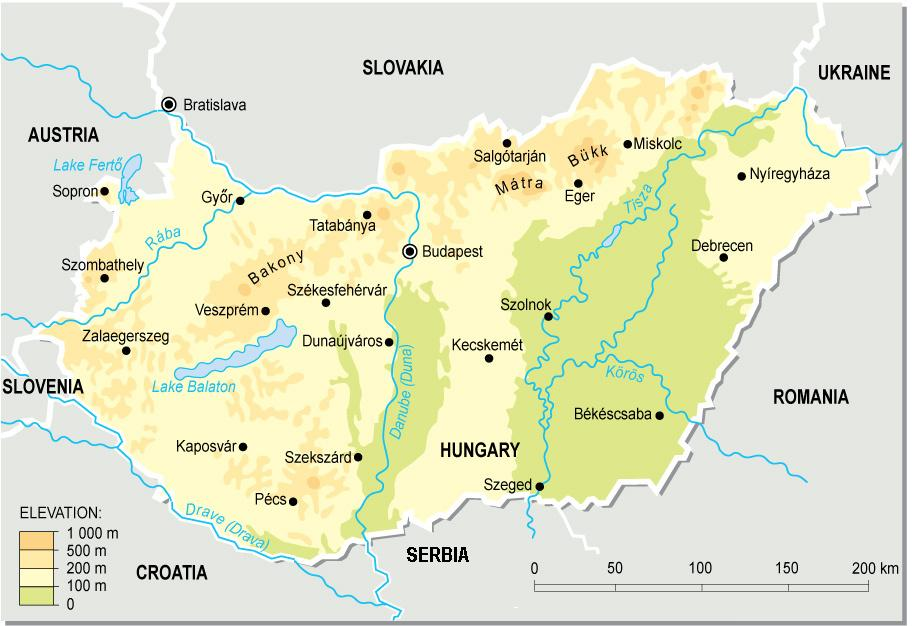
Carte topographique de la Hongrie.

La Hongrie se situe au carrefour de quatre influences climatiques. D'une part, l'influence continentale de l'Europe de l'Est produit des saisons marquées avec des températures fortement négatives en hiver et élevées en été, mais tempérées par les masses d'air de la façade atlantique. D'autre part, c'est dans le bassin des Carpates que se rencontrent les influences sibériques du nord et l'influence méditerranéenne des Balkans.
La température moyenne annuelle est de 8 à 12 °C, ce qui est relativement élevé, avec des amplitudes de 20 à 2 °C. En janvier, la température varie entre −4 °C et 7 °C. Le nombre d'heures d'ensoleillement par an oscille entre 1 700 et 2 100 heures, avec les périodes les plus importantes dans l'Alföld et les plus courtes dans les régions montagneuses du nord. La pluviométrie annuelle moyenne est de 500 à 1 000 mm (500- à 600 mm dans l'Alföld et de  800 à 1 000 mm dans les montagnes). Les vents dominants viennent du nord-ouest. La température la plus basse jamais enregistrée en Hongrie a été −35 °C le 16 février 1940 à Görömbölytapolca près de Miskolc. La plus haute température jamais enregistrée a été 41,9 °C le 20 juillet 2007 à Kiskunhalas.
Les terres arables sont une importante ressource naturelle pour la Hongrie. Elles couvrent 49,58 % de la superficie du pays, c'est-à-dire une partie très importante comparée aux autres pays du monde. La plus grande partie de ces terres est de bonne qualité.

### Aires faunistiques et floristiques
La Hongrie compte une dizaine de parcs nationaux, 145 réserves naturelles et 35 aires protégées. Les parcs nationaux de Aggtelek et de Hortobágy sont également inscrits au patrimoine mondial de l'UNESCO au titre de patrimoine naturel.
| Nom du parc national           | fondé    | Surface (km2) |
| ------------------------------ | -------- | ------------- |
| Parc national de Hortobágy     | 1972     | 805,49        |
| Parc national de Kiskunság     | 1975     | 567,61        |
| Parc national de Bükk          | 1976     | 402,63        |
| Parc national d'Aggtelek       | 1985     | 198,92        |
| Parc national de Fertő-Hanság  | 1991     | 235,88        |
| Parc national Duna-Dráva       | 1996     | 494,79        |
| Parc national Körös-Maros      | 1997     | 501,34        |
| Parc national du haut Balaton  | 1997     | 569,98        |
| Parc national Danube-Ipoly     | 1997     | 603,14        |
| Parc national de l'Őrség       | 2002     | 440,00        |
| Parc national de Szatmár-Bereg | en cours |               |

La population de loutres de Hongrie est la plus grosse d'Europe avec plus de 10 000 individus.

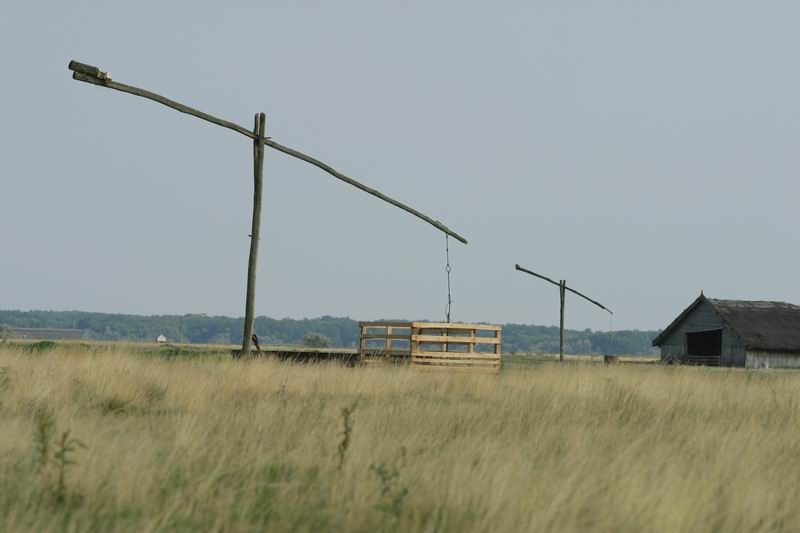
Puits à balancier (gémeskút) dans le parc national de Hortobágy.
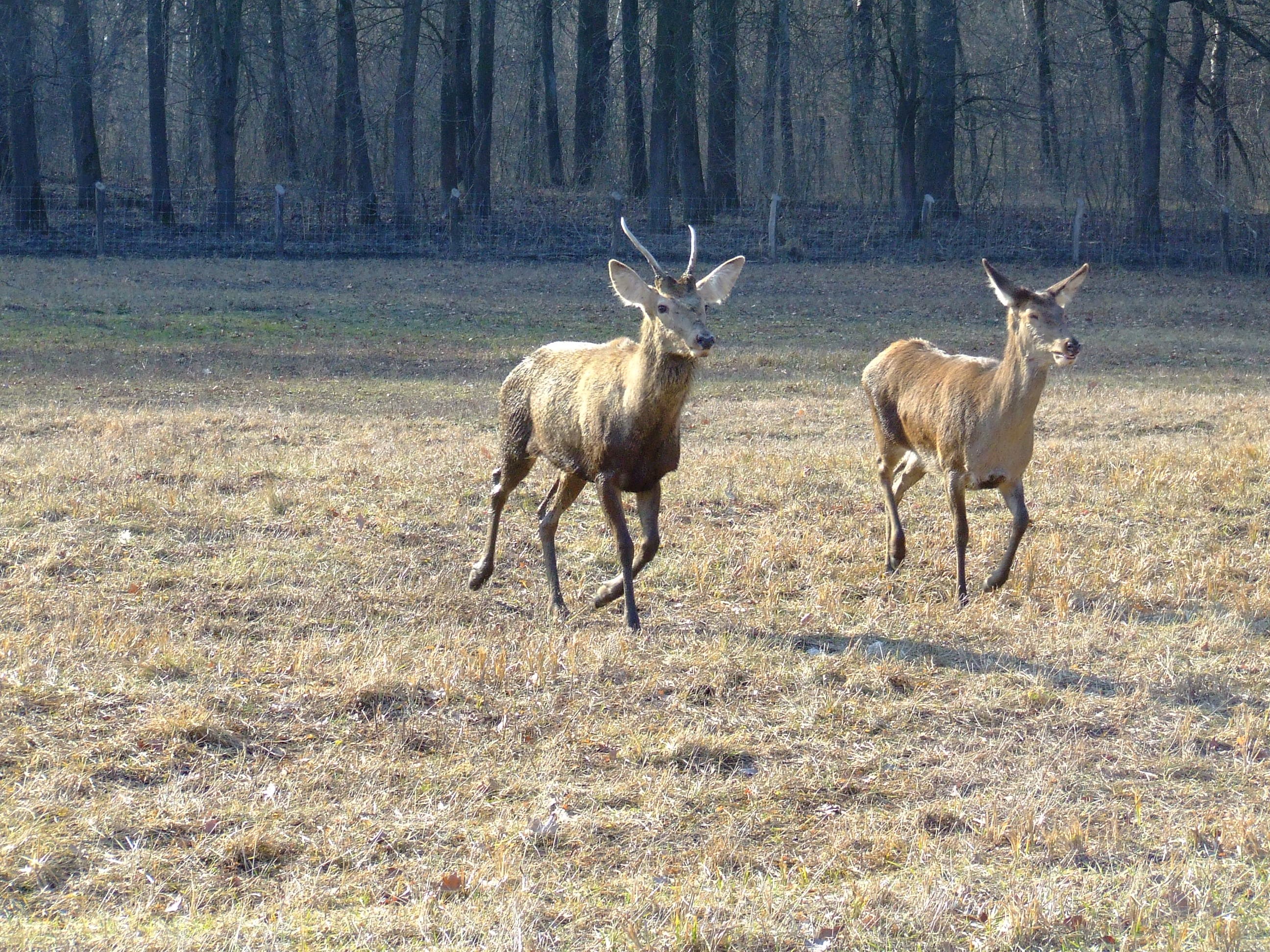
La forêt de Gemenc (hu), dans le parc national Duna-Dráva.
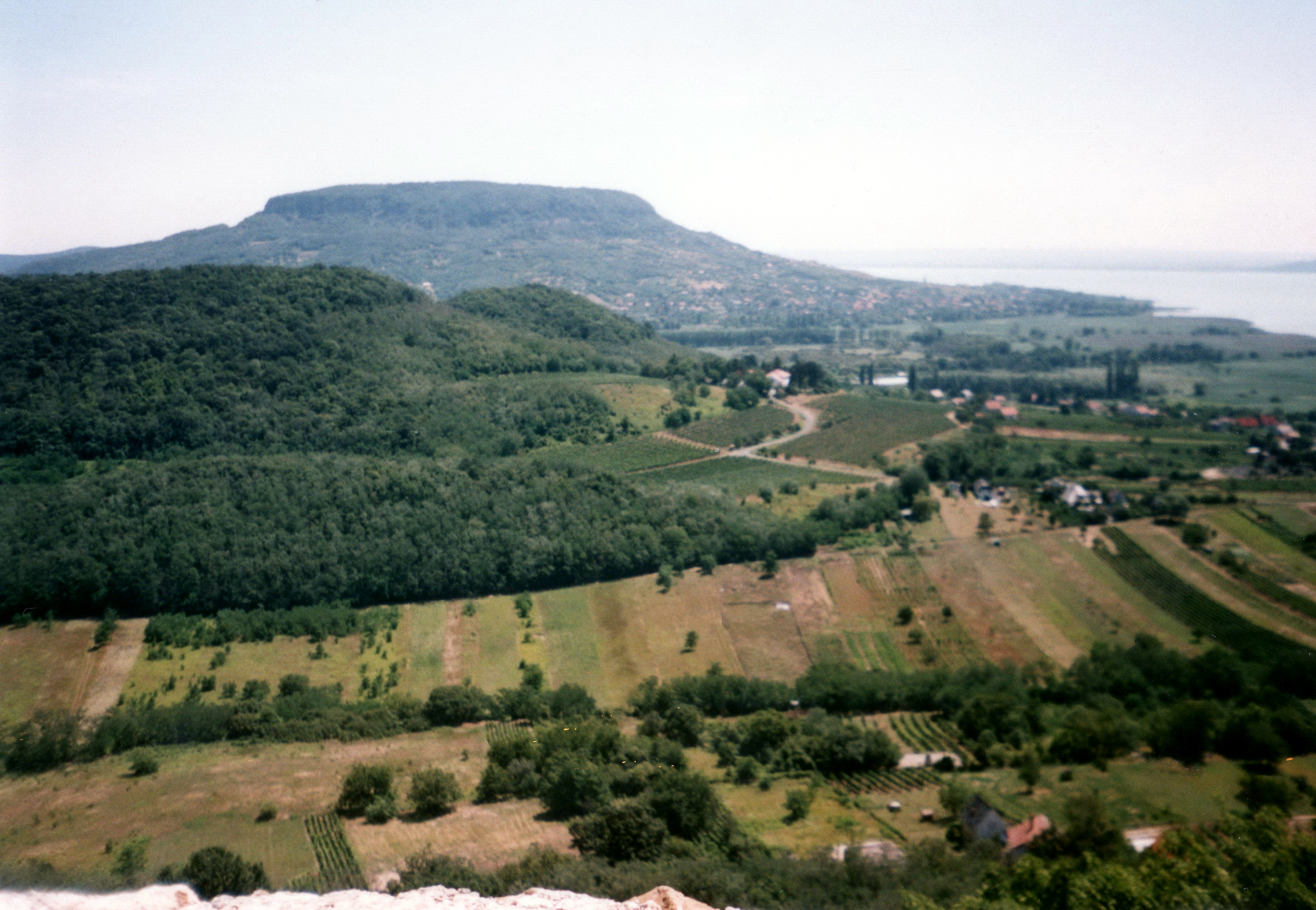
Le Badacsony dans le parc national du haut Balaton.
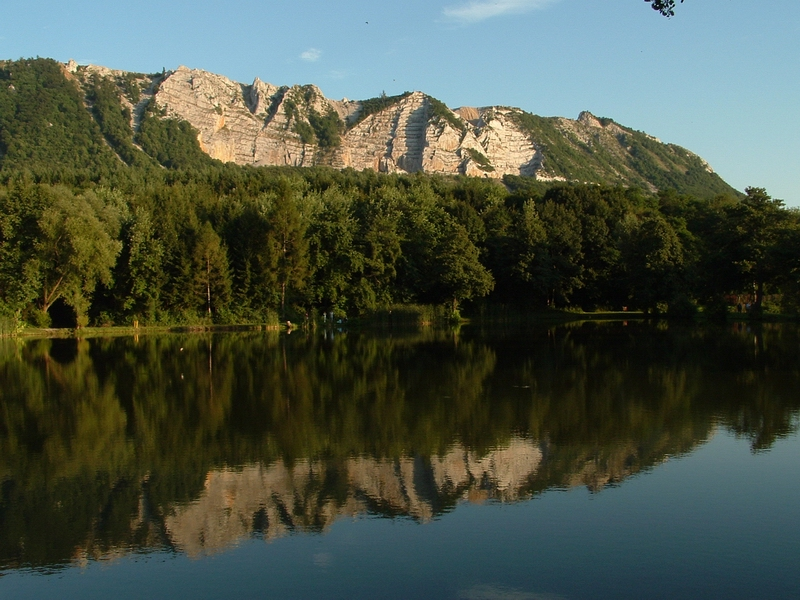
Parc national de Bükk.

### Sites classés au patrimoine mondial de l'Unesco
La Hongrie compte 8 sites classés Unesco, dont 7 sites culturels et un naturel.
Budapest, Hollókő, Grottes du karst d’Aggtelek, Abbaye bénédictine de Pannonhalma, Parc national de Hortobágy, Nécropole paléochrétienne de Pécs, Paysage culturel de Fertö, Paysage culturel historique de la région viticole de Tokaj.

### Réseau européen Natura 2000
Le réseau Natura 2000 rassemble des sites naturels ou semi-naturels de l'Union européenne ayant une grande valeur patrimoniale, par la faune et la flore exceptionnelles qu'ils contiennent.
En décembre 2018, la Hongrie comptait 525 sites dont :
- 56 zones de protection spéciale (ZPS) pour les oiseaux sur une superficie de 13 747 km2 ;
- 479 zones spéciales de conservation (ZSC) (dont les pSIC, SIC) pour les habitats et les espèces sur une superficie de 14 442 km2.

La superficie totale est de 19 949 km2, ce qui représente 21,4 % de la surface terrestre du territoire de la Hongrie.

#### Cartographie des sites Natura 2000 de la Hongrie
- [image] Carte des sites Natura 2000 (SIC, ZSC + ZPS) de la Hongrie, décembre 2017 (haute définition), Source

## Histoire

### Proto-histoire et Antiquité

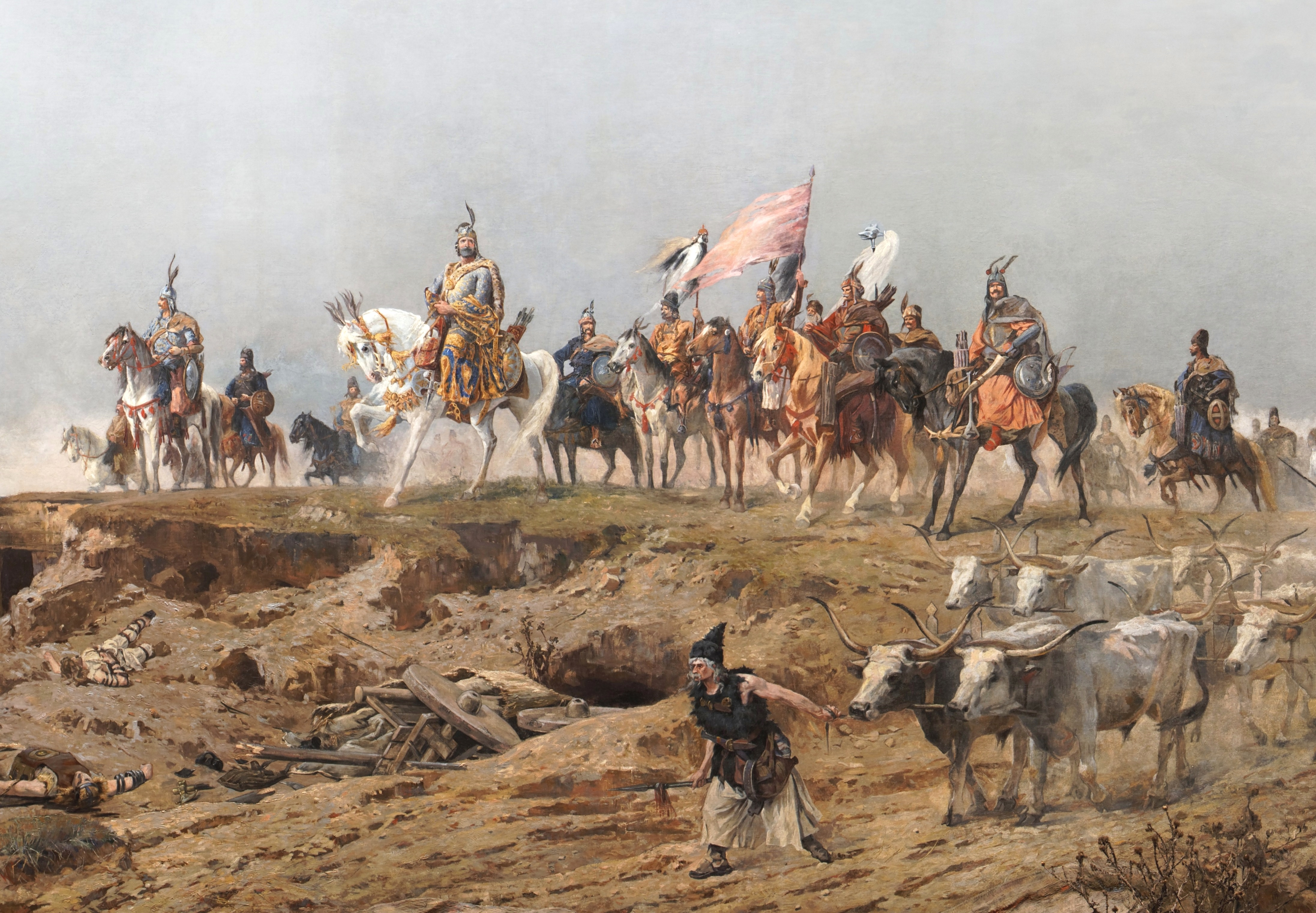
A magyarok bejövetele, l'arrivée des Magyars dans la plaine danubienne, par Árpád Feszty.

Vers 350 av. J.-C., aux Illyriens (en Pannonie), aux Agathyrses (dans la plaine danubienne) et aux Thraces (dans le bassin de la Tisza) vivant dans le bassin hydrographique du moyen-Danube s'ajoutent des Scythes et des Celtes puis, au Ier siècle, les Romains qui occupent la rive occidentale du Danube et transforment la Pannonie en province romaine. Au IVe siècle celle-ci subit les invasions des Ostrogoths, eux-mêmes contraints de quitter la région en 409 par la poussée des Gépides, Huns et Avars à l'est. Au VIe siècle arrivent les Slaves puis, au IXe siècle, des tribus magyares chassées par les Petchénègues de l'Etelköz (où subsistent néanmoins les Csángó). Menées par Árpád, elles franchissent le col de Verecke et s'installent dans la grande plaine.
Cette installation (Honfoglalás) permet d'offrir aux tribus une base arrière pour les nombreux raids entrepris vers l'Europe occidentale. Ceux-ci sont interrompus lors de la bataille du Lechfeld qui signe leur défaite devant l'empereur germanique Otton Ier du Saint-Empire. Dès lors, les tribus organisent leur domination militaire dans la plaine danubienne, y assimilent les populations déjà sédentarisées (comme les Slaves) et forment ainsi l'embryon du territoire et de la nation hongroise.

### Naissance du royaume de Hongrie
À la fin du Xe siècle, le prince Géza, descendant d'Árpád, impose sa domination sur toutes les tribus et se fait baptiser avec toute sa famille. L'évêque Adalbert de Prague prend partie de l'éducation réligieuse du jeune fils du prince Géza et s'engage pour lui aider à trouver une épouse, Gisèle de Bavière.  Lors de sa succession, le jeune Vajk, futur Étienne Ier de Hongrie, défend l'alliance avec l'Europe occidentale et l'Église de Rome contre Koppány qui, lui, s'était allié à Byzance. Ainsi, le couronnement d'Étienne Ier de Hongrie en l'an 1000, avec la bénédiction du pape Sylvestre II, signe à la fois la naissance formelle du royaume de Hongrie et l'inscription du nouvel État dans le giron occidental.

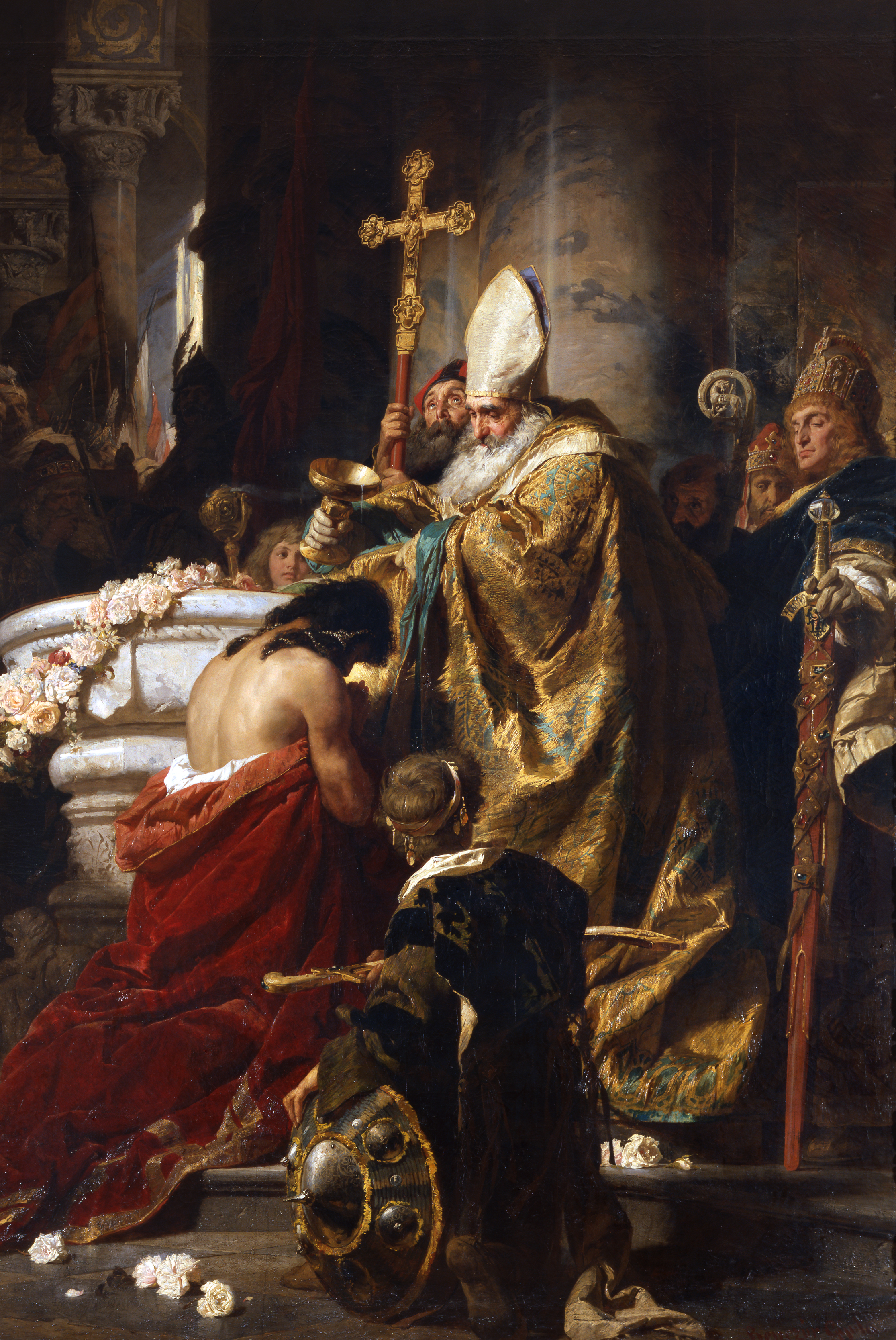
Vajk megkeresztelése, le baptême de Vajk, futur Étienne Ier de Hongrie, par Gyula Benczúr.

L'organisation d'un clergé hongrois est le signe de la reconnaissance de l'indépendance du royaume, notamment face au Saint-Empire romain germanique. Assuré de sa légitimité, le roi Étienne renforce son pouvoir sur la noblesse naissante et occupe la Transylvanie. Le système tribal est alors remplacé par une organisation du royaume en comitats (vármegye), banats (bánság) et un voïvodat transylvain (vajdaség) à laquelle s'ajoute sous le règne de Ladislas Ier de Hongrie le royaume de Croatie en union personnelle (Horvát királyság). La mort du roi Étienne en 1038 ouvre une longue période de conflits autour de sa succession, menant à une vassalisation du royaume envers l'Empereur germanique. Le règne d'André Ier de Hongrie entre 1047 et 1060 marque un retour à l'indépendance. La politique d'expansion est poursuivie par Coloman jusque dans les Balkans et vers le bas-Danube (vassalisation de la Serbie, Valachie, Moldavie), mais est contrariée par la puissance byzantine sous Basile II. Le règne de Béla III de Hongrie entre 1172 et 1196 inaugure le premier apogée du royaume.

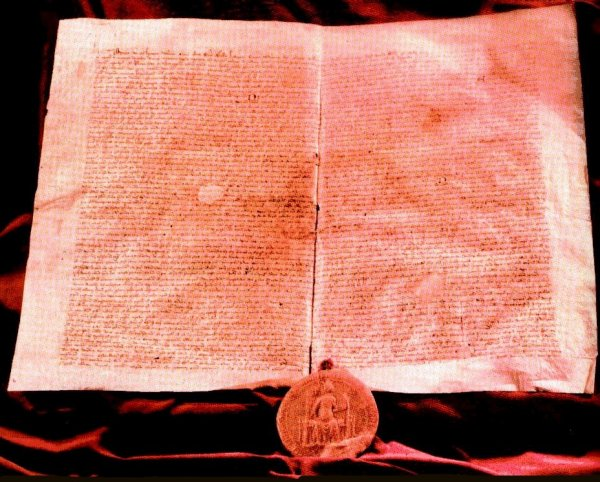
La bulle d'or (Aranybulla).

Progressivement, la noblesse hongroise tente de faire valoir son pouvoir au sein du royaume qui compte alors 2 000 000 d'habitants. En 1222, André II de Hongrie proclame la bulle d'or qui exonère la petite noblesse de l'impôt et limite les privilèges royaux. Le pouvoir royal est davantage affaibli par l'invasion mongole et tatare en 1241 qui dépeuple considérablement le pays. Dans le sillage des Mongols et des Tatars sont signalés les premiers Roms. Le royaume se dote alors d'un réseau de châteaux forts afin d'assurer sa sécurité et des villes se peuplent alors au bénéfice d'une bourgeoisie de plus en plus active. En 1301, la mort d'André III de Hongrie signe la fin de la maison Árpád et le début de la domination angevine.
C'est sous la dynastie Anjou-Luxembourg que la Hongrie connaît son deuxième apogée avec le renforcement du pouvoir royal par Charles Ier Robert et l'extension du territoire sous le règne de Louis Ier le Grand. Le royaume de Hongrie intègre alors la Bosnie et compte sur ses flancs Sud et Est une douzaine de bánság et de vajdaség vassaux, peuplés de slaves (tótok) et de valaques (oláhok) bénéficiant de franchises nommées vlach jog. Successeur de Charles Ier Robert, Sigismond Ier du Saint-Empire cumule la couronne impériale, celle de Hongrie et celle de Bohême mais perd la Dalmatie au profit de Venise. Sur le plan intérieur, il doit faire face à la montée en puissance du pouvoir urbain. De 1437 à 1440, sa succession ouvre une énième période de troubles durant laquelle les Jagellons prennent le pouvoir.

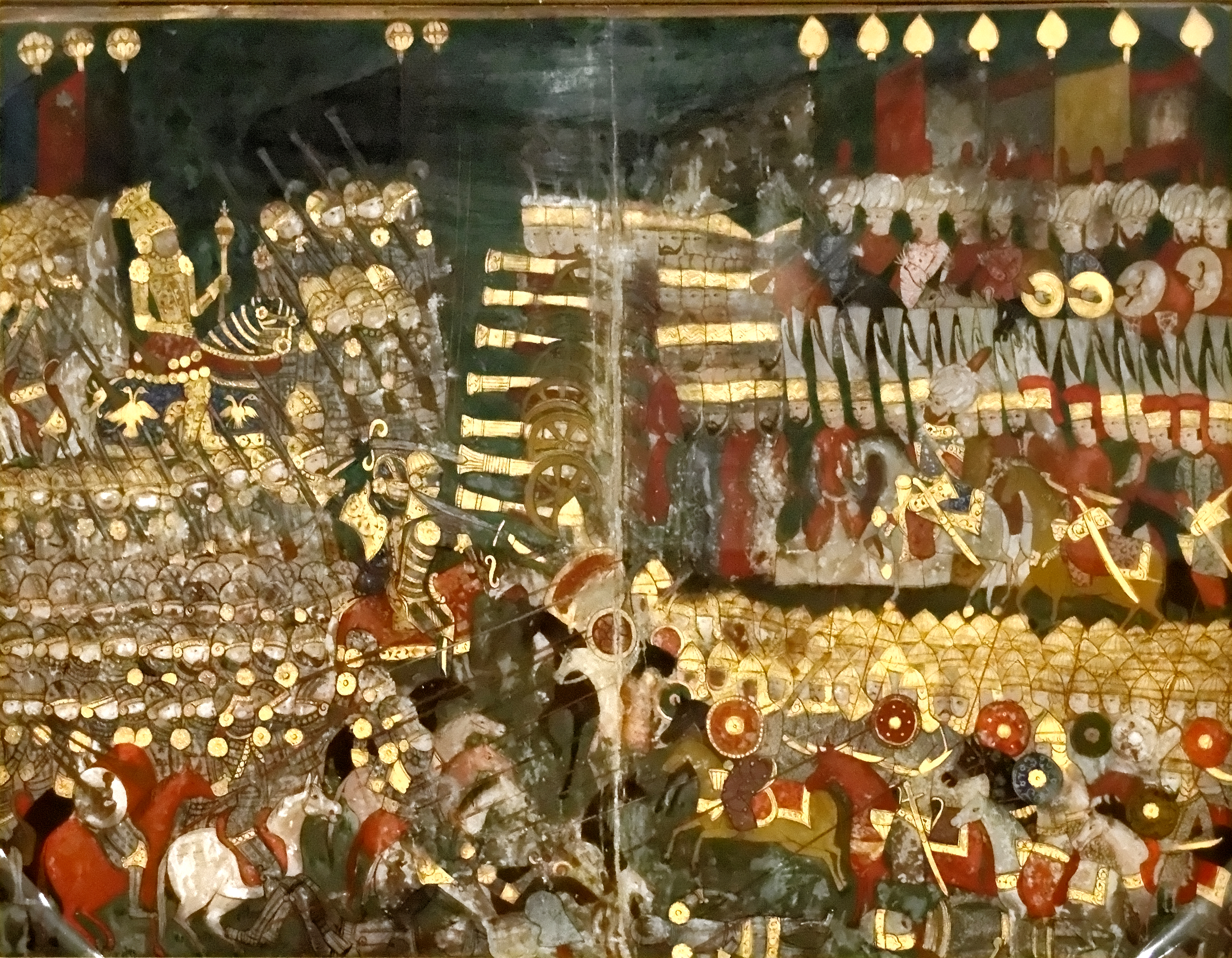
Miniature ottomane représentant la bataille de Mohács.

Après la mort de Ladislas III Jagellon à Varna lors d'une offensive hongroise, serbe et roumaine contre l'Empire ottoman en 1444, la régence du royaume revient à Jean Hunyadi, voïvode (vajda) de Transylvanie. Celui-ci contient l'avancée ottomane devant Belgrade en 1456 mais meurt peu après. La Hongrie est alors un pays peuplé de 4 000 000 d'habitants, prospère malgré le contrôle commercial exercé par les Allemands. L'accès au trône de Matthias Corvin signe le début de la Renaissance en Hongrie. Sous son règne, l'administration est réorganisée et centralisée et le pouvoir bourgeois favorisé face à l'aristocratie. Il conquiert la Bohême, la Moravie et la Silésie tout en développant dans sa capitale Buda une cour florissante, foyer centre-européen de l'humanisme. Son règne laisse un souvenir amer à la noblesse, qui choisit pour lui succéder un prince plus faible : Vladislas IV de Bohême. Les magnats reprennent le pouvoir et entraînent l'affaiblissement du royaume. La défaite hongroise, lors de la bataille de Mohács en 1526, face à l'Empire ottoman, signe la partition du pays entre les territoires occupés et les lambeaux de la Hongrie royale.

### Hongrie ottomane, Hongrie royale et indépendance de la Transylvanie

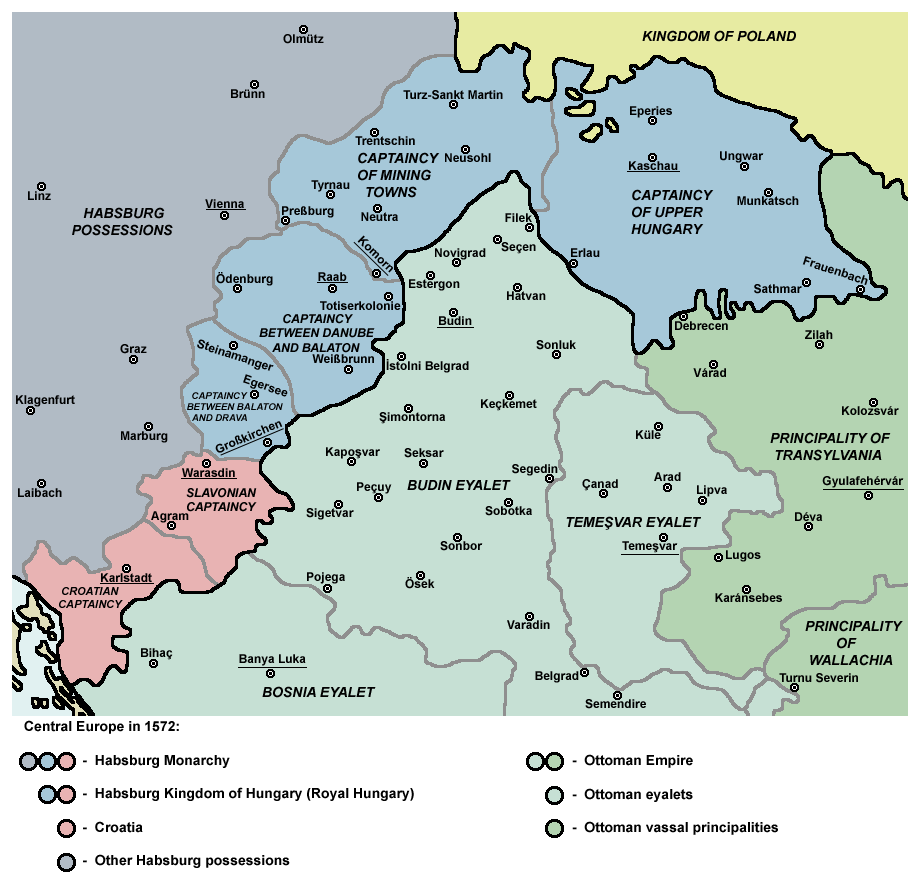
L'Europe centrale en 1572 avec les possessions autrichiennes, la Hongrie royale, la Hongrie sous domination ottomane et la Transylvanie vassalisée.

En 1526, le royaume de Hongrie est divisé en deux, puis en trois parties. Ferdinand Ier du Saint-Empire s'empare de la Haute-Hongrie (actuelle Slovaquie) et de l'Ouest du royaume tandis que le voïvode de Transylvanie, Jean Ier Zapolya, conserve le Centre et l'Est. À sa mort en 1540, Soliman le Magnifique, sultan ottoman, occupe la plaine danubienne et prend Buda. La principauté de Transylvanie (agrandie du Nord-Est de la Hongrie royale, le partium) a le choix entre deux vassalités : envers les Autrichiens ou envers les Turcs : les voïvodes choisissent la seconde option, qui leur laisse plus d'indépendance, tant politique que religieuse (pacte de tolérance). Entre 1591 et 1606, les Habsbourgs utilisent leur armée pour faire pression sur la Haute-Hongrie et la Transylvanie. Étienne II Bocskai mène alors un soulèvement qui pousse l'Empire autrichien à reconnaître les privilèges de la Hongrie royale et la souveraineté de la Transylvanie. Alors que Buda est occupée, la capitale hongroise devient Pressburg (actuelle Bratislava).
En Transylvanie, le prince Georges Ier Rákóczi (1630–1648) mène une politique de liberté et de tolérance politique et religieuse. Mais la politique belliqueuse de Georges II Rákóczi envers l'Empire ottoman provoque une réaction des Turcs qui alourdissent la vassalité de la Transylvanie, en réduisent le territoire et affaiblissent ainsi les ressources stratégiques de la Hongrie royale qui tombe sous la coupe des Habsbourg. Sous Léopold Ier d'Autriche, la Hongrie royale est le théâtre d'une révolte opposant la noblesse et la paysannerie au nouveau pouvoir central autrichien. L'insurrection est contenue lorsque les armées autrichiennes reconquièrent la plaine danubienne contre les Ottomans (paix de Karlowitz en 1699). Cette avancée autrichienne (et catholique) est suivie par un vaste soulèvement nobiliaire (surtout protestant) mené par le prince transylvain François II Rákóczi, proclamé prince souverain en 1704. La répression de ce soulèvement s'achève par la restauration du territoire royal et par un changement de vassalité en Transylvanie, qui échappe aux sultans pour devenir un grand-duché autrichien. Les révoltes nobiliaires ne cessent pas pour autant : en 1707, la Diète de Hongrie proclame (vainement) la déchéance des Habsbourg et l'indépendance de la Hongrie.

### De la domination autrichienne au compromis de 1867

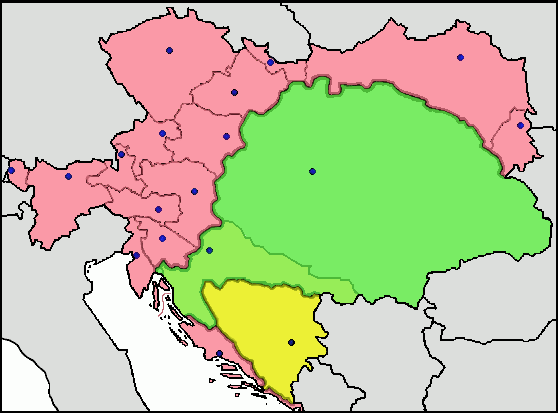
Carte de l'Autriche (rouge)-Hongrie (vert) avec la Bosnie-Herzégovine (jaune) jusqu'en 1918.

Les magnats hongrois négocient alors un compromis avec la maison autrichienne et favorisent l'arrivée au pouvoir de Charles VI d'Autriche. En 1715, celui-ci proclame ainsi l'indivisibilité de la Hongrie et des provinces héréditaires des Habsbourg. Ceux-ci organisent l'installation de colons allemands dans toute la plaine danubienne, spécifiquement sur les rives du fleuve (Allemands du Banat). Après plusieurs tentatives des souverains autrichiens de réformer l'administration et imposer l'allemand comme langue de la Cour, Léopold II d'Autriche reconnaît en 1792 la spécificité des lois et des coutumes hongroises. La Révolution française de 1789 crée une union sacrée de la noblesse hongroise autour de la maison impériale, mais les idées libérales et nationales se diffusent malgré tout en Hongrie et donnent naissance à un courant réformiste important, revendiquant l'égalité devant la loi et devant l'impôt et la fin des privilèges.

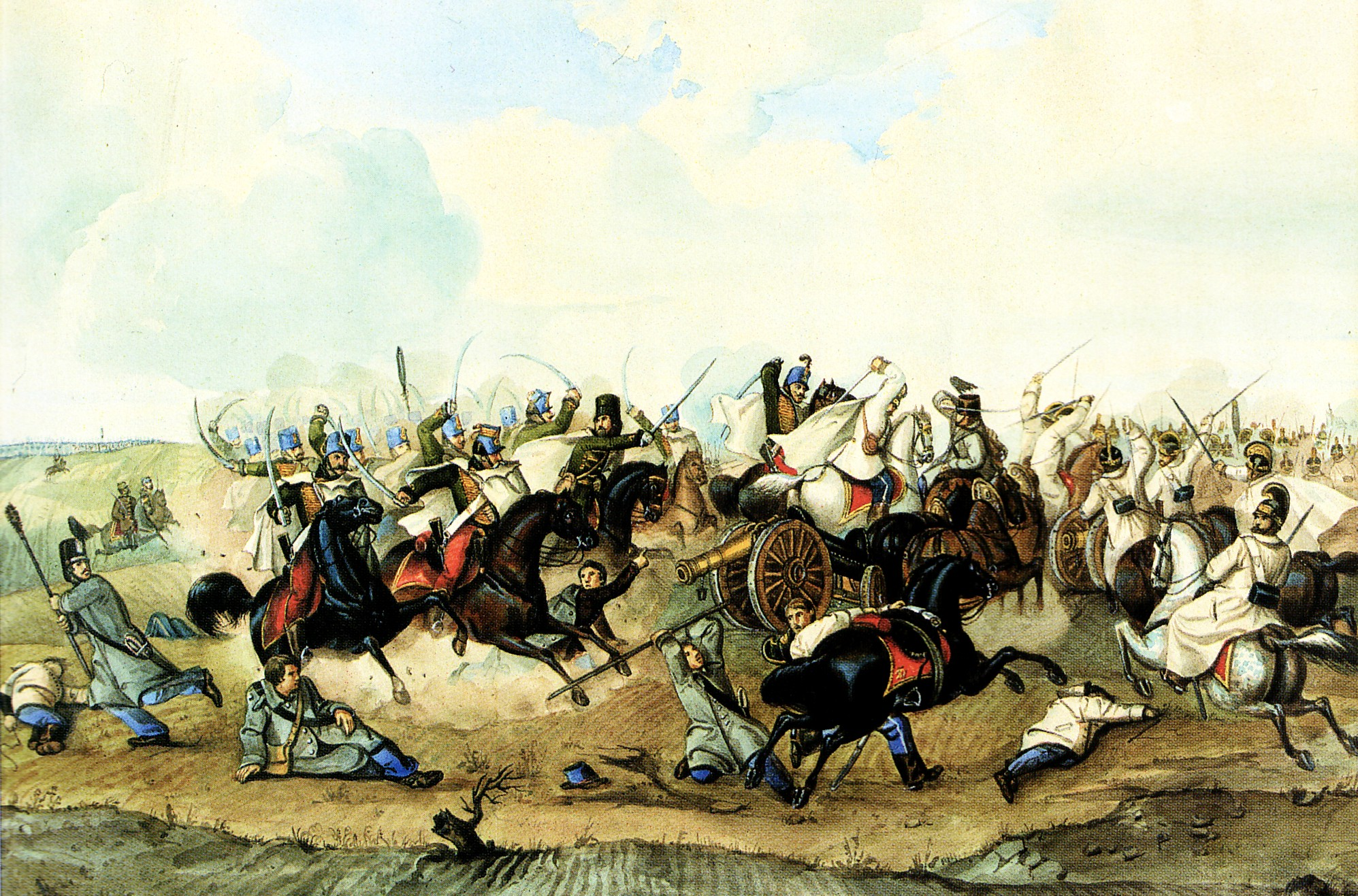
Révolution hongroise de 1848.

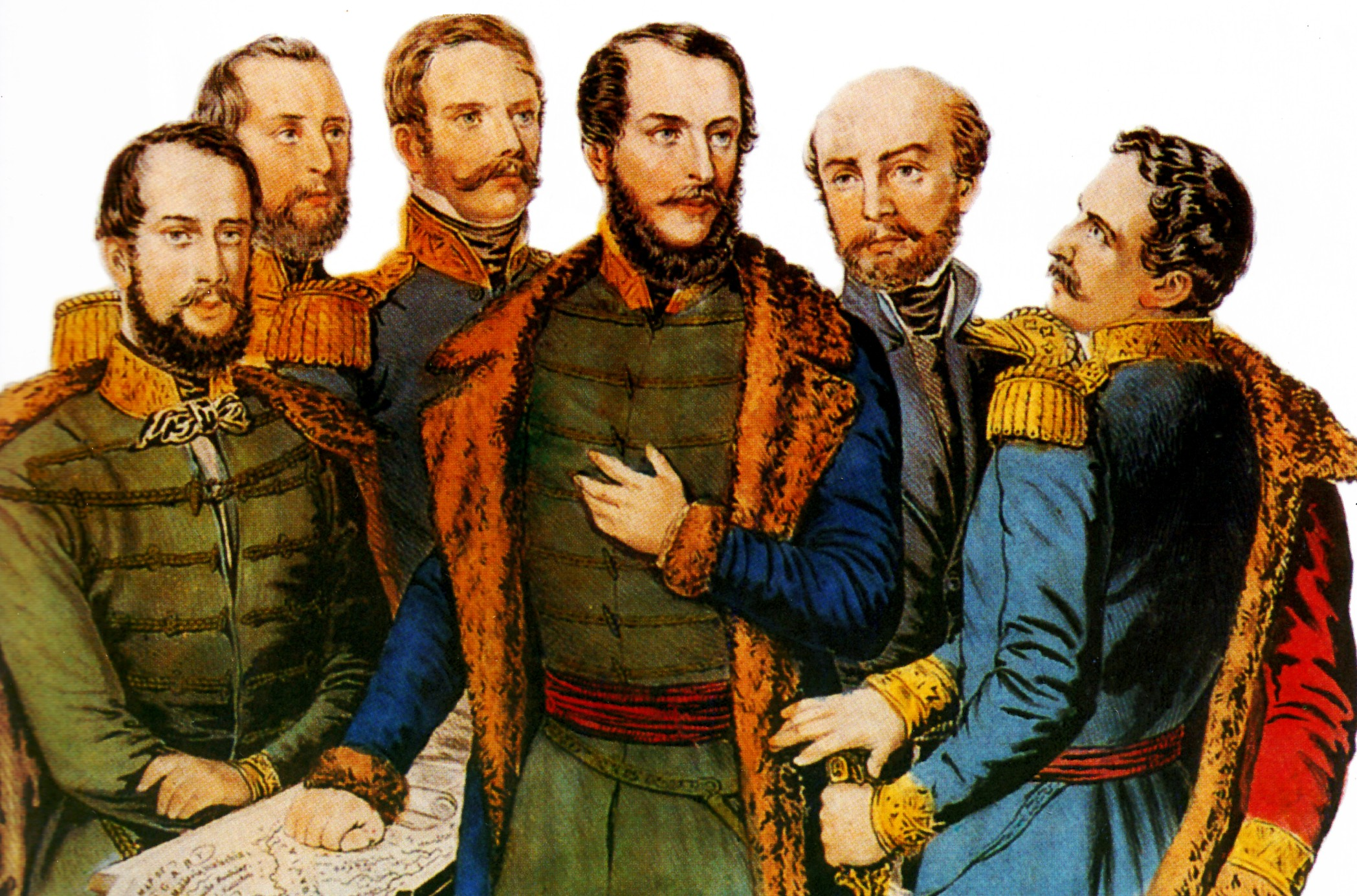
Lajos Kossuth.

Ce courant est incarné par Ferenc Kölcsey, Ferenc Deák et Lajos Kossuth, révolutionnaires qui proclament en 1848 l'unification de la Hongrie, comprenant la Hongrie royale, la Croatie et la Transylvanie, et revendiquent l'indépendance face à l'empire d'Autriche. Mais, en Croatie et Transylvanie, les révolutionnaires locaux réclamaient leur propre indépendance, que Kossuth leur refusait. Les Autrichiens en profitèrent pour rallier à leur cause l'avocat transylvain Jankó Ávrám qui lève des troupes contre Kossuth, et le général croate Josip Jelačić, qui prend la tête d'une armée et envahit la Hongrie. Pour y faire face, Kossuth constitue un Comité national de défense qui parvient à refouler les troupes croates et réprime le soulèvement transylvain. Alors que l'indépendance de la Hongrie est proclamée, l'Autriche fait appel au tsar Nicolas Ier de Russie pour mater le gouvernement révolutionnaire. Les Habsbourg organisent alors la répression et imposent leur pouvoir par la force. En 1866, l'affaiblissement de l'empire sur le front italien et surtout la défaite contre la Prusse les incitent à apaiser les tensions internes. C'est ce long processus qui aboutit au Compromis austro-hongrois de 1867 et à la naissance de l'Autriche-Hongrie.
L'Empire des Habsbourg est alors partagé entre l'empire autrichien et le royaume hongrois. Ce dernier se dote d'un système bicaméral : une Chambre des magnats et une Chambre des représentants, mais elle reste liée à l'Autriche par la dynastie Habsbourg et la concentration des affaires étrangères, des finances et de la guerre au sein d'un ministère d'Empire. Les privilèges des magnats et le système électoral laissent les minorités non-magyares, soit 55 % de la population de la Grande Hongrie, sans représentation parlementaire, et, de plus, la politique de magyarisation forcée des minorités dresse les Croates, les Slovaques, les Ruthènes, les Roumains, les Serbes et même les Allemands contre les Hongrois. L'Autriche-Hongrie, ayant perdu la Première Guerre mondiale, est le premier État visé par les « 14 points » du président américain Woodrow Wilson, visant à démembrer cet empire multiculturel, que Lénine avait qualifié de « prison des peuples ». Après des émeutes à Budapest en 1918, un Conseil national, composé d'indépendantistes, de sociaux-démocrates et de radicaux, mené par Mihály Károlyi refuse le pouvoir à Charles IV et proclame la République démocratique hongroise le 16 novembre 1918.

### La Hongrie au gré des guerres mondiales

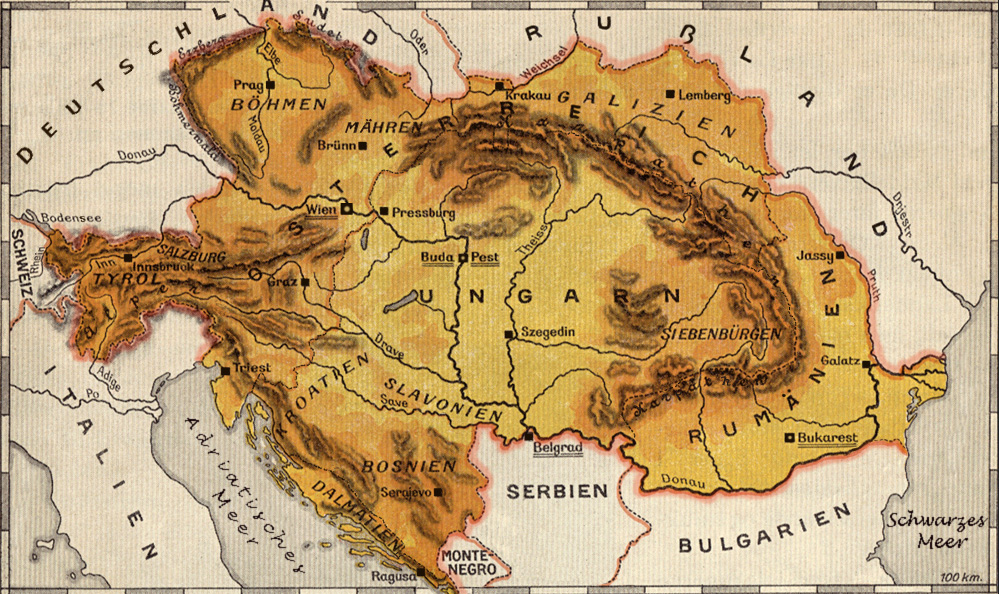
Plan des Habsbourg pour réunir, en cas de victoire, les couronnes d'Autriche, de Hongrie et de Roumanie en 1918.

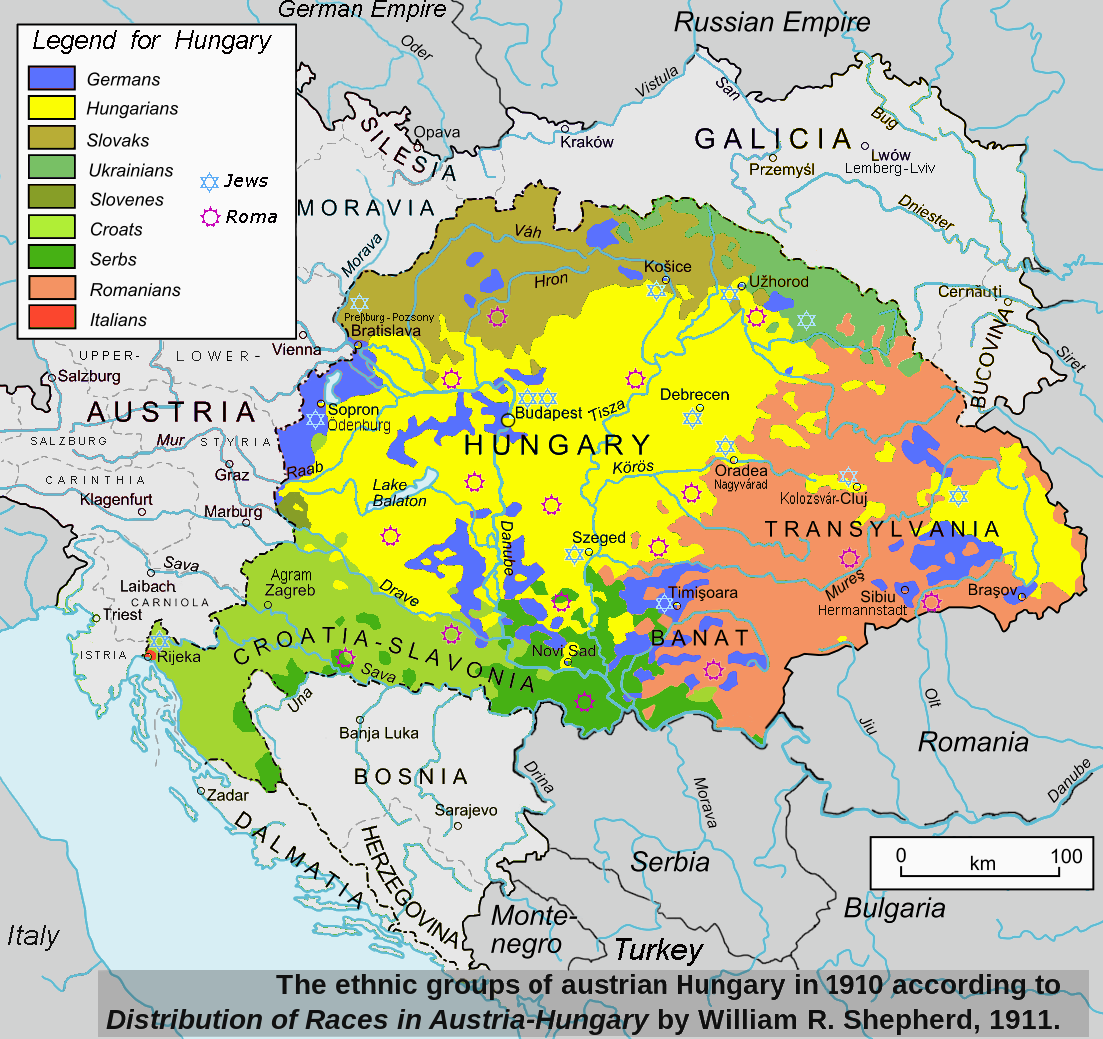
Groupes ethno-linguistiques du royaume de Hongrie en 1910.

L'effondrement de l'Autriche-Hongrie à l'issue de la Première Guerre mondiale entraîne son éclatement selon le principe des États-nations. Les indépendantistes hongrois prennent le pouvoir à Budapest le 30 octobre et, le 16 novembre, la République démocratique hongroise est proclamée, mais le gouvernement de Mihály Károlyi ne parvient pas à empêcher les minorités de l'ancien royaume de Hongrie de proclamer leurs propres indépendances ou unions avec des pays voisins. En décembre 1918, la Grande Hongrie est démembrée de facto. En avril 1919, les communistes de Béla Kun, alliés aux sociaux-démocrates, prennent le pouvoir et proclament la République des conseils de Hongrie, deuxième régime communiste de l'histoire après la Russie soviétique. Le régime ne dure que trois mois : une attaque contre la Tchécoslovaquie et la Roumanie, visant à récupérer les territoires perdus, tourne à la débâcle et les communistes sont chassés du pouvoir.
L'entre-deux-guerres ouvre une période paradoxale pour le pays. D'une part, elle signe l'émancipation de la Hongrie de sa voisine autrichienne et le recouvrement de sa souveraineté. D'autre part, l'ancienne Hongrie royale se voit amputée de 32 % de magyarophones et des deux tiers de son territoire, dont son accès à la mer, la totalité de ses mines d'or, d'argent, de mercure, de cuivre et de sel, cinq de ses dix villes les plus peuplées et entre 55 % et 65 % des forêts, en vertu de l'application du traité de Trianon en 1920. Cette partition se fait au nom de deux principes : celui d'État-nation cher aux États-Unis et celui de la permanence des frontières cher aux géographes français. C'est ce dernier principe qui motive les congressistes à céder ainsi à la Tchécoslovaquie les rives septentrionales du Danube pourtant majoritairement peuplées de Hongrois, entre Bratislava et Košice. À la tête d'un royaume sans roi et d'un pays sans accès à la mer, l'amiral Miklós Horthy instaure une période de régence aux orientations très conservatrices. Sa politique irrédentiste le pousse dans les bras de l'Allemagne nazie en 1940. La Hongrie récupère d'abord le Nord de la Transylvanie au détriment de la Roumanie en août 1940, puis participe en 1941 à l'invasion de la Yougoslavie, récupérant ainsi la Voïvodine et s'engage ensuite sur le front de l'Est lors de l'invasion de l'URSS.
Durant la seconde guerre mondiale, on estime que 569 000 juifs et juives sont assassinés par les nazis, pour la plupart déportés vers des camps d'extermination entre avril et juillet 1944 alors que le pays était occupé par l'armée allemande.

### Du pacte de Varsovie à la construction européenne
En 1944, Miklós Horthy proclame la neutralité de son pays alors que les armées soviétiques et roumaines franchissent les frontières hongroises. La Hongrie est alors envahie à l'ouest par l'Allemagne, qui renverse Horthy et le remplace par le dirigeant hungariste Ferenc Szálasi, chef du parti fasciste hongrois des Croix fléchées. Les Soviétiques et les Roumains chassent les Allemands de Hongrie en avril 1945. Occupée par l'URSS, la République hongroise est soumise à une prise de pouvoir progressive par les communistes hongrois dont les Soviétiques imposent la présence au sein du gouvernement de coalition de l'après-guerre. La Hongrie signe le Traité de Paris en 1947, aux côtés des autres régimes vaincus par les Alliés. Mátyás Rákosi, secrétaire général du Parti des travailleurs hongrois, devient le principal dirigeant de la République populaire de Hongrie, nouveau régime communiste officiellement proclamé le 20 août 1949.

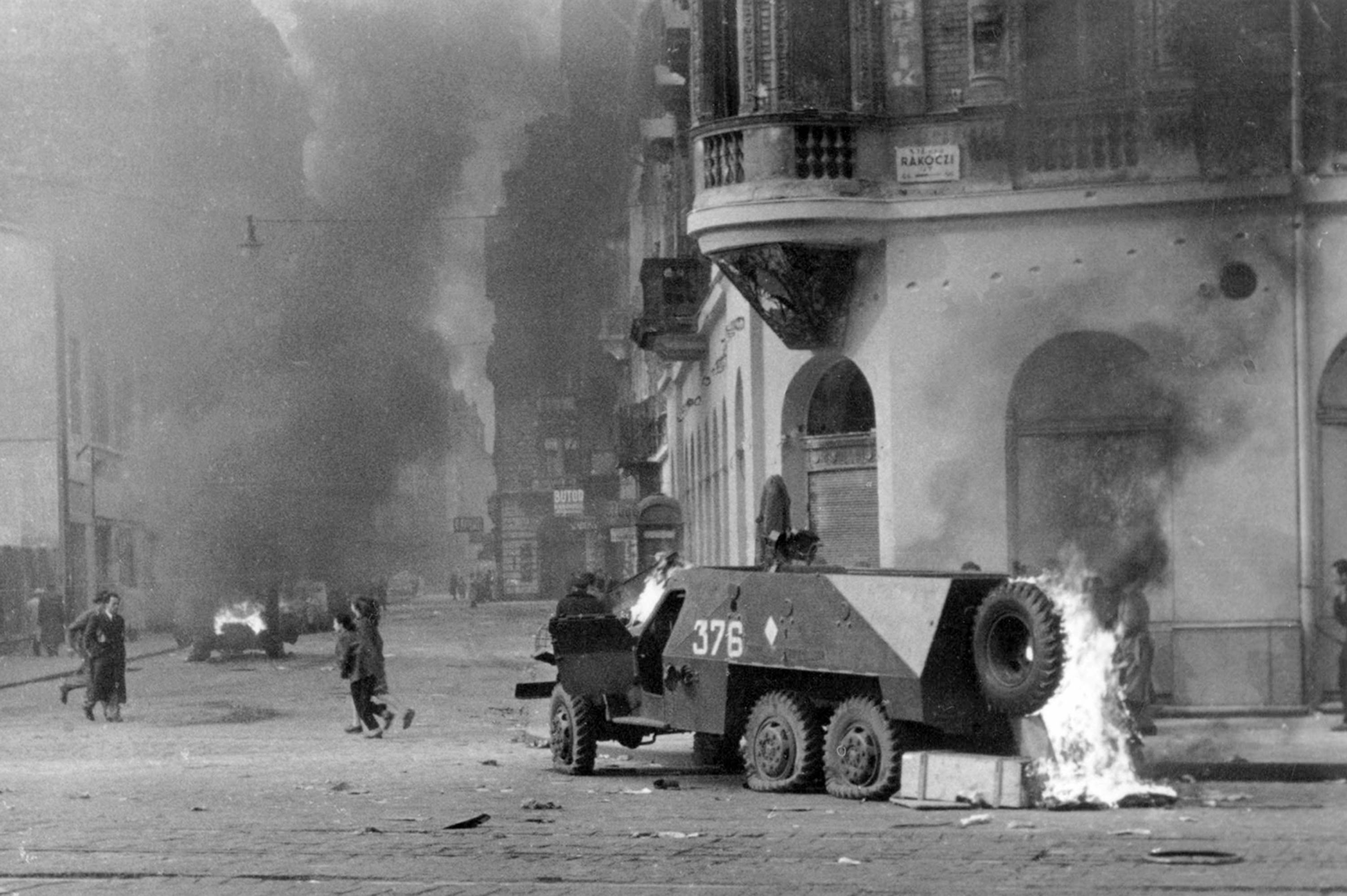
Véhicule de transport blindé soviétique BTR-152 en flammes à Budapest en novembre 1956.

Le 23 octobre 1956, la Hongrie se soulève contre l'URSS. Initiée en faveur du soutien au Premier ministre réformateur Imre Nagy, l'insurrection de Budapest est écrasée entre le 4 et le 11 novembre par l'armée soviétique, tuant 3 000 personnes et entraînant le départ de plus de 200 000 Hongrois. János Kádár devient Premier ministre et premier secrétaire du Parti socialiste ouvrier hongrois, nouveau nom du parti unique. Imre Nagy et ses compagnons sont arrêtés et exécutés deux ans plus tard. En 1968, Kádár introduit le « nouveau mécanisme économique », ouvrant l'économie administrée à un petit secteur privé. Il s'agit du « socialisme du goulash » tenu pour responsable de la relative prospérité de l'économie hongroise en comparaison des autres États satellites de l'URSS en Europe. En 1988, János Kádár, malade, doit quitter le pouvoir. Le communiste réformateur Miklós Németh prend sa succession.

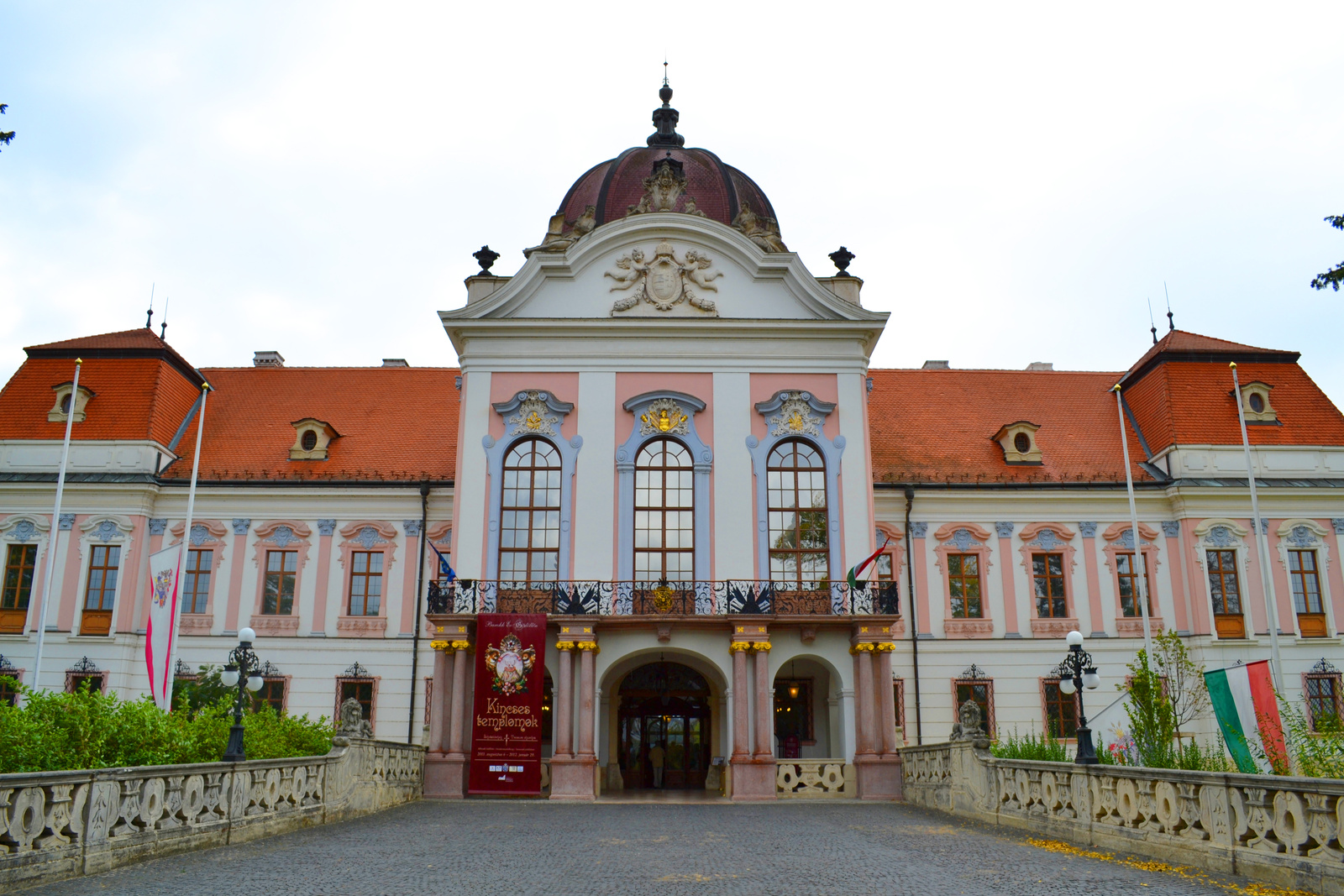
Le château de Gödöllő a accueilli le siège de la Présidence hongroise du Conseil de l'Union européenne en 2011.

Le 2 mai 1989, la Hongrie autorise le démantèlement du rideau de fer à la frontière autrichienne. Exécuté par le régime, Imre Nagy est également réhabilité lors d'une grande cérémonie nationale. Le 7 octobre 1989, le Parti socialiste ouvrier hongrois est dissous et remplacé par le Parti socialiste hongrois. Le 23 octobre 1989, le président de la République Mátyás Szűrös met fin à la République populaire de Hongrie et proclame solennellement la nouvelle république de Hongrie. Après la chute de l'Union soviétique en 1991, la Hongrie rejoint le giron de l'Europe occidentale et adhère à l'OTAN en 1999 et à l'Union européenne le 1er mai 2004. Avec la Pologne, la Slovaquie et la Tchéquie, elle forme le groupe de Visegrád.
Alors que les deux décennies de la transition sont marquées par un jeu politique équilibré entre la gauche et la droite à la tête du pays, le parti conservateur Fidesz remporte les élections parlementaires à une écrasante majorité au printemps 2010. Marginalisés, les partis progressistes MSzP et LMP ne parviennent pas à empêcher le Premier ministre Viktor Orbán de faire adopter le 18 avril 2011 par l'Országgyűlés une nouvelle loi fondamentale. Entrée en vigueur le 1er janvier 2012, elle inscrit dans le marbre de nombreuses dispositions très conservatrices. Ce changement constitutionnel s'accompagne d'un activisme législatif très important permettant un remodelage profond de l'organisation institutionnelle et politico-administrative du pays et laissant entrevoir le retour d'un État fort.

## Organisation politico-administrative

### Organisation de l'État

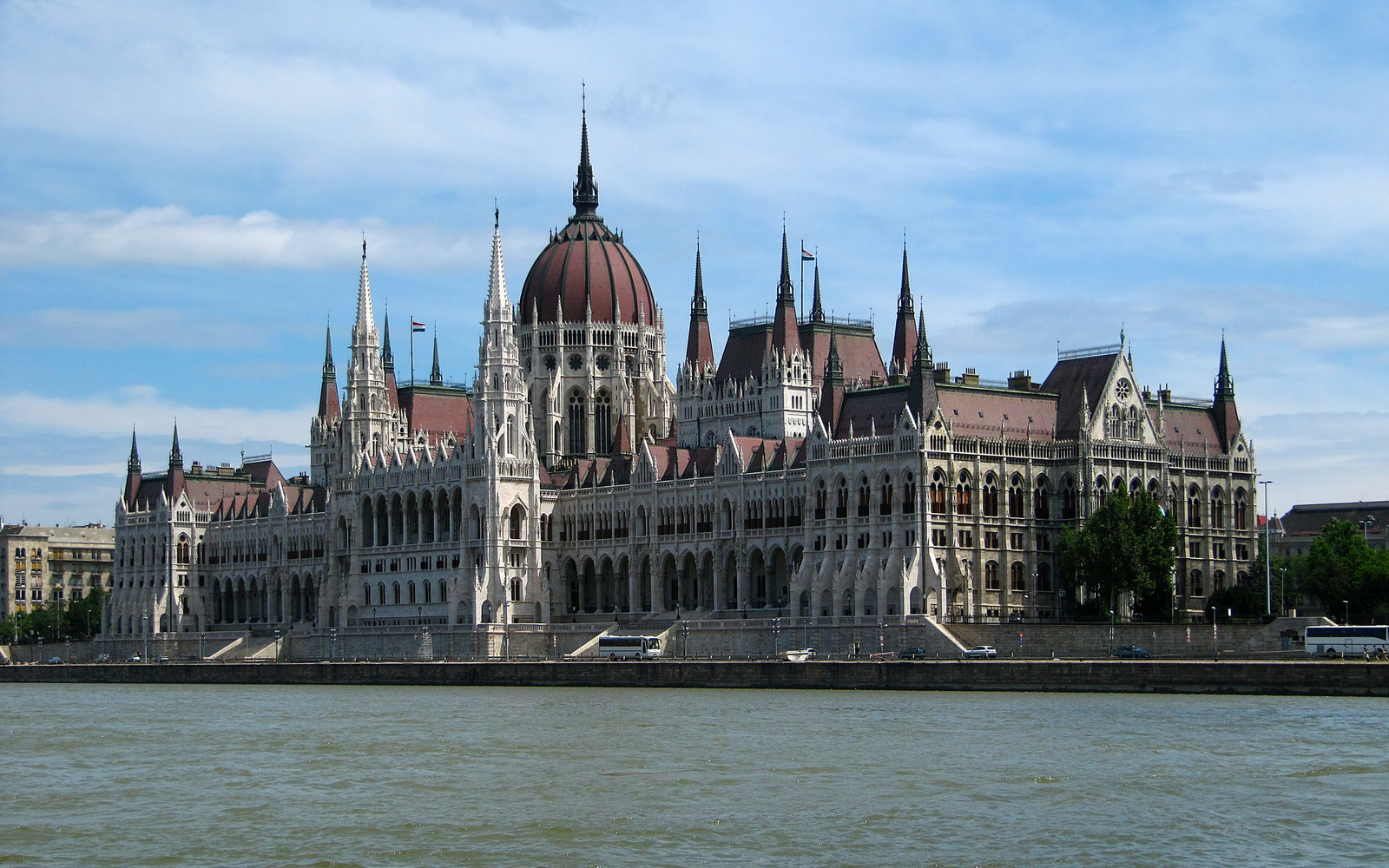
Le Parlement hongrois, où siège l'Assemblée nationale (Országgyűlés).

Le président de la République est élu au suffrage indirect par l'Assemblée nationale (Országgyűlés) tous les cinq ans. Il est le chef de l'État et le garant des institutions. Il nomme le Premier ministre qui compose son gouvernement et à qui il appartient seul le droit de révoquer les ministres. Chaque nomination ministérielle doit faire l'objet d'auditions consultatives devant des commissions parlementaires et être formellement approuvée par le président.
L'Assemblée nationale est la chambre unique du Parlement hongrois. Il comprend 199 membres (386 jusqu'aux dernières élections) et exerce le pouvoir législatif en votant des lois d'initiative gouvernementale ou parlementaire. Un parti doit gagner au moins 5 % au niveau national pour former une faction parlementaire. Les élections législatives ont lieu tous les quatre ans.
La Cour constitutionnelle, composée de 15 membres, juge de la constitutionnalité des lois.

### Collectivités territoriales et collectivités des minorités
| Comitat | Siège          | Sup. (km2) | Pop.      | Pop. dens. | Nb. loc. |
| --- | -------------- | ---------- | --------- | ---------- | -------- |
| \| Zala Veszprém Vas Tolna Szabolcs · -Szatmár · -Bereg Somogy Pest Nógrád Komárom · -Esztergom Jász · -Nagykun · -Szolnok Heves Hajdú · -Bihar Győr-Moson · -Sopron Fejér Csongrád-Csanád Borsod-Abaúj · -Zemplén Békés Baranya Bács-Kiskun \| |                |            |           |            |          |
| Bács-Kiskun | Kecskemét      | 8 445      | 541 584   | 64         | 119      |
| Baranya | Pécs           | 4 430      | 402 260   | 91         | 301      |
| Békés | Békéscsaba     | 5 631      | 392 845   | 70         | 75       |
| Borsod-Abaúj-Zemplén | Miskolc        | 7 247      | 739 143   | 102        | 355      |
| Csongrád-Csanád | Szeged         | 4 263      | 425 785   | 100        | 60       |
| Fejér | Székesfehérvár | 4 359      | 428 579   | 98         | 108      |
| Győr-Moson-Sopron | Győr           | 4 208      | 440 138   | 105        | 182      |
| Hajdú-Bihar | Debrecen       | 6 211      | 550 265   | 89         | 82       |
| Heves | Eger           | 3 637      | 323 769   | 89         | 119      |
| Jász-Nagykun-Szolnok | Szolnok        | 5 582      | 413 174   | 74         | 75       |
| Komárom-Esztergom | Tatabánya      | 2 265      | 315 886   | 139        | 76       |
| Nógrád | Salgótarján    | 2 546      | 218 218   | 86         | 129      |
| Pest | Budapest       | 6 393      | 1 124 395 | 176        | 186      |
| Somogy | Kaposvár       | 6 036      | 334 065   | 55         | 244      |
| Szabolcs-Szatmár-Bereg | Nyíregyháza    | 5 936      | 583 564   | 98         | 228      |
| Tolna | Szekszárd      | 3 703      | 247 287   | 67         | 108      |
| Vas | Szombathely    | 3 336      | 266 342   | 80         | 216      |
| Veszprém | Veszprém       | 4 493      | 368 519   | 82         | 217      |
| Zala | Zalaegerszeg   | 3 784      | 269 705   | 78         | 257      |
| Zala Veszprém Vas Tolna Szabolcs · -Szatmár · -Bereg Somogy Pest Nógrád Komárom · -Esztergom Jász · -Nagykun · -Szolnok Heves Hajdú · -Bihar Győr-Moson · -Sopron Fejér Csongrád-Csanád Borsod-Abaúj · -Zemplén Békés Baranya Bács-Kiskun       |                |            |           |            |          |

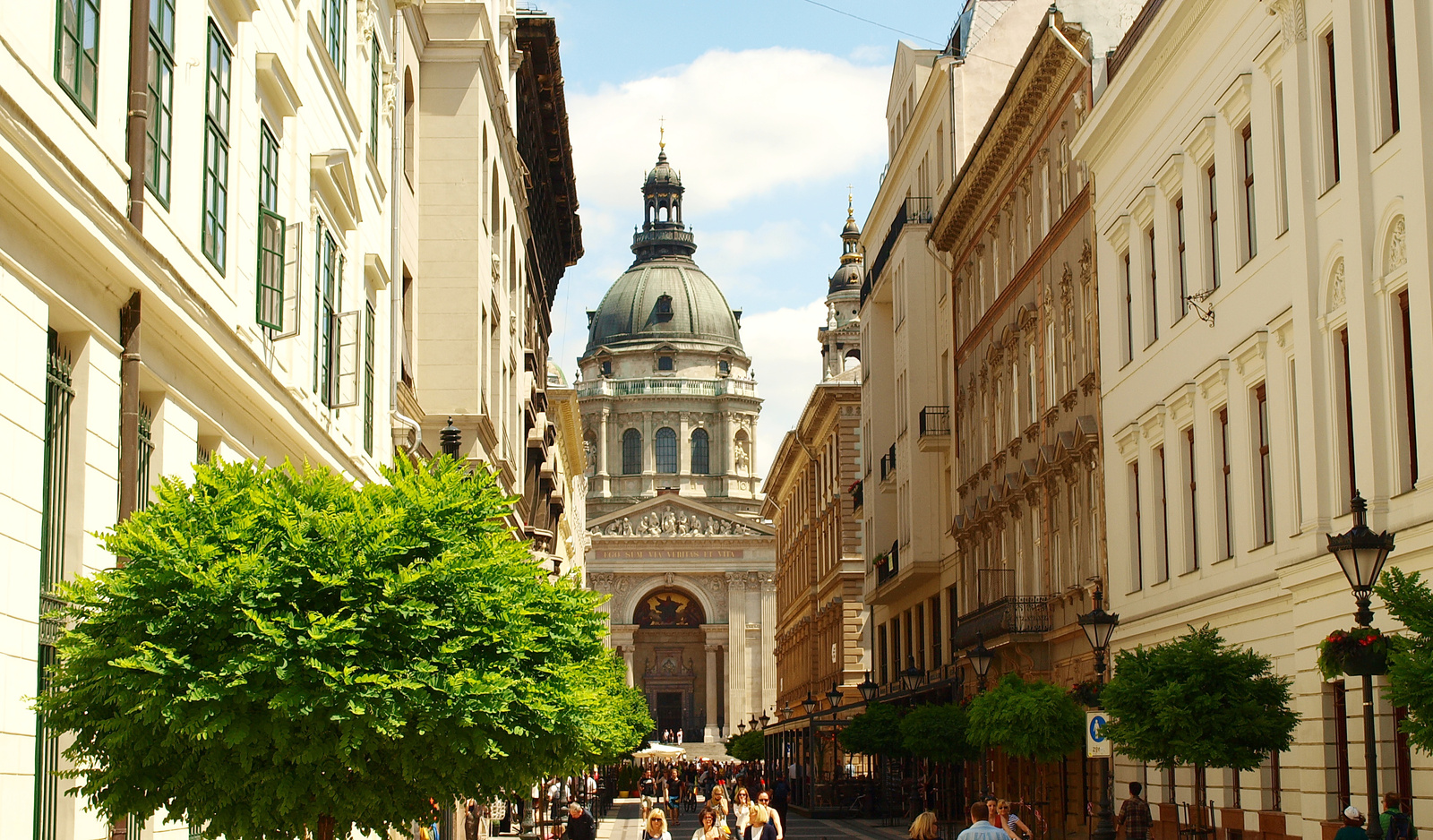
Budapest.

La loi LXV de 1990 sur les collectivités territoriales (helyi önkormányzat) est considérée comme l'un des actes juridiques les plus importants de la transition post-communiste car elle redéfinit profondément le maillage administratif de la Hongrie avec comme objectif la création d'un système de démocratie locale en rupture totale avec le système communiste. Il s'agit alors de redistribuer les différentes compétences administratives de façon à réduire substantiellement le pouvoir des comitats, considérés alors comme les pivots de l'ancienne nomenclature administrative socialiste. Le modèle privilégié est alors le contenu de la Charte du Conseil de l'Europe sur les collectivités locales.
La localité (település) correspond au découpage politique ultime du territoire hongrois. On y distingue trois catégories : les communes (község), les villes (város) et les villes de droit comital (megyei jogú város). La localité est une collectivité locale (települési önkormányzat) dirigée par un conseil local et un bourgmestre (polgármester) élus tous les quatre ans au suffrage universel ainsi qu'un organe administratif de l'État, opérateur de l'administration publique et de services obligatoires définis par la loi. La Hongrie compte 3 152 localités pour presque dix millions d'habitants. La localité correspond au niveau LAU 2 de la nomenclature d'unités territoriales statistiques européenne.
Le comitat (vármegye) est la subdivision politique intermédiaire entre l'État et les localités. Au nombre de 19, on y ajoute traditionnellement Budapest, qui bénéficie cependant d'un statut particulier. Les comitats maillent le territoire hongrois de manière contiguë. En raison de la centralisation politico-administrative de la Hongrie, les compétences des collectivités comitales (vármegyei önkormányzat) restent très limitées. Celles-ci concernent les services qui s'appliquent sur l'ensemble du territoire comital, les établissements scolaires secondaires (collèges), les établissements médicaux spécialisés ainsi qu'un rôle de coordination de l'aménagement du territoire. De plus, elles ne s'appliquent pas aux villes de droit comital qui disposent de leur propre conseil comital (vármegyei közgyűlés) superposé au conseil local. Le comitat correspond au niveau NUTS 3 de la nomenclature d'unités territoriales statistiques européenne.
Chaque chef-lieu de comitat est une ville de droit comital. S'y ajoutent cinq autres villes de plus de 50 000 habitants :
- Érd (Pest) ;
- Dunaújváros (Fejér) ;
- Hódmezővásárhely (Csongrád-Csanád) ;
- Nagykanizsa (Zala) ;
- Sopron (Győr-Moson-Sopron).

Il existe treize minorités nationales, ethniques et religieuses reconnues officiellement par la loi en Hongrie : les Bulgares, les Roms, les Grecs, les Croates, les Polonais, les Allemands, les Arméniens, les Roumains, les Ruthènes, les Serbes, les Slovaques, les Slovènes et les Ukrainiens.
La loi de 1993 leur donne le droit de voter à l'échelle nationale ainsi qu'à l'échelon de chaque collectivité territoriale (comitats et localités) pour leurs propres représentants. Ces derniers forment des collectivités des minorités (kisebbségi önkormányzat) qui disposent de compétences particulières pour fixer le calendrier de leurs fêtes et célébrations, contribuer à la préservation de leurs traditions et participer à l'éducation publique. Ces collectivités particulières peuvent ainsi gérer des théâtres publics, des bibliothèques, des institutions scientifiques et artistiques, attribuer des bourses d'études et dispenser des services en direction de leur communauté (aides juridiques notamment).
Il faut au moins cinquante membres d'une minorité dans les villes de moins de 10 000 habitants pour former une collectivité communautaire et cent membres pour les villes plus peuplées. Dans les faits, ces collectivités sont plus faciles à former dans les grandes villes que dans les petites localités. Les conditions de leur création dépendent également du taux de concentration des minorités sur le territoire hongrois.
Outre les treize minorités officielles, les Juifs ainsi que les Bunjevci revendiquent régulièrement une reconnaissance publique. De manière plus anecdotique, des Hongrois clamant leur ascendance hunnique ont aussi déposé une demande officielle allant dans ce sens.

### Magyars d'outre-frontières et diaspora hongroise

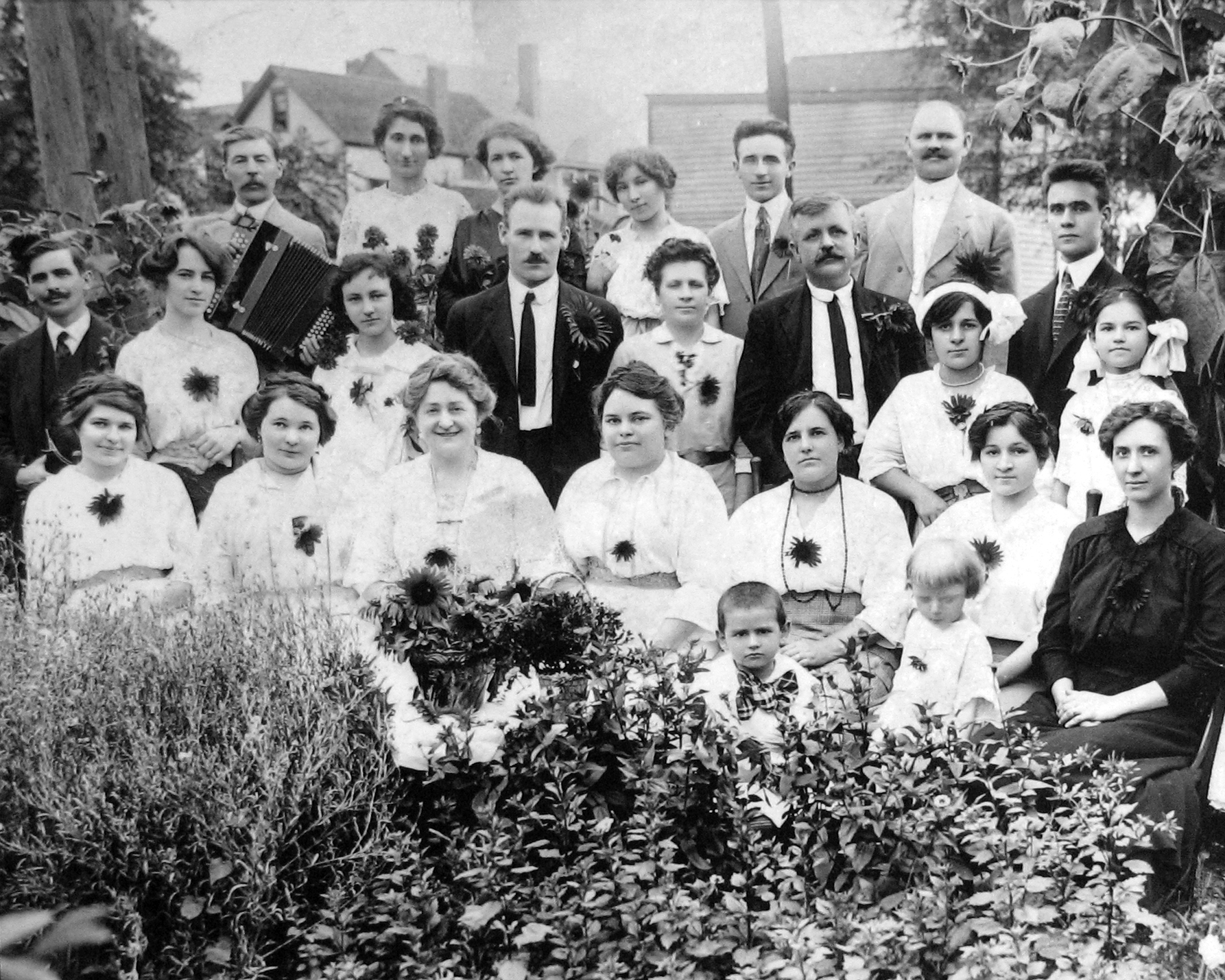
Immigrés hongrois à Cleveland, aux États-Unis en 1913.

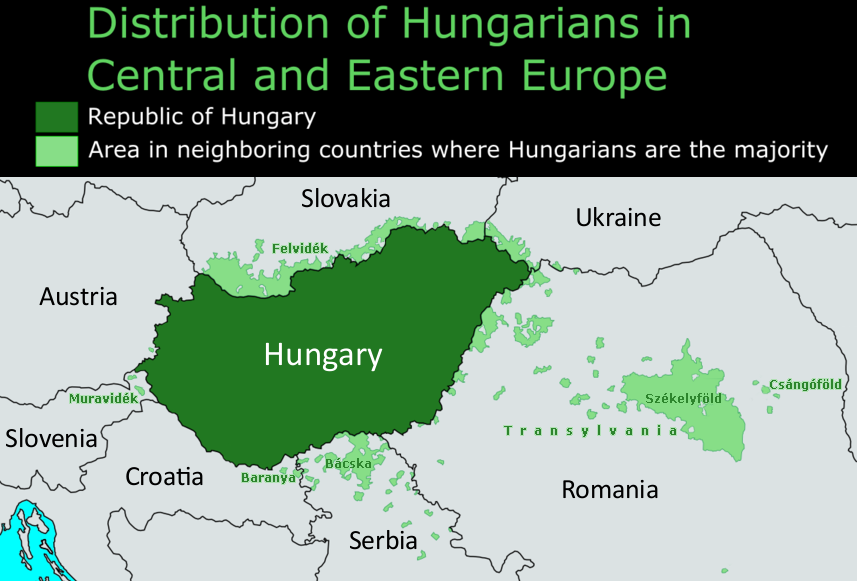
Répartition des Magyars d'outre-frontières dans les pays limitrophes, dont le Pays sicule.

Les Magyars d'outre-frontières (határon túli magyarok) désignent les populations magyares autochtones vivant sous le statut de minorité nationale ou de communauté ethnique dans les pays frontaliers de la Hongrie. Ils bénéficient d'un traitement spécifique de la part de la loi hongroise qui leur permet d'accéder à la citoyenneté hongroise (magyar állampolgárság), de bénéficier de bourses d'enseignements, de recevoir des aides financières en faveur du maintien et du développement de leur culture et de leur langue et de disposer d'organisations représentatives reconnues par le gouvernement hongrois. L'activisme législatif de la Hongrie à l'égard de ces populations est souvent perçu par les pays voisins comme autant d'intrusions dans leurs affaires politiques nationales. Depuis deux ans, sous le gouvernement de Viktor Orbán, les Magyars d'outre-frontières peuvent désormais bénéficier du droit de vote, même s'ils ne vivent pas sur le territoire hongrois.
La diaspora hongroise (magyar diaspora) désigne les citoyens hongrois (magyar állampolgárok) ayant émigré de Hongrie vers des pays du monde entier. Elle s'est surtout structurée par les différentes vagues d'émigrations de la Hongrie au cours du XXe siècle. On peut ainsi distinguer des premiers départs au début du siècle pour des raisons essentiellement économiques, en grande partie vers l'Europe occidentale et les Amériques, une émigration juive pendant et après la Seconde Guerre mondiale, une émigration politique lors de l'insurrection de Budapest en 1956 puis de manière plus sporadique quelques départs après la chute du communisme, mais davantage sous la forme d'expatriation que d'émigration définitive. Contrairement aux Magyars d'outre-frontières, la diaspora hongroise ne bénéficie pas de la même reconnaissance de la part du gouvernement hongrois. Ils n'ont par exemple pas le droit de vote s'ils ne disposent pas d'une résidence permanente en Hongrie.

### Système éducatif
Le système éducatif hongrois est un système décentralisé. Le Secrétariat d'État à l'Éducation fixe les conditions de scolarité ainsi que les exigences des épreuves nationales sanctionnant le parcours scolaire. Les collectivités locales sont propriétaires des établissements pré-élémentaires, élémentaires et secondaires. Chaque établissement jouit d'une grande autonomie budgétaire et de fonctionnement. Certains établissements sont directement gérés par les collectivités des minorités et peuvent ainsi dispenser des cours dans les langues minoritaires, en plus du hongrois.
Le système éducatif est divisé en plusieurs niveaux : pré-élémentaire (óvoda) de 3 à 6 ans, élémentaire (általános iskola) de 6 à 14 ans, secondaire (gimnázium) jusqu'à 18 ans, professionnel (szakmunkásképző iskola) jusqu'à 17 ans, technique (szakközépiskola) jusqu'à 18–19 ans et supérieur. Il faut prendre également en compte les écoles de rattrapages (szakiskola).

### Protection sociale

#### Droit du travail
En décembre 2018 deux nouvelles lois sur le droit du travail provoquent un mouvement de protestation soutenu par l’ensemble des partis politiques en dehors de celui de l’exécutif. Organisée à l’appel des partis d’opposition, des syndicats et de mouvements issus de la société civile, la manifestation se poursuit en janvier 2019 pour dénoncer la nouvelle loi sur les heures supplémentaires qualifiée d’« esclavagiste » – les chefs d’entreprise peuvent exiger de leurs employés jusqu’à 400 heures supplémentaires par an, soit l’équivalent de deux mois de travail, payables trois ans plus tard.

### Politique étrangère et militaire

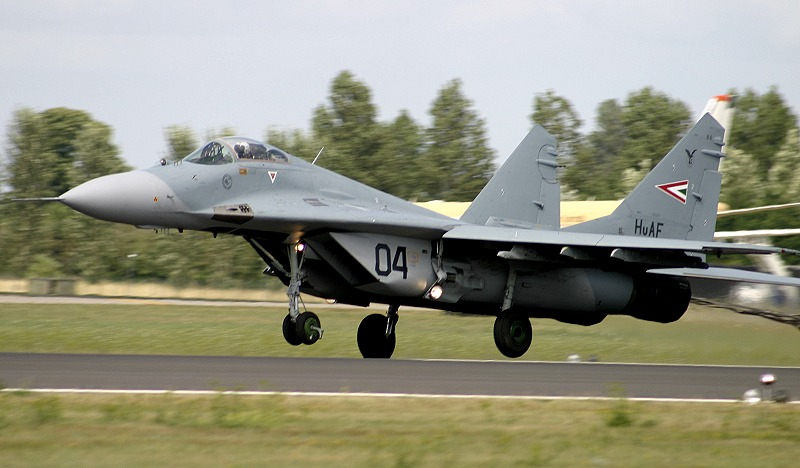
Avion MiG-29 de l'Armée hongroise.

Depuis le milieu des années 1990, la politique étrangère hongroise s'inscrit dans une démarche de convergence avec les objectifs de l'Union européenne. Après avoir déposé son adhésion le 31 mars 1994 et ouvert les négociations le 31 mars 1998, la Hongrie devient membre de l'Union le 1er mai 2004 et intègre l'espace Schengen le 21 décembre 2007.
Du fait de sa taille, la Hongrie ambitionne de devenir un acteur régional au sein d'une Europe centrale élargie, bien au-delà de ses pays frontaliers. Au nord, elle s'implique avec la Pologne, la Tchéquie et la Slovaquie à la construction du groupe de Visegrád, afin de renforcer les politiques de coopération régionale, notamment sur le plan économique et énergétique. Cet espace privilégié est cependant régulièrement soumis à de nombreuses perturbations liées à l'activisme politique de la Hongrie à l'égard des Magyars d'outre-frontières particulièrement nombreux en Slovaquie.
Au sud, la Hongrie est un soutien actif de l'intégration des pays balkaniques à l'Union européenne. Lors de la présidence hongroise du Conseil de l'Union européenne en 2011, le gouvernement œuvre à faire progresser les dossiers de candidature de la Croatie et de la Macédoine. La Hongrie est aussi à l’origine du processus de Szeged pour le soutien à la démocratisation de la Serbie, du Monténégro, de l’Albanie, de la Macédoine et de la Bosnie-Herzégovine et du processus de Nyíregyháza, à destination de l’Ukraine. À l'ouest et à l'est, la Hongrie est un des principaux acteurs de la Stratégie européenne du Danube (en), dont l'objectif est de valoriser le potentiel économique du fleuve et de favoriser l'intégration politique des pays riverains.
Sur le plan de la géopolitique énergétique, la Hongrie est particulièrement active pour accueillir les projets South Stream et Nabucco afin de devenir une plaque tournante de l'énergie au sein de l'Union européenne. Dans le même esprit, le gouvernement hongrois poursuit une forte politique de coopération avec la Russie et la Chine en termes de construction de liaisons routières et ferroviaires de façon à devenir la porte d'entrée de l'Asie en Europe.
La participation de la Hongrie à la communauté internationale passe surtout par son activité militaire au sein de l'OTAN et son alignement stratégique aux côtés des États-Unis. La Hongrie est engagée militairement sur plusieurs théâtres extérieurs, dans le cadre de la PSDC ou de l’OTAN : en Afghanistan (433 soldats), au Kosovo (223), à Chypre (77), en Macédoine et en Bosnie[réf. nécessaire].

## Vie publique et corps intermédiaires

### Représentation politique

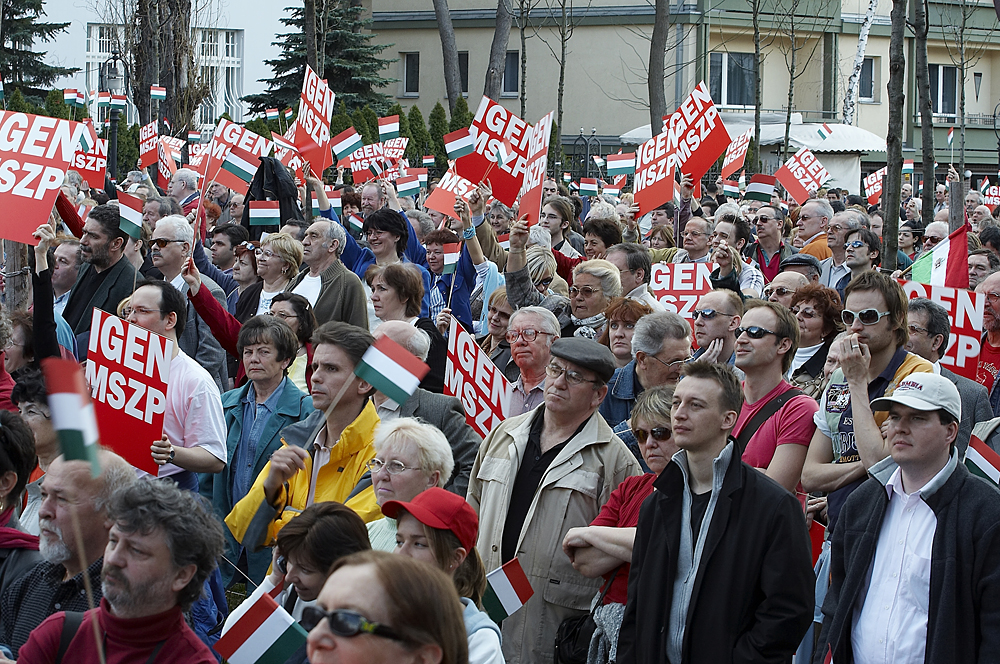
Rassemblement de soutien au MSzP en 2006.

Entre 1990 et 2010, la démocratie parlementaire a surtout été rythmée par les alternances successives entre le centre-droit représenté par le Forum démocrate hongrois (Magyar Demokrata Forúm, MDF) puis par le Fidesz (Fidesz-Magyar Polgári Szövetség) et le centre-gauche, représenté par le Parti socialiste hongrois (Magyar Szocialista Párt, MSzP) et Alliance des démocrates libres (Szabad Demokraták Szövetsége, SzDSz). Ces alternances reflètent alors un certain équilibre des forces politiques proche de celui des démocraties occidentales. La gauche hongroise est l'héritière à la fois des anciens réformateurs du Parti socialiste ouvrier hongrois (MSzMP devenu MSzP) et de ses opposants libéraux (SzDSz). Sa composante sociale-démocrate majoritaire prône le libéralisme politique et économique ainsi qu'une politique pro-européenne volontaire. L'extrême gauche est scindée entre le Parti communiste ouvrier hongrois (Magyar Kommunista Munkáspárt, MKM) stalinien et la Gauche verte (Zöld Baloldal Párt, ZB) altermondialiste. Depuis les dernières élections, un nouveau venu, La politique peut être différente (Lehet más a politika, LMP) de sensibilité écologiste a fait son apparition et en même temps son entrée dans l'Országgyűlés. Enfin, la défaite de la gauche en 2010 est en train d'amener une profonde reconfiguration de l'échiquier politique comme l'illustre la fondation de la Coalition démocratique (Demokratikus Koalíció, DK) ou encore d'Ensemble 2014 (Együtt 2014), respectivement par les anciens Premiers ministres socialistes Ferenc Gyurcsány et Gordon Bajnai.

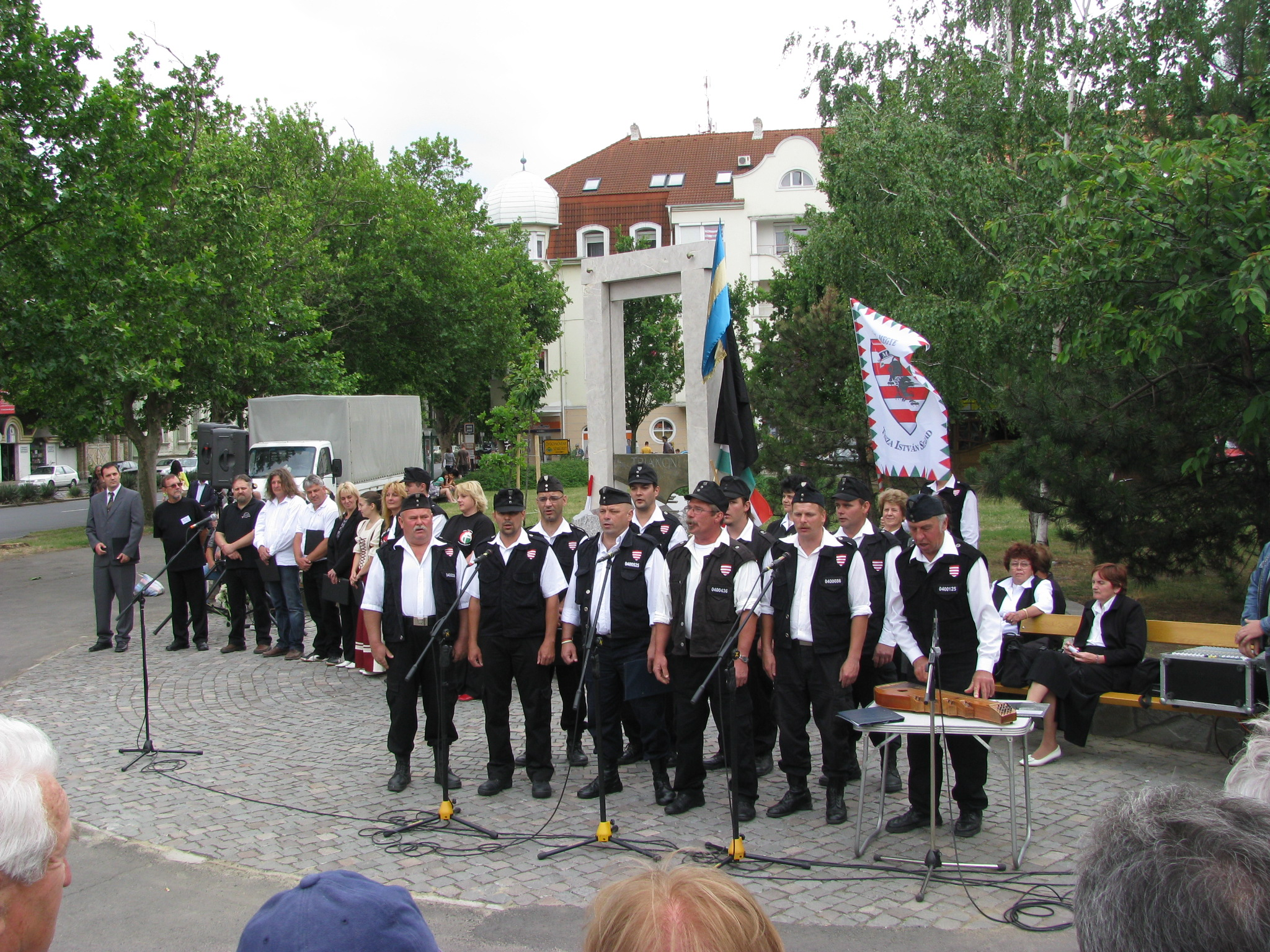
Manifestation de la Garde hongroise en 2009 à Békéscsaba.

La droite hongroise est quant à elle issue d'anciens courants chrétiens-démocrates, conservateurs et agrariens clandestins pendant le communisme (notamment le Parti civique indépendant des petits propriétaires et des travailleurs agraires, Független Kisgazda-, Földmunkás- és Polgári Párt, FKgP). Si son premier objectif est la décollectivisation rapide du pays dès le début des années 1990 ainsi que le développement des institutions démocratiques, elle endosse à la fin des années 2000 des accents plus nationalistes et souverainistes. Cette évolution est principalement le fait de Viktor Orbán, chef du Fidesz et autrefois proche du SzDSz. Elle se caractérise par une attitude revancharde sur le plan de la politique intérieure en votant des lois destinées à poursuivre devant les tribunaux les principaux protagonistes du régime communiste, mais aussi sur le plan de la politique étrangère en cherchant à reconstituer la communauté nationale hongroise au-dessus de la partition territoriale du traité de Trianon.
L'extrême droite hongroise a ses racines dans l'hungarisme, alimenté par la nostalgie de la Grande Hongrie. Autrefois incarnée par le Parti hongrois de la justice et de la vie (Magyar Igazság és Élet Pártja, MIÉP, aujourd'hui soutien du Fidesz-MPSz), elle est désormais assimilée au Jobbik. Après des années de discrétion, l'extrême droite hongroise s'est illustrée ces dernières années par de nombreuses démonstrations de force, notamment par l'intermédiaire des défilés de la Garde hongroise, milice fasciste ouvertement anti-Roms, dans des villages du Nord-Est.
Le retour au pouvoir de Viktor Orbán après huit ans de gouvernement socialiste, alors que ses soutiens représentent les deux tiers de l'Országgyűlés, s'inscrit ainsi dans le prolongement du tournant nationaliste du Fidesz.

### Représentation syndicale
Il existe six confédérations syndicales en Hongrie membres du Conseil national de conciliation (Országos Érdekegyeztető Tanács) aux côtés des organisations des employeurs et des représentants de l'État. La Confédération des syndicats autonomes (Autonóm Szakszervezetek Szövetsége) regroupe essentiellement les syndicats des secteurs de transport, de l'énergie et de l'industrie ; le Bloc des syndicats professionnels défend les intérêts des ingénieurs, chercheurs et diplômés de l'enseignement supérieur (Értelmiségi Szakszervezeti Tömörülés) ; la Ligue démocratique des syndicats indépendants (Független Szakszervezetek Demokratikus Ligája) est historiquement composée d'employés du secteur de l'énergie électrique ; la Confédération nationale des syndicats hongrois (Magyar Szakszervezetek Országos Szövetsége) revendique son ancrage à gauche ; la Fédération nationale des conseils de travailleurs (Munkástanácsok Országos Szövetsége) est affiliée au syndicalisme chrétien ; enfin, le Forum pour la coopération des syndicats (Szakszervezetek Együttműködési Fóruma) est proche du Parti socialiste hongrois[réf. nécessaire].

## Médias
Depuis la transition démocratique de 1989, les médias - et en particulier les médias publics - sont considérés comme un instrument fondamental par les partis politiques pour transmettre leurs messages aux électeurs et, pour cette raison, ne sont pas à l'abri de toute influence politique. Après 1989, les hommes politiques de gauche et les libéraux se sont efforcés de consolider leurs positions dans les médias et ont essayé d'exercer une fonction de contrôle. Au lieu de laisser les médias assumer leurs propres fonctions de contrôle et d'information, une guerre médiatique a éclaté. Pour beaucoup, le péché originel a été lorsque le président de la télévision publique a refusé de diffuser une interview du Premier ministre József Antall, peu avant les élections municipales de 1990, en la qualifiant de déclaration de parti politique. Dès le début du retour à la démocratie, les libéraux de gauche ont ainsi essayé de dominer les médias, tandis que les conservateurs pensaient qu'ils étaient sous-représentés et réprimés.
La loi de 1996 sur les médias étayera davantage cette polarisation des médias, son objectif n'étant pas de minimiser l'influence politique mais de donner à chaque parti une part dans les médias. Le financement des médias publics étant fortement tributaire du budget de l'État, leur vulnérabilité vis-à-vis de la politique était inscrite dans le système. Les frais d'abonnement à la télévision - impopulaires, mais qui auraient pu permettre un mode de financement plus ou moins indépendant - sont supprimés en 2002, de sorte que la télévision et la radio publiques sont devenues de fait financées par l'État (sur le budget).
Après son retour au pouvoir en 2010, Viktor Orbán reprend en main la télévision publique, selon France TV info, pour l'instrumentaliser à des fins de propagande. Les médias privés sont progressivement rachètés par des oligarques proches du pouvoir. Désormais, le Premier ministre serait à la tête d’un empire médiatique : une grande chaîne commerciale, toute la presse quotidienne régionale, des sites Internet ; près de 500 médias au total. Ce conglomérat couvrirait près de 80 % du paysage médiatique. Néanmoins, la chaîne de télévision la plus regardée, RTL, dont le programme d'information constitue un média essentiel, et les principaux médias hebdomadaires et Internet sont tous critiques vis-à-vis du gouvernement.
Depuis 2010, la liberté de la presse est encadrée par un Conseil des médias (Media Tanács) chargé de vérifier, selon les termes de la loi, le traitement équitable de l'actualité et le respect de la dignité humaine. La presse quotidienne représente bien les différentes tendances politiques dominantes, de la gauche vers la droite. Ancien organe officiel du Parti socialiste ouvrier hongrois, Népszabadság est resté dans le giron du MSzP. Néanmoins, la chute de son lectorat passant de 200 000 exemplaires au début des années 2000 à moins de 40 000 en 2016 et ses importantes pertes financières conduisent à sa fermeture en 2016. Népszava est toujours explicitement l'expression du Parti social-démocrate de Hongrie. Créé par le Conseil national de la République populaire de Hongrie, Magyar Hírlap est devenu dans les années 1990 proche de l'Alliance des démocrates libres (centre-gauche) puis au cours des années 2000 un journal de centre-droit proche de l'Église catholique en Hongrie et du Fidesz. Fondé en 1938, Magyar Nemzet est le journal historique des opposants au régime communiste ; il s'agit du grand journal des intellectuels conservateurs. Világgazdaság et Napi Gazdaság sont deux quotidiens économiques de centre-gauche. Metropol est enfin le quotidien gratuit, surtout diffusé à Budapest.
Les principaux hebdomadaires sont Heti Világgazdaság (HVG), d'inspiration libérale de gauche ; Heti Válasz, qui rassemble les plumes d'intellectuels de droite ; Demokrata, d'extrême droite, 168 Óra proche du parti MSzP ; Magyar Narancs, le grand journal d'actualité culturelle et politique de la jeunesse urbaine progressiste, centre gauche ; Élet és Irodalom, journal de critique littéraire orienté à gauche ; Magyar Fórum proche du MIÉP ; Figyelő d'obédience néolibérale ; Új Ember, journal catholique ; Új Élet, expression de la communauté juive progressiste ; Szombat, expression des juifs conservateurs ; Magyar Jelen (en), proche du parti Jobbik et Hetek, néo-évangélique et néoconservateur.
Il existe également de nombreux portails d'information de type pure player : Index, Stop et Origo (gauche), Hirszerzo et Gondola (conservateurs), Kitekinto (indépendant), Barikad et Kuruc (extrême-droite).
Les revues les plus importantes sont Beszélő (centre-gauche et écologiste), Magyar Szemle (conservateur), Kommentár (néoconservateur), Múlt és Jövő (communauté juive), Erec (sioniste), Polgári Szemle (conservateur), Mozgó Világ (social-démocrate, proche du parti MSzP) et Eszmélet (extrême gauche).
Le pays compte sur de nombreuses chaînes de télévision publiques et privées. Deux sociétés distinctes assurent le service public : Magyar Televízió, héritière de la télévision d'État communiste, qui produit à destination du marché intérieur les chaînes M1 (généraliste), M2 (jeunesse), M3 (histoire), M4 (hu) (sport) et M5 (hu) (culture) et Duna Médiaszolgáltató qui produit et diffuse les chaînes Duna Televízió et Duna World, à destination tant du marché intérieur que de la diaspora hongroise. Ces deux chaînes généralistes proposent une grille généraliste et plusieurs journaux télévisés chaque jour. Les principales chaînes privées sont RTL Klub, RTL II, TV2 et ATV. Toutes diffusent des émissions variées (information, divertissement, séries, dessins animés, films). Hír TV et Echo TV sont des chaînes d'information en continu.
La radio publique est représentée par Magyar Rádió et ses sept stations thématiques : MR1 (hu) « Kossuth Rádió » (généraliste, informations), MR2 (hu) « Petőfi Rádió » (jeunesse), MR3 (hu) « Bartók Rádió » (musique classique), MR4 (hu) « Nemzetiségi Adások » (minorités ethniques), MR5 (hu) « Parlamenti Adások » (informations parlementaires et politiques), MR6 (hu) « Régió Rádió » (programmes régionaux) et MR7 (hu) « Dalok és dallamok » (folklore). Duna World Rádió (en) émet par satellite et internet une programmation à destination de la diaspora. Enfin, de très nombreuses stations privées émettent au niveau national ou régional.
Les Hongrois passent en moyenne 4,7 heures par jour devant la télévision. La Hongrie est le deuxième pays d’Europe centrale où l’on regarde le plus la télévision.

## Organisation de la société civile

### Religions et mouvements spirituels
| Dénominations            | Population | %      |
| ------------------------ | ---------- | ------ |
| Christianisme            | 5 385 557  | 54,2   |
| Catholicisme             | 3 871 922  | 39,0   |
| Catholiques romains      | 3 691 389  | 37,1   |
| Catholiques grecs        | 179 176    | 1,8    |
| Protestantisme           | 1 451 452  | 14,6   |
| Calvinistes              | 1 153 454  | 11,6   |
| Luthériens               | 215 093    | 2,2    |
| Baptistes                | 18 211     | 0,2    |
| Unitariens               | 6 820      | 0,1    |
| Autres protestants       | 57 964     | 0,6    |
| Chrétiens orthodoxes     | 13 710     | 0,1    |
| Autres chrétiens         | 48 383     | 0,5    |
| Judaïsme                 | 10 965     | 0,1    |
| Islam                    | 5 579      | 0,1    |
| Autres religions         | 13 567     | 0,1    |
| Total des religions      | 5 415 486  | 54,5   |
| Sans religion            | 1 806 409  | 18,2   |
| Ne souhaite pas répondre | 2 698 844  | 27,2   |
| Ne sait pas              | 16 889     | 0,2    |
| Total                    | 9 937 628  | 100,00 |

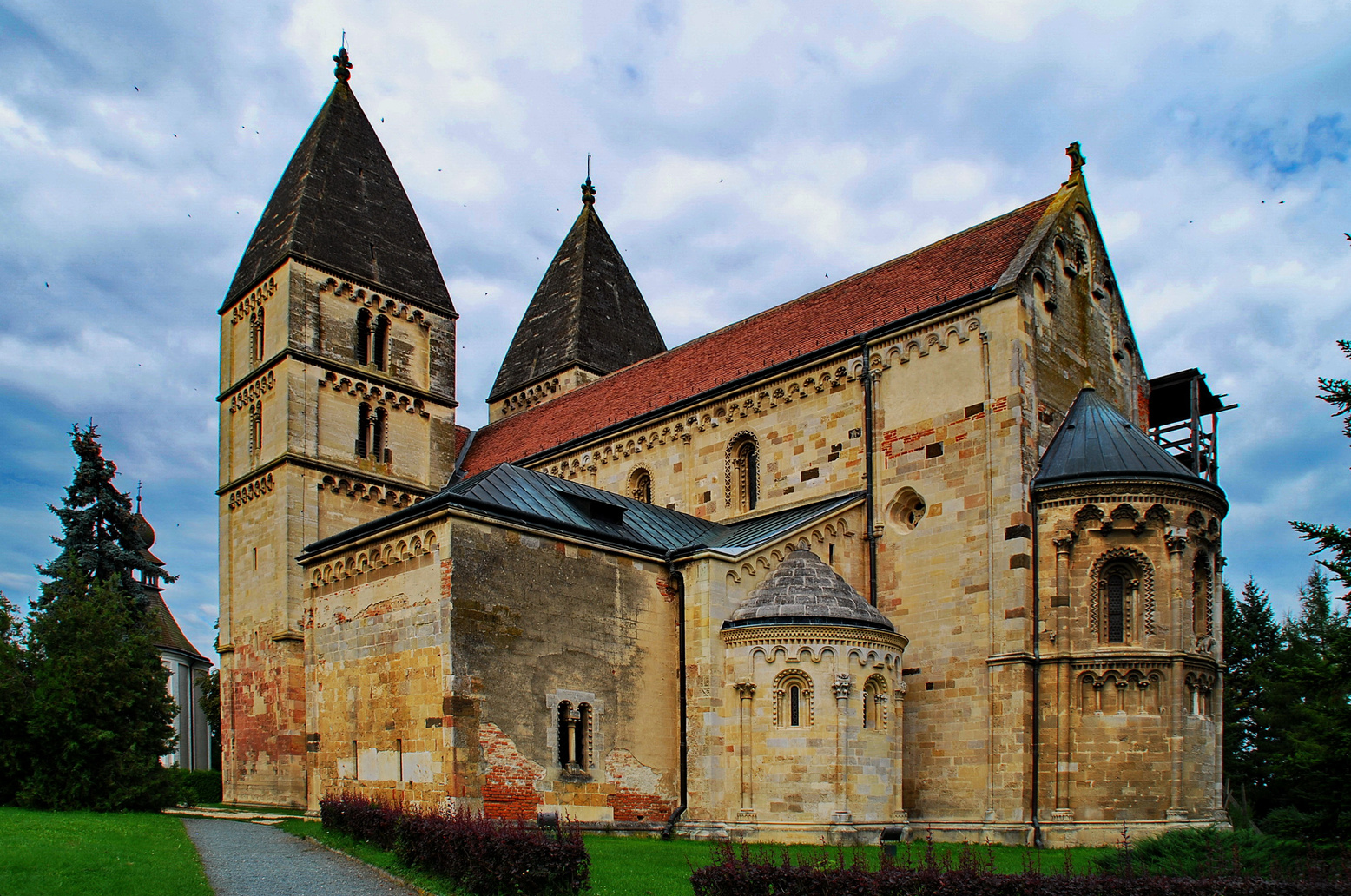
Église à Ják.

La religion la plus importante en Hongrie est le christianisme (54,2 %) répartie entre l'Église catholique (39 %), les Églises protestantes (14,6 %) et les Églises orthodoxes (0,1 %). Les religions non chrétiennes sont très minoritaires (0,2 %). Le reste de la population se divise entre les sans religion (18,2 %) et ceux qui n'ont pas souhaité répondre (27,2 %).
Comme d'autres pays en Europe, la Hongrie connaît un phénomène de déchristianisation. Ainsi, les chiffres du recensement mené en 2011 montrent que le nombre des Hongrois qui se déclarent catholiques est tombé, en dix ans, de 5,5 millions à 3,8 millions, les réformés calvinistes passent de 1,6 million à 1,1 million et les évangéliques luthériens de 305 000 à 215 000. Se déclarent « sans confession » plus de 1,6 million de personnes et, 147 386 personnes se disent « athées ». Près de 2,7 millions de Hongrois refusent d’indiquer leur appartenance confessionnelle.
La Loi sur la liberté de conscience et le statut juridique des Églises (loi CCVI de 2011) est une loi organique hongroise portant sur la liberté de culte et de conscience, établissant par ailleurs la liste des Églises, communautés et mouvements religieux reconnus officiellement par l'État hongrois.
La liste des quatorze Églises ou confessions religieuses officiellement reconnues et qui ont désormais seules le droit de revendiquer l'appellation d'Église figure en annexe de la loi. Les critères retenus pour établir cette liste sont éminemment liés à la promotion des Églises nationales hongroises d'une part et à la préservation des cultes des treize minorités nationales et ethniques officiellement reconnues par la loi hongroise. En voici la liste :
1. l'Église catholique en Hongrie ;

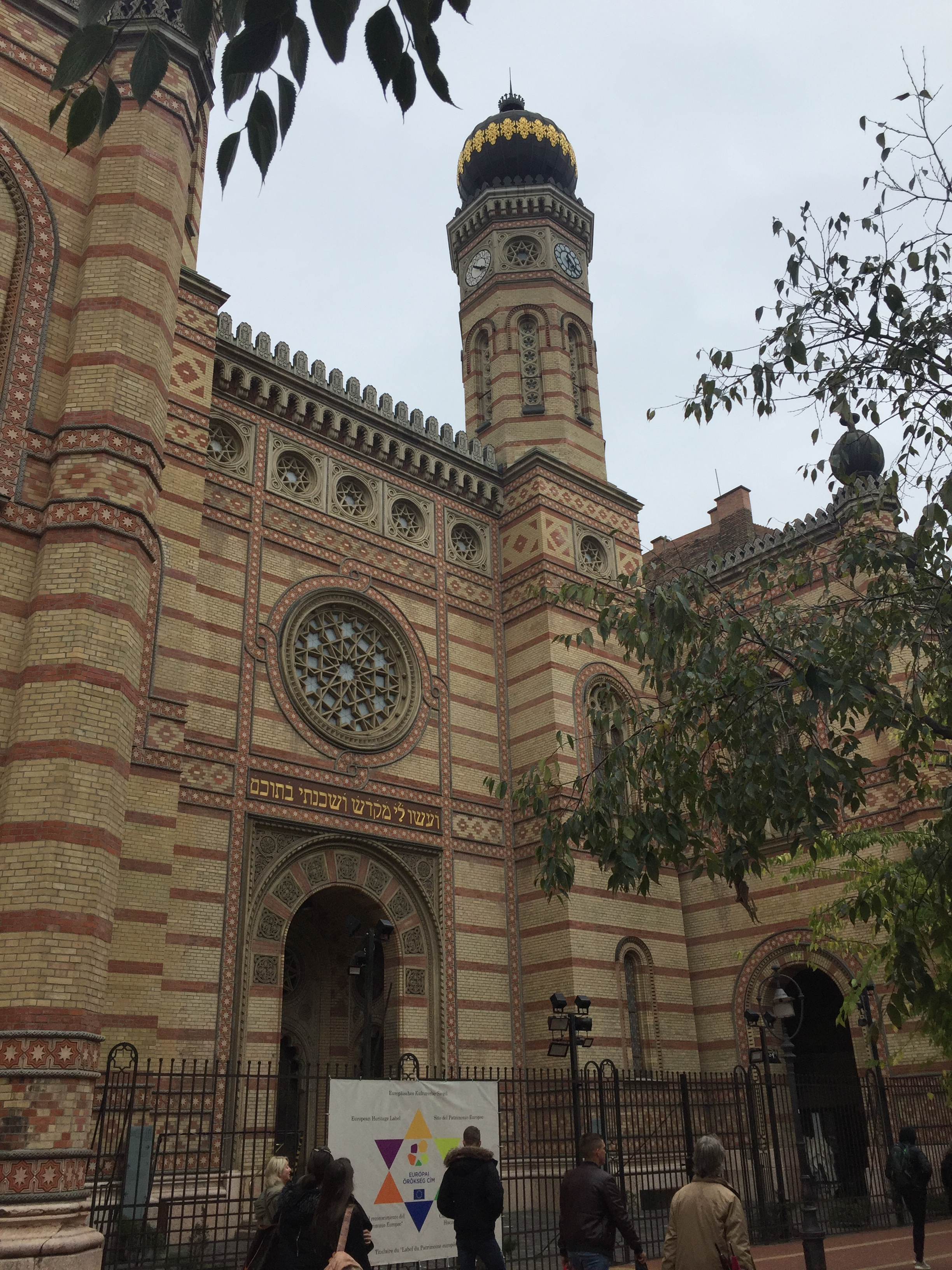
Grande Synagogue de Budapest.

2. l'Église réformée de Hongrie (protestants calvinistes) ;
3. l'Église évangélique de Hongrie (protestants luthériens) ;
4. la Fédération des Communautés juives de Hongrie ;
5. la Communauté israélite unie de Hongrie ;
6. la Communauté israélite orthodoxe autonome de Hongrie ;
7. l'Éparchie de Buda ;
8. l'Exarchat orthodoxe de Hongrie du Patriarcat œcuménique de Constantinople ;
9. l'Église orthodoxe bulgare de Hongrie ;
10. l'Évêché orthodoxe roumain de Hongrie ;
11. le diocèse de Budapest et de Hongrie ;
12. l'Arrondissement ecclésiastique unitarien de Hongrie (Église unitarienne hongroise) ;
13. l'Église baptiste de Hongrie ;
14. et l'Assemblée de la Foi.

## Population et société

### Données démographiques

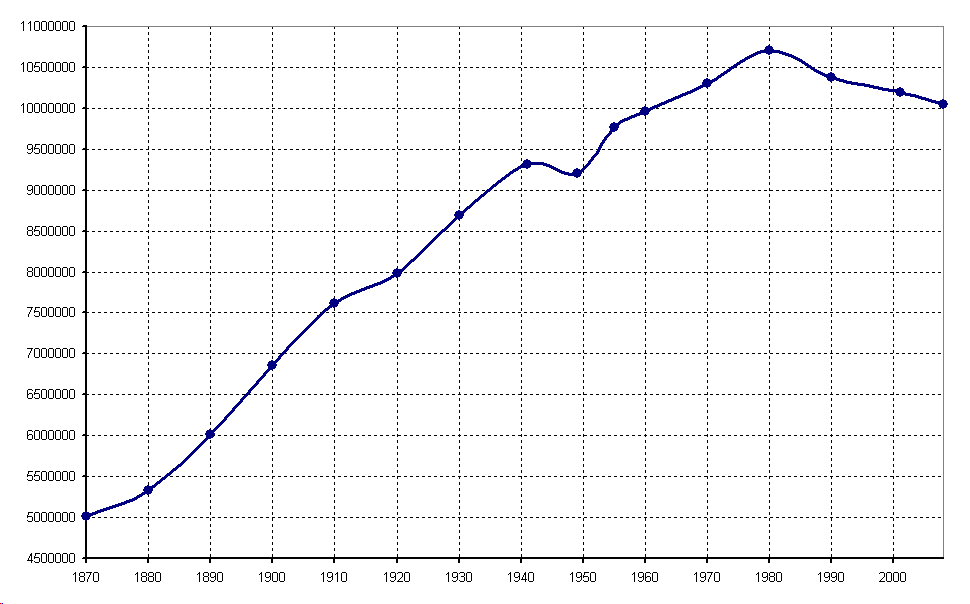
Évolution de la démographie entre 1870 et 2003.

La population décroît depuis le début des années 1980. Il est estimé qu'elle comptera huit (variante basse) à dix (variante haute) millions d'habitants vers 2050.

### Structure sociale
La stratification sociale de la société hongroise est marquée par l'héritage du collectivisme et les conditions de la décollectivisation. Au début des années 1950, le pouvoir communiste restreint considérablement la propriété privée, notamment foncière, ce qui aboutit à une forte diminution des inégalités sociales héritées de la Hongrie d'avant-guerre. Parallèlement à cette diminution, la nouvelle division du travail entraîne malgré cela l'émergence d'une nouvelle forme de hiérarchisation sociale selon la forme suivante, de haut en bas :
1. les gestionnaires et les intellectuels ;
2. les travailleurs non-manuels (fonctionnaires) ;
3. les travailleurs qualifiés ;
4. les travailleurs semi-qualifiés ;
5. les travailleurs non qualifiés ;
6. les manœuvres agricoles.

Les inégalités sociales se concrétisent par une inégalité en termes de revenus et de conditions de logements. L'intensification de l'industrialisation participe dans les années 1960 à une amélioration des conditions de vie des plus pauvres, sans pour autant résorber les écarts de conditions de vie. Les modalités de distinction sociale, marquées par la position des individus au sein de la division du travail, s'appuient entre autres sur des privilèges quant à l'accès au logement et sur le système scolaire quant à la reproduction des élites.
Dans les années 1970, le déclin des anciennes élites bourgeoises est avéré et l'on constate la montée en puissance d'une nouvelle élite d'entrepreneurs. Celle-ci s'appuie notamment sur le développement d'un petit secteur privé en marge de l'économie planifiée. L'autonomie de petites entreprises privées et l'affaiblissement de l'État au profit des collectivités locales font prospérer la constitution de nouveaux groupes s'appuyant à la fois sur leur position économique et politique. Parallèlement à cela, le pouvoir laisse se développer une forte économie parallèle (« seconde économie ») qui devient un vivier d'emplois pour la population hongroise. De nombreuses personnes cumulent alors un emploi partiel privé en complément de leur emploi principal. Ce recours est particulièrement répandu dans l'agriculture, mais aussi dans le secteur de la construction, du bâtiment, de la manutention, de l'artisanat, etc. Cette économie parallèle permet ainsi à 75 % des familles hongroises de compléter leurs revenus.
Il se développe alors une nouvelle structure sociale, fondée à la fois sur la position issue de la division administrative du travail et sur le cumul de cette position avec la capacité à tirer des revenus complémentaires au sein de l'économie parallèle. On peut alors distinguer trois grands groupes :
- les gestionnaires, à cheval entre le pouvoir politique et l'entrepreneuriat ; il s'agit de l'élite politique et économique ;
- les personnes dépendantes du marché en position avantageuse dans la division du travail : ingénieurs, artistes, enseignants, chercheurs et ouvriers qualifiés ;
- les personnes dépendantes du marché et en position faible dans la division du travail, obligées de cumuler les emplois pour pouvoir survivre[33].

La décollectivisation amorcée dans les années 1980 et surtout le changement de régime politique en 1990 s'accompagnent de la restructuration profonde de l'économie hongroise et du retour de la propriété privée comme régime prévalent. L'instauration de l'économie de marché signe une amélioration notable du niveau de vie, mais l'arrivée de la crise dès 1993 achève l'embellie. La réorganisation de la division du travail entraîne ainsi une nouvelle matrice de production des inégalités, fondée à la fois sur le capital économique et culturel accumulé durant la période communiste, mais également sur les nouvelles opportunités d'emploi et d'enrichissement. Les « gagnants » de la transition sont ainsi les entrepreneurs privés des années 1980, les membres de l'élite politique et économique locale (anciens directeurs et cadres des coopératives agricoles par exemple ou d'entreprises d'État) ainsi que les intellectuels. Les « perdants » étant les ouvriers non qualifiés, les travailleurs agricoles et les petits paysans privés.
La nouvelle structure sociale hongroise tend ainsi à converger avec celle des pays d'Europe occidentale, avec une dégradation très forte de la position sociale des ouvriers et paysans et une perte importante du pouvoir d'achat des retraités. L'instauration de l'économie de marché signifie également la baisse du taux d'employabilité et l'augmentation conséquente du chômage. En 1993, ce taux atteint 24 % des personnes scolarisées pendant huit ans, 17 % des personnes ayant une formation d'ouvrier qualifié, 11 % des diplômés de l'enseignement secondaire et 4 % des diplômés de l'enseignement supérieur. Les indicateurs relatifs aux biens de consommation et au logement montrent des disparités encore plus importantes.
Si la petite production agricole (orientée essentiellement vers l'auto-production de subsistance) caractéristique de la Hongrie a longtemps permis d'amortir les inégalités de développement entre les zones urbaines et la campagne, l'arrivée d'investissements étrangers massifs dans l'agglomération budapestoise ainsi qu'à l'Ouest du pays génère de nouvelles inégalités territoriales. Par ailleurs, la perte de vitesse de l'industrie lourde concentrée au nord-est et à l'est achève de plonger ces régions dans une crise économique et sociale de longue durée.
L'existence d'une économie parallèle permettant à une majorité de Hongrois de s'assurer des revenus complémentaires dès la fin des années 1970, les effets de la transition se mesurent donc à la fois en termes de montée des inégalités mais également de dégradation substantielle du niveau de vie. La combinaison de l'augmentation des inégalités et la baisse du niveau de vie génèrent alors l'émergence d'une nouvelle pauvreté essentiellement rurale ou périurbaine.

### Minorités ethniques
Il y a plusieurs minorités ethniques, comme les Roms (3 %), les Allemands (1,3 %), les Slovaques (0,30 %), les Croates (0,24 %), les Roumains (0,27 %), les Slovènes (0,02 %).
Ce tableau comporte les données statistiques sur les minorités ethniques (nemzetiségek) en Hongrie.
|            | 2001      | 2011      |
| ---------- | --------- | --------- |
| Magyars    | 9 416 045 | 8 314 029 |
| Roms       | 189 984   | 308 957   |
| Allemands  | 62 105    | 131 951   |
| Slovaques  | 17 693    | 29 647    |
| Roumains   | 7 995     | 26 345    |
| Croates    | 15 597    | 23 561    |
| Serbes     | 3 816     | 7 210     |
| Polonais   | 2 962     | 5 730     |
| Ukrainiens | 5 070     | 5 633     |
| Grecs      | 2 509     | 3 916     |
| Bulgares   | 1 358     | 3 556     |
| Ruthènes   | 1 098     | 3 323     |
| Arméniens  | 620       | 3 293     |
| Slovènes   | 3 025     | 2 385     |

### Langues
La langue officielle en Hongrie est le hongrois. La Constitution reconnaît également les langues des minorités ethniques et la langue des signes hongroise.
Selon le recensement du pays de 2011, 99,6 % de la population parle le hongrois dont 98,9 % en tant que langue maternelle, une langue finno-ougrienne complètement différente des langues des pays voisins.
Traditionnellement, et surtout du temps ou la Hongrie était partie intégrante de l'empire d'Autriche-Hongrie, l'allemand était la seconde langue du pays (élites et institutions). Mais de nos jours, surtout depuis la sortie de ce pays du communisme, l'anglais est la langue étrangère la plus parlée[réf. souhaitée], mais l'allemand arrive tout de suite après. Entre 1947 et 1986, le russe était obligatoire dans l'enseignement, vu que le pays était un pays communiste, satellite de l'URSS. Après 1986, l'apprentissage de la langue russe a considérablement baissé. Le russe est donc une langue généralement connue des générations scolarisées entre 1947 et 1986.

## Économie
En 2024, la Hongrie est classée en 36e position pour l'indice mondial de l'innovation.

### Emploi
Plus de 600 000 personnes, sur une population de moins de 10 millions d'habitants, ont quitté la Hongrie depuis le début des années 2010. Le pays est dès lors confronté à une pénurie de main-d'œuvre. Le pouvoir adopte en janvier 2019 une loi de « flexibilisation », que l'opposition qualifie de « loi esclavagiste » : les employeurs ont désormais la possibilité d'exiger de leurs salariés d'effectuer jusqu'à 400 heures supplémentaires par an (contre 250 jusqu'alors et 144 au début des années 1990) et de ne les rémunérer que trois ans
plus tard. La Confédération des syndicats hongrois dénonce un dispositif qui « conduira à une détérioration significative des conditions de travail et à un niveau élevé d’exploitation des travailleurs ».

### Agriculture

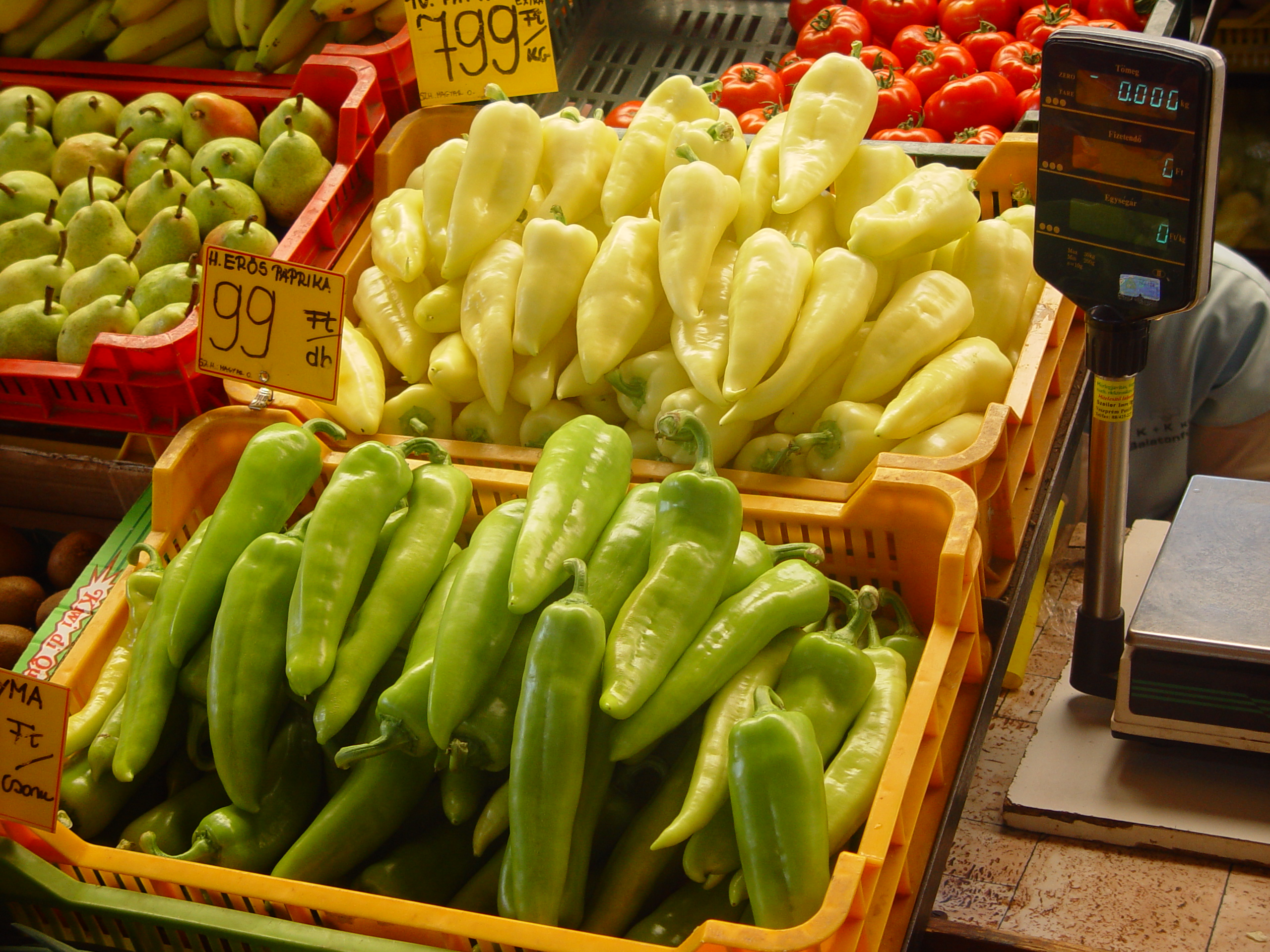
Étalage de produits frais en Hongrie.

Les plus importantes zones agricoles se situent dans le Petit Alföld (qui bénéficie des terres les plus fertiles), la Transdanubie et l'Alföld. Cette dernière zone couvre plus de la moitié du pays (52 000 km2) et a des qualités de sol extrêmement variables. On y trouve même une petite région herbeuse semi-désertique appelée puszta (steppe) utilisée pour l'élevage ovin et bovin.
Les principales productions agricoles hongroises sont le maïs, le blé, l'orge, l'avoine, le tournesol, le pavot, la pomme de terre, le millet, la betterave, le lin et bien d'autres plantes. On cultive aussi d'autres espèces implantées plus tardivement comme l'amarante. La consommation de pavot fait partie de la cuisine hongroise traditionnelle. Le pays est renommé pour la qualité très élevée de son piment appelé paprika. La production fruitière comprend beaucoup de variétés de pommes, poires, pêches, raisins, abricots, pastèques, melons, etc.

### Industrie
Dans le secteur industriel et de la métallurgie, en raison de ressources en bauxite, l'industrie de l'aluminium s'est bien développée.

### Secteur tertiaire
La dette publique brute de la Hongrie était de 72 milliards d'euros à fin 2013, à hauteur de 79,2 % du PIB.

### Finances
La Hongrie s'est affiliée au Fonds monétaire international en 1982, et a aussitôt déposé une demande d'emprunt pour éviter une banqueroute de l'État. En 2008, le gouvernement socialiste a de nouveau eu recours au FMI. L'argent prêté a été remboursé en 2016 par le gouvernement de Viktor Orban. Depuis, le pays est capable de se financer auprès du marché financier international et par l'émission de bons du trésor. En 2025, l'échelle de notation souveraine du pays est BAA2.

## Équipements et infrastructures

### Réseau routier
Le réseau routier national est géré par l'État. Il se déploie en un réseau de routes principales (főút) doublé d'autoroutes (autópálya) sur l'ensemble du pays, avec pour nœud de réseau principal Budapest.

### Télécommunication et Internet
L'Internet à haut débit est disponible depuis mai 2004.

### Énergie

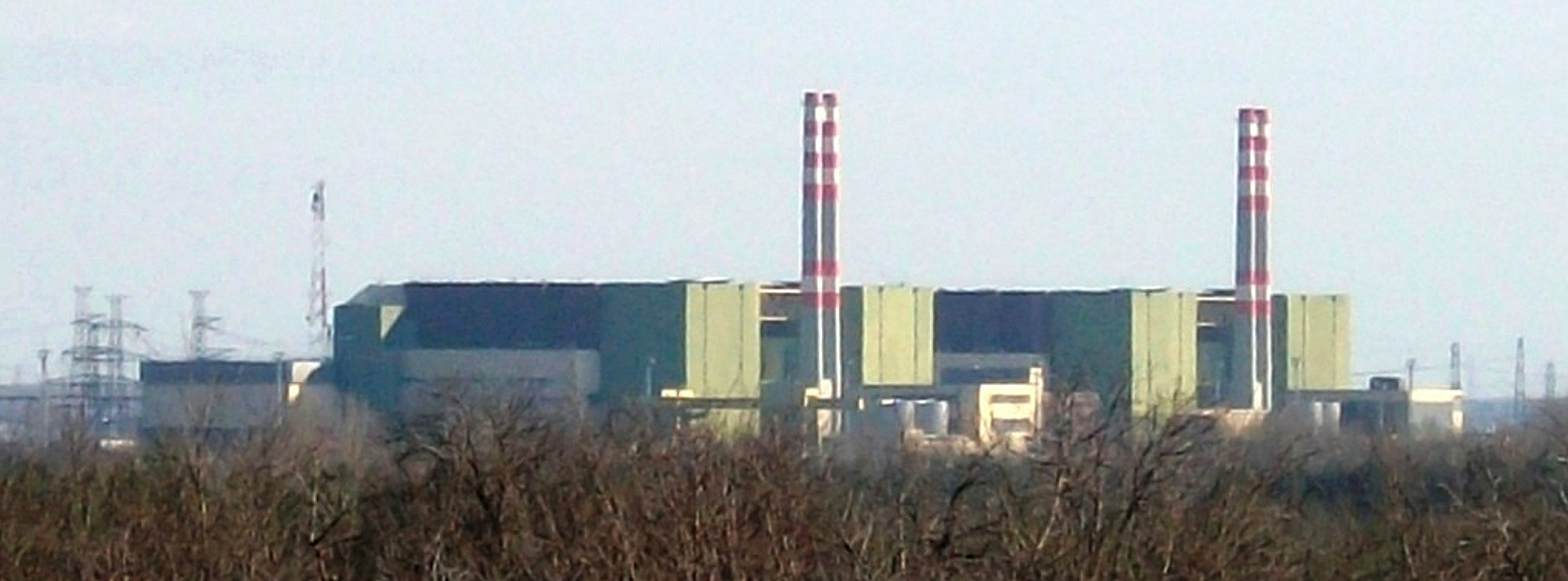
Les deux blocs de la centrale nucléaire de Paks, qui produit plus de 40 % de l'électricité du pays.

Depuis la fin du communisme, les besoins énergétiques de l'industrie et de la population hongroises augmentent de façon continue. Les installations peinent à suivre la demande et le pays est ainsi obligé d'importer 62 % de sa consommation d’énergies fossiles, dont 82 % du gaz naturel en provenance de Russie. Cette dépendance s'explique par la vétusté des équipements de production thermique et l'obsolescence des installations existantes. Par ailleurs, la part des énergies renouvelables est particulièrement faible (7,3 %).
Depuis juillet 2011, une stratégie gouvernementale fixant à l'horizon des vingt prochaines années l'indépendance énergétique a délimité trois grands principes de mise en œuvre de cette stratégie : la durabilité, la compétitivité économique et la sécurité de l’approvisionnement. La Hongrie participe également au déploiement d'un réseau énergétique européen, notamment au sein du Groupe de Visegrád. Elle est également sensible à d'autres initiatives de coopération internationale, notamment le projet South Stream avec la Russie.
La Hongrie est relativement dépendante du secteur nucléaire dans sa production électrique. La part d'électricité d'origine nucléaire s'élève à 46 % contre 54 % pour la Slovaquie et 35 % pour la Tchéquie. L’objectif du gouvernement est de passer de 2000 à 4 400 MW d’ici 2030 en adjoignant deux nouveaux réacteurs de troisième génération à la centrale de Paks, de manière à augmenter la part du nucléaire dans la génération d’électricité de 46 à 50 %, compte tenu de l'accroissement prévisible des besoins en électricité. Pour maintenir le niveau de production nucléaire au-delà de 2037, la construction d'une nouvelle centrale, la deuxième après la centrale nucléaire de Paks, composée de deux réacteurs à eau pressurisée de troisième génération est envisagée.

## Patrimoine culturel

### Peinture
Le peintre hongrois le plus connu du XVe siècle est Michele Ongaro (dit Pannonio). Il travaillait à la cour de Ferrare en Italie. Les peintres hongrois des XVIIe et XVIIIe siècles travaillaient également surtout à l'étranger. Au XIXe siècle la peinture de scènes d'histoire a pris de l'importance (Gyula Benczúr, Bertalan Székely, Mór Than). Miklós Barabás, portraitiste, est le premier à avoir acquis une certaine reconnaissance dans son pays. Les tableaux de Mihály Zichy et de Géza Mészöly (en) sont influencés par le romantisme. Mihály Munkácsy a relié dans plusieurs compositions des éléments réalistes de la vie paysanne à la peinture impressionniste de plein air. Il en est de même pour Pál Szinyei Merse.
Au début du XXe siècle, des colonies d'artistes comme celle de Nagybánya, menée par Károly Ferenczy, ont pris de l'ampleur le plus souvent dans une peinture romantique d'après nature aux couleurs réalistes. Le style du réalisme socialiste et de la peinture historique était privilégié dans les années 1950 et 1960. Victor Vasarely, Zsigmond Kemény et László Moholy-Nagy sont les peintres hongrois les plus connus du XXe siècle, travaillant à l'étranger. Aujourd'hui on connaît surtout István Szőnyi, Jenő Barcsay, László Lakner (hu), Aurél Bernáth (hu) et Anna Beöthy Steiner.

### Musique

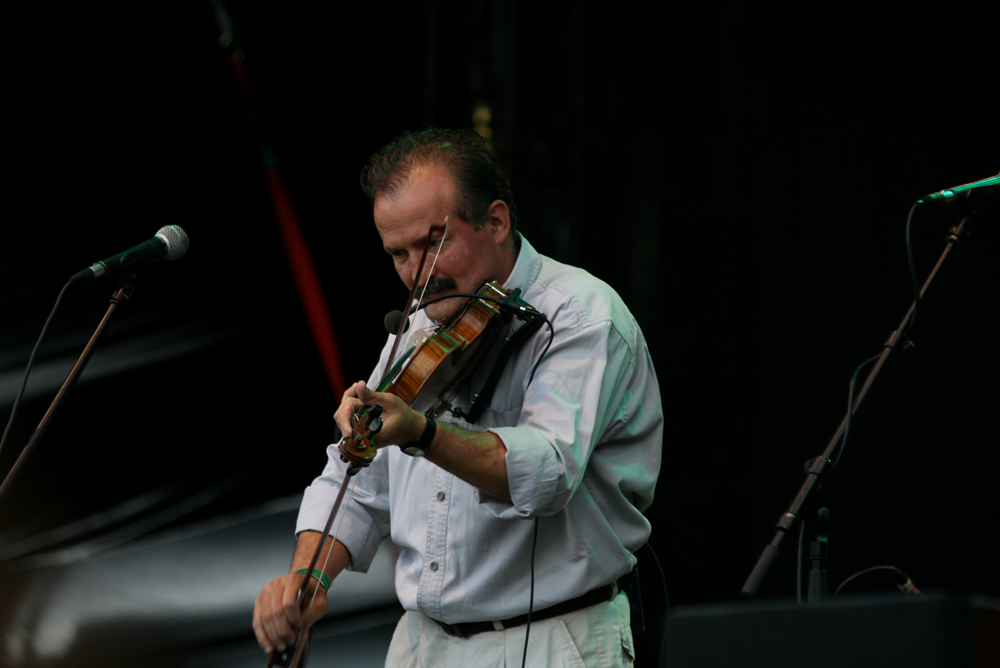
János Csík lors du concert de Csík zenekar au Sziget Festival de 2009, à Budapest.

La musique hongroise occupe une place particulière en Europe. Si elle est encore souvent assimilée à la musique tzigane, il s'agit bien de traditions assez différentes. Le destin politique de la Hongrie ayant marqué de nombreux coups d'arrêt au développement d'une musique nationale, c'est finalement sous l'influence non plus de traditions orales issues de l'Asie et des Turcs, mais grâce à l'importation de la musique classique occidentale qu'elle prend un véritable essor (Franz Liszt, Béla Bartók).
Les chœurs et le quatuor à cordes classique y sont très présents, mais on y trouve aussi des instruments moins connus, comme le piano tsigane (le cymbalum) et des percussions comme le tambour à friction köcsögduda. De même un instrument tel le tárogató qui est aujourd'hui utilisé par les Roms est à l'origine un symbole de la résistance anti-impériale.
Contrairement aux autres pays d'Europe centrale, le régime communiste n'a pas favorisé l'émergence d'une musique faklorique, préférant développer la connaissance et la pratique de la musique classique ou semi-classique. Si la musique traditionnelle a été préservée, c'est surtout grâce au mouvement culturel des táncház pendant les années 1980 et un véritable engouement populaire en faveur de groupes traditionnels, tels Csík zenekar.
Le compositeur György Ligeti est l'un des compositeurs les plus influents de la deuxième moitié du XXe siècle.
Le groupe contemporain hongrois de musique traditionnelle le plus connu, notamment en France, est le groupe folk Kolinda qui a sorti ses trois premiers albums – Kolinda 1, Kolinda 2 et 1514 (respectivement en 1976, 1977, 1979) – sur le label discographique français Hexagone.

### Danse

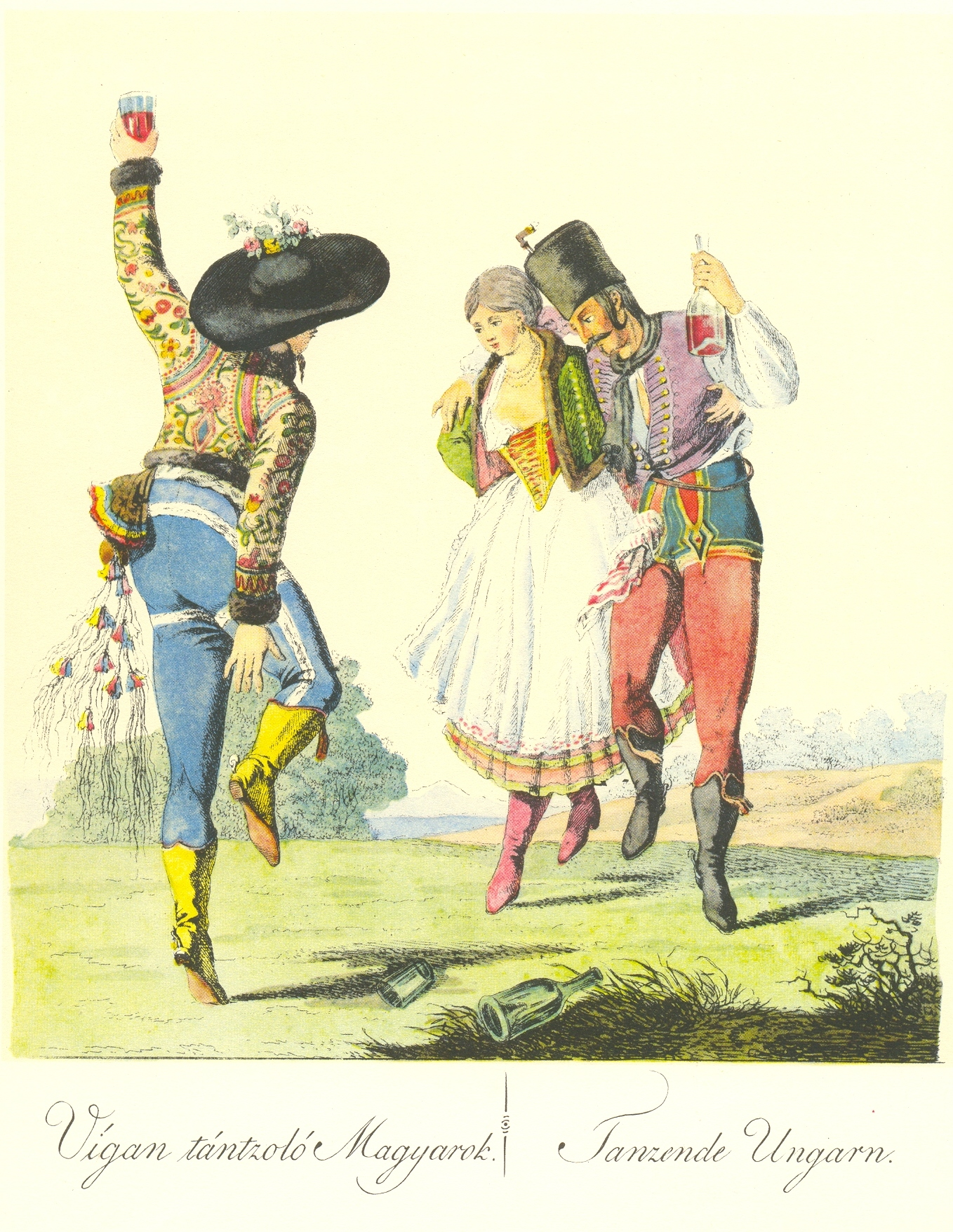
Danse hongroise, 1816.

### Cinéma
En 1896 à Budapest eut lieu la première séance de cinéma à la suite de l’initiative d’un marchand de chapeaux nommé Arnold Sziklaï qui a assisté à une projection des films à Paris. Il a alors décidé de ramener chez lui l’appareil de projection et quelques petits films ont été tournés et projetés. En 1898, Mor Ungerleilern le directeur du Velence, et Jozsef Neumann, un homme d'affaires, ont fondé « Projectograph »; la première société de production cinématographique hongroise. Ces productions connues : Un maniaque des échecs (1898) et des copies de films : La danse de Béla Zsitkovski (1901), Les sœurs d'Ödön Uher (1905) et Aujourd'hui et demain de Mihaly Kertész (1912). Les scénarios du cinéma hongrois en 1910 étaient principalement des adaptations de romans ou de pièces de théâtre, et à partir de 1919, le cinéma dépendait des régimes politiques qui jouaient un rôle primordial sur la créativité des cinéastes. Début 1919 fut une période faste où furent produits 31 films, mais sous le règne fasciste jusqu’à 1931, plusieurs acteurs (Peter Lorre, Béla Lugosi), metteurs en scène (Kertesz, Alexander Korda, Benedek, André de Toth, George Pal, Paul Fejos), et auteurs (Emeric Pressburger) quittèrent le pays. En 1944, à la fin de la Seconde Guerre mondiale, la production locale avait repris un peu. On accordait une grande importance au cinéma sous le régime marxiste et en 1960 l'École supérieure de Théâtre et de cinéma fut créée. Pendant une période de libéralisme, et dans les festivals européens quelques cinéastes de grand talent ont été connus, citons Zoltán Fábri, qui tournera Quatorze vies en danger (1954), Un petit carrousel de Fête et Professeur Hannibal (1956), Károly Makk pour Liliomfi (1955) ou Félix Máriássy qui réalise Printemps à Budapest (1955). Mais en 1956, l'Armée rouge soviétique a mis fin à ce régime libéral.
En 1959, une nouvelle génération de cinéastes a émergé grâce au studio Bela Balazs utilisant des moyens techniques nouveaux venus de l’Ouest ce qui leur a permis une grande liberté de création.
Les présentations des films hongrois dans les festivals vont contribuer à faire connaître de véritables auteurs tels que Remous d'István Gaál (1963), Les Intraitables d'András Kovács (1964), Les Sans-Espoir de Jancsó et Jours glacés de Kovács (1966), Les Dix mille soleils de Ferenc Kósa (1967), Silence et Cri de Miklós Jancsó (1968), Les Faucons d'Istvan Gall (1970), Jeunesse dorée (1974) de Janos Rosza, Adoption de Márta Mészáros. En 1989 à la fin de la période communiste, de nouveaux cinéastes apparaissent tels que Béla Tarr : Le Tango de Satan (Satantango) (1994) et Les Harmonies Werckmeister (2000), La dernière frontière de Péter Gothár (1995), Ombres sur la neige d'Attila Jamish (1991) et Longs Crépuscules (1997) ou Georges Feher, Twilling (1990) et Passion (1998).

### Sciences et innovations

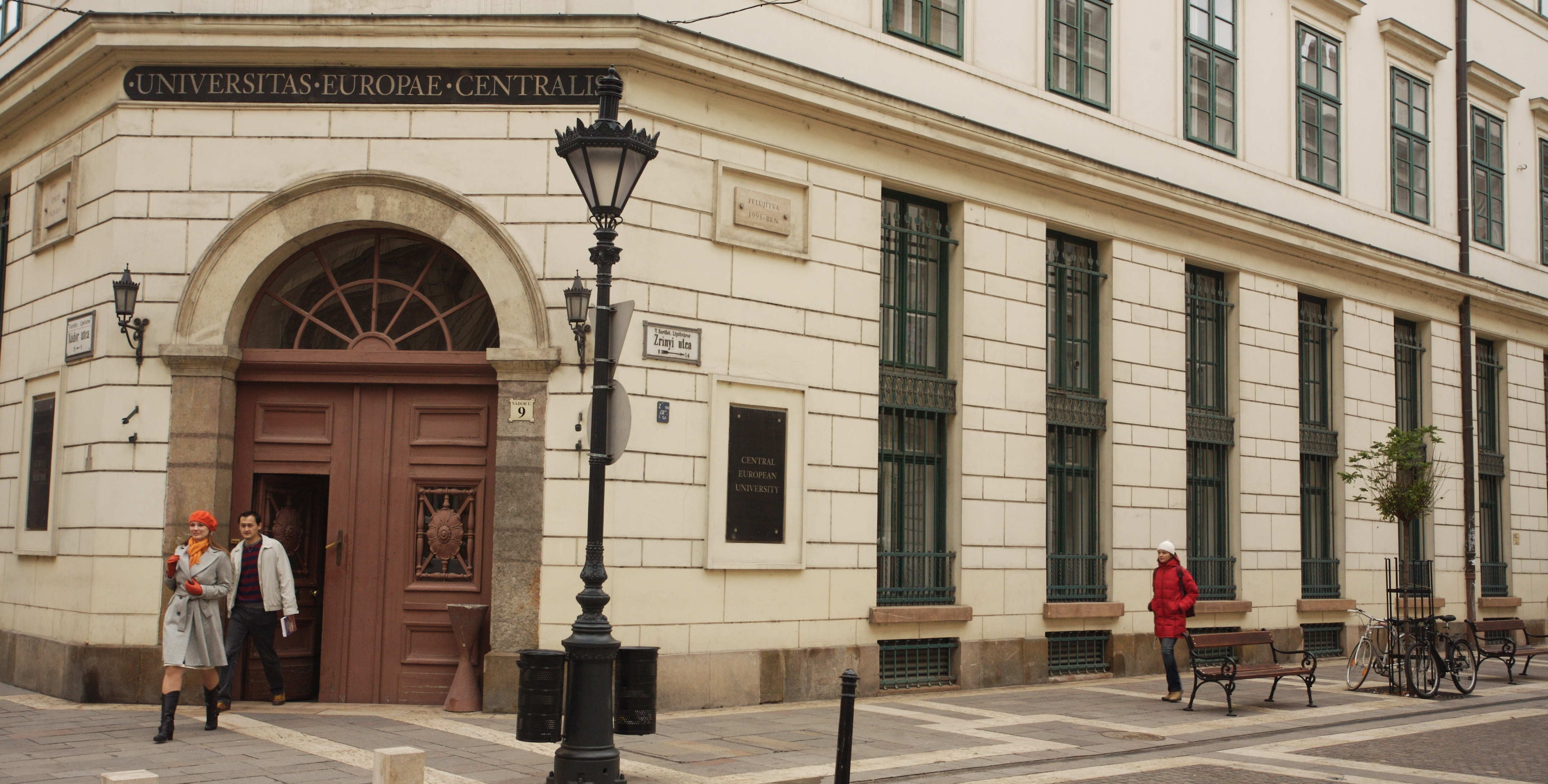
Entrée de l'université d'Europe centrale à Budapest.

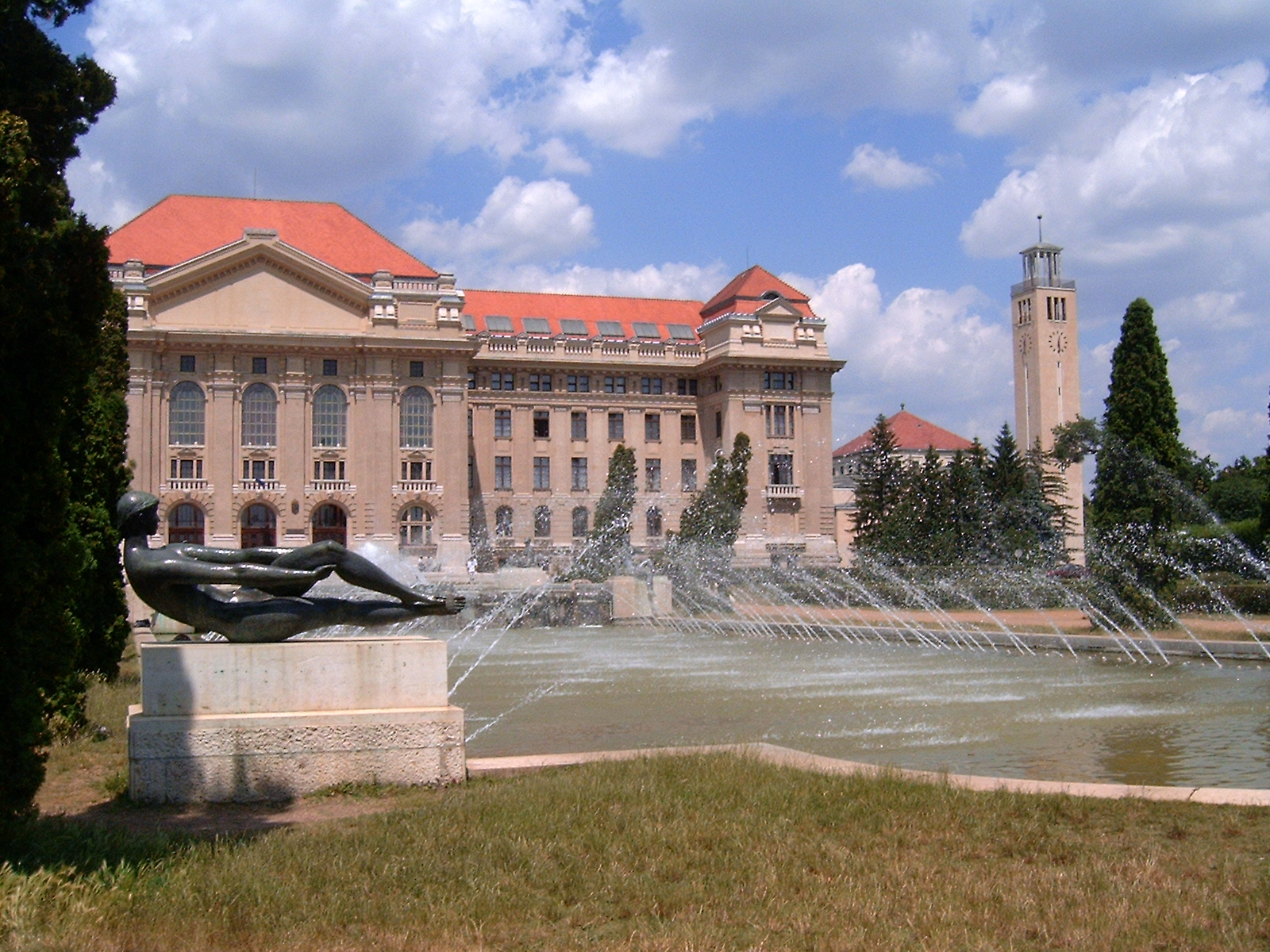
Université de Debrecen.

La Hongrie est particulièrement bien dotée en universités et laboratoires de recherche. L'université Loránd Eötvös (Eötvös Loránd Tudományegyetem) est l'héritière de l'Universitas de Nagyszombat fondée par Péter Pázmány en 1635, de l'université de Pest et de l'université de Budapest. L'université Corvinus de Budapest (Budapesti Corvinus Egyetem) dispense une formation en sciences de l'économie depuis 1948. L'université polytechnique et économique de Budapest (Budapesti Műszaki és Gazdaságtudományi Egyetem) est réputée pour avoir formé des ingénieurs illustres au nombre desquels on compte Ernő Rubik, Dennis Gabor ou encore Leó Szilárd. En dehors de Budapest, les plus grandes villes du pays disposent également d'universités importantes, à l'instar de Debrecen (université de Debrecen), Gödöllő (université Szent István), Győr (université István Széchenyi), Kaposvár (université de Kaposvár), Miskolc (université de Miskolc), Pécs (université de Pécs), Sopron (université de Hongrie occidentale), Szeged (université de Szeged) et Veszprém (université de Pannonie).
Après la réforme des universités de 2000, de nombreux établissements d'enseignement supérieur sont devenus des universités à part entière. Parmi celles-ci, de nombreuses écoles réputées dans les domaines artistiques ont vu leur statut évoluer, à l'instar de l'université hongroise des beaux-arts (Magyar Képzőművészeti Egyetem), l'université de musique Franz-Liszt (Liszt Ferenc Zeneművészeti Egyetem), l'université d'art appliqué Moholy-Nagy (Moholy-Nagy Művészeti Egyetem) et l'université d'art dramatique et cinématographique (Színház- és Filmművészeti Egyetem).
Parmi les universités privées généralistes, la plus visible sur le plan international reste l'université d'Europe centrale (Közép-Európai Egyetem) fondée par le milliardaire américain d'origine hongroise George Soros afin de promouvoir le libéralisme politique et économique dans les anciens pays communistes. Financée par des länder allemands, l'Autriche et la Suisse, l'Université germanophone Gyula Andrássy de Budapest (Andrássy Gyula Budapesti Német Nyelvű Egyetem) est une université de langue allemande au statut privé.

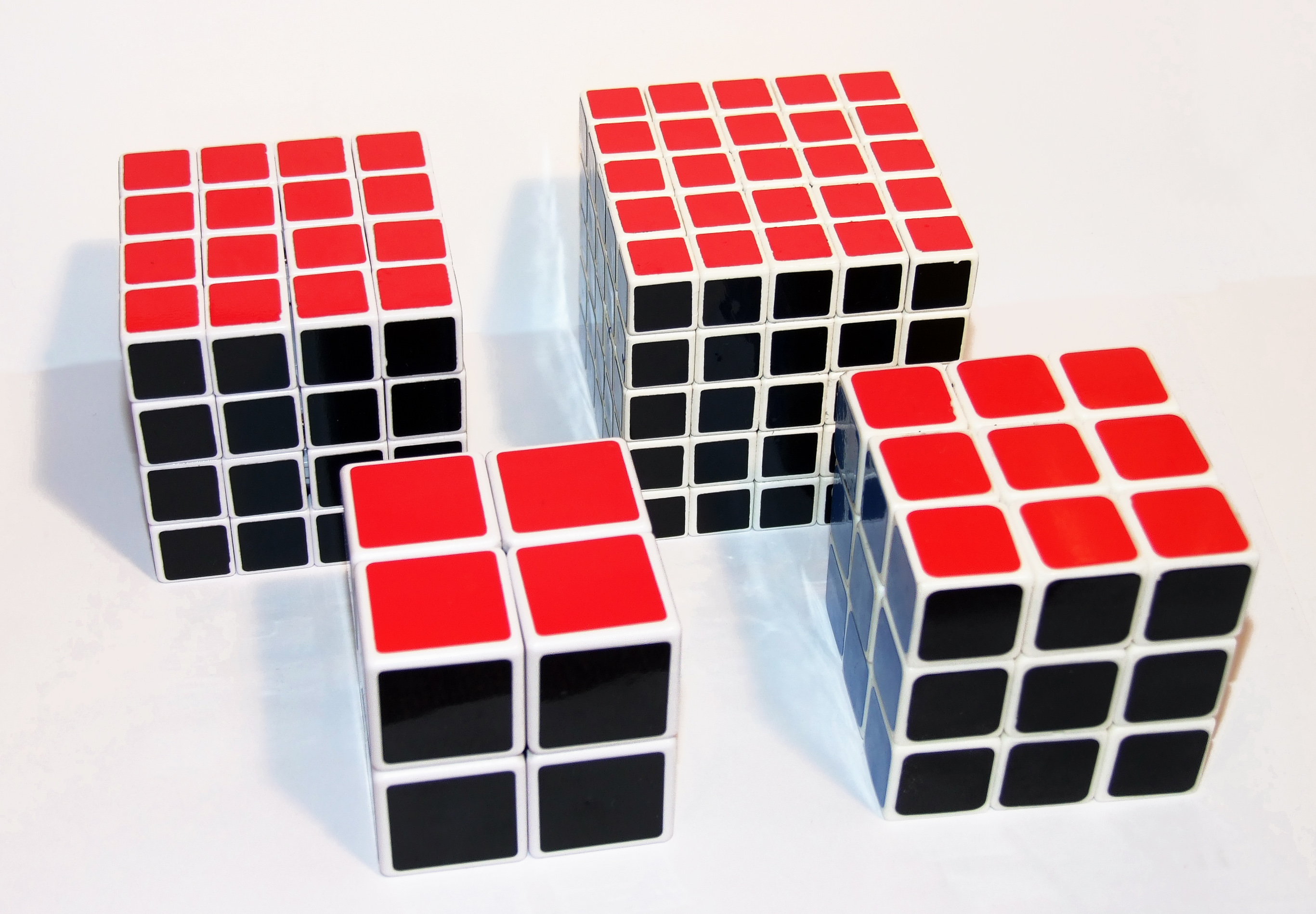
Rubik's Cube.

L'Académie hongroise des sciences joue un rôle de premier plan dans la structuration de la recherche en Hongrie. En sciences sociales, la Hongrie se distingue par la qualité de ses sociologues marxistes ou post-marxistes (Iván Szelényi, István Kemény et Georg Lukács), de ses linguistes, de ses historiens (François Fejtő), de ses psychologues et psychanalystes (Mihály Csíkszentmihályi et surtout Sándor Ferenczi) et de ses économistes (Karl Polanyi, Béla Balassa, John Harsanyi).
Mais la Hongrie est surtout connue pour la qualité de ses physiciens, chimistes et mathématiciens, souvent à l'origine d'innovations technologiques de grande importance. Il en va ainsi de Ányos Jedlik, inventeur du moteur électrique et de la dynamo, d'Ernő Rubik, inventeur du Rubik's Cube, de John von Neumann (architecture de von Neumann), de László Biró (stylo à bille), d'Albert Szent-Györgyi (vitamine C), de János Irinyi (hu) (allumettes), de Tivadar Puskás (téléphone central), de Dennis Gabor (holographie), de Gábor Domokos (hu) et Péter Várkonyi (Gömböc) ou encore de Charles Simonyi, maître d'œuvre des logiciels Word et Excel chez Microsoft. Par ailleurs, sur les quelques physiciens associés à l'élaboration du projet Manhattan, trois étaient des immigrés hongrois : Leó Szilárd, Edward Teller et Eugene Wigner.

### Gastronomie

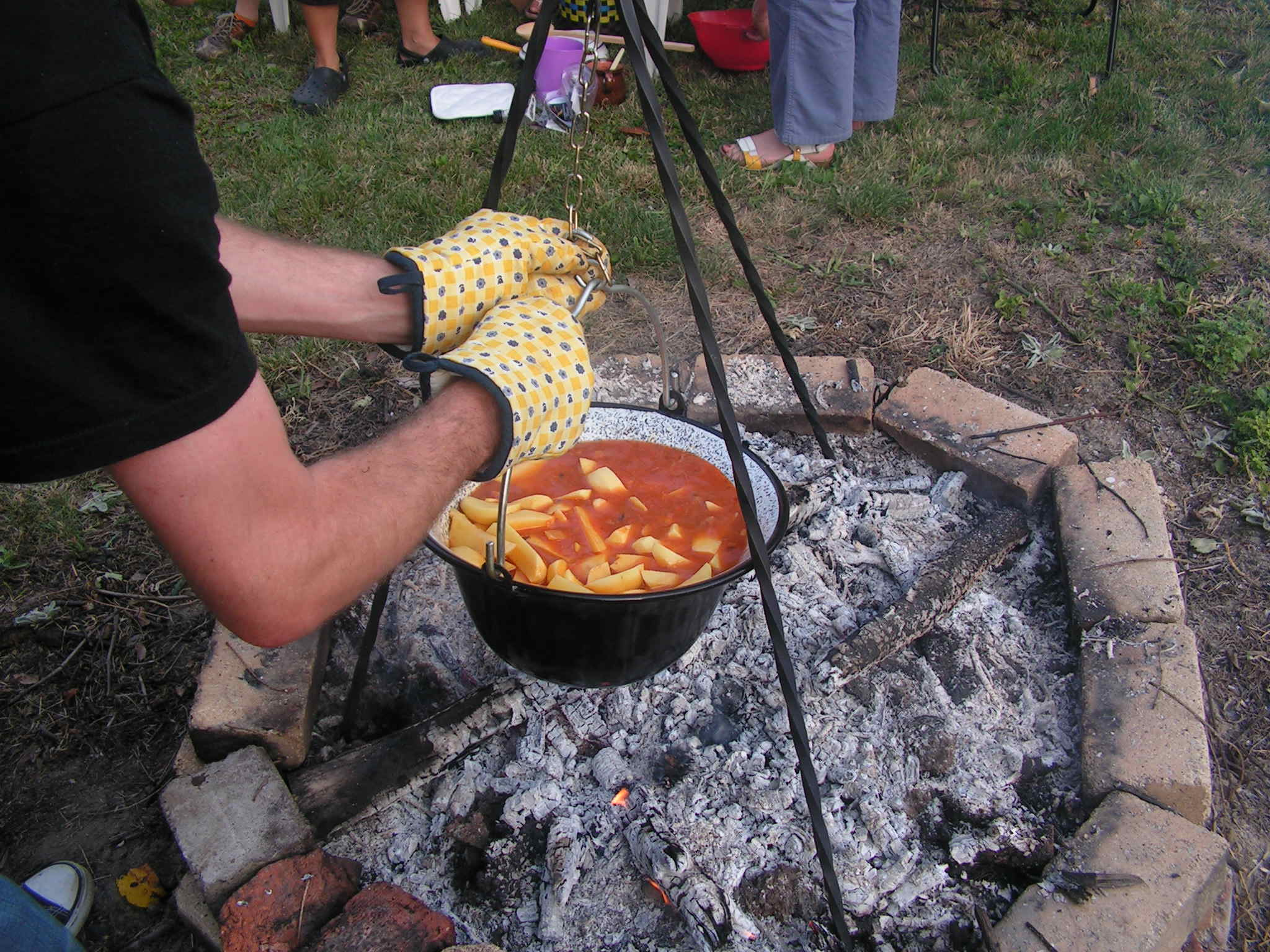
Préparation d'un Paprikás krumpli dans un.

La cuisine hongroise (magyar konyha) classique est, pour simplifier les choses, un mélange de cuisine française adaptée par l’intermédiaire de l’Autriche et de plats rustiques typiquement hongrois dont de nombreux proviennent d’Asie. La cuisine hongroise fait référence à une tradition gastronomique originaire de Hongrie, partagée par les habitants du pays et les minorités magyares vivant en Slovaquie, Ukraine, Roumanie et Serbie. Utilisant les mêmes ingrédients que la plupart des cuisines d'Europe centrale (chou et de nombreuses variétés de racines et tubercules, bœuf, porc, volaille), elle se distingue par une forte influence orientale (turque et balkanique) et l'utilisation privilégiée du poivron, sous forme de légume ou de poudre de paprika. Elle est également inspiratrice de nombreux plats de la cuisine juive ashkénaze.

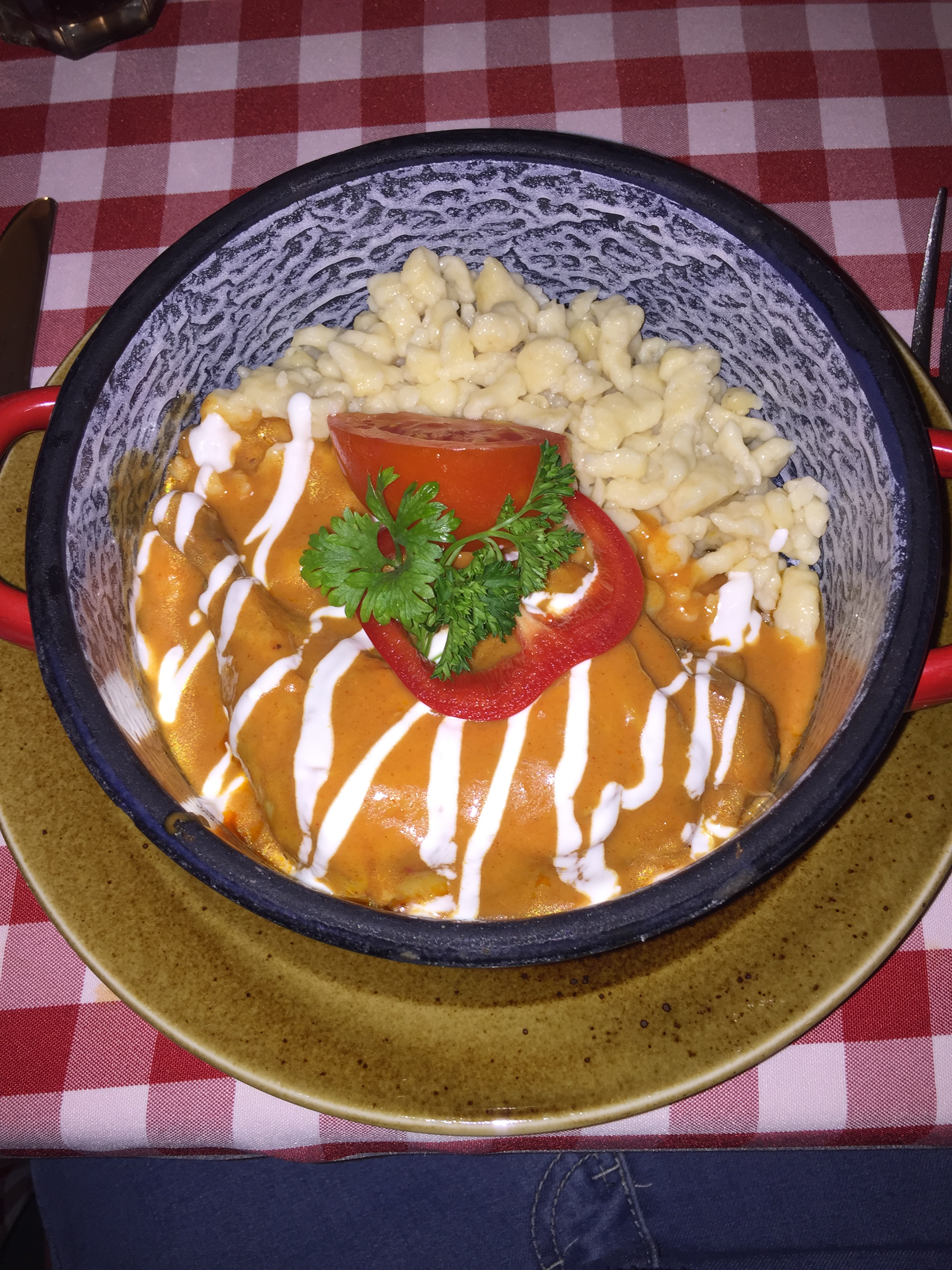
Pâtes aux œufs de type souabe "Galuska" ou "Spätzle".

De ces ingrédients sont préparés de nombreux plats de viande épicés (pörkölt, paprikás, fasírt), des spécialités de saucisses (saucisses de Debrecen, de Gyula), des soupes paysannes (goulasch, bableves) ou de pêcheurs (halászlé), des légumes marinés, farci ou macérés (töltött káposzta, salades de chou, cornichons lacto-fermentés, etc.). Outre le paprika, la spécificité de la cuisine hongroise est due à la qualité des bêtes à viande disponibles dans la plaine hongroise tel que le bœuf gris de Hongrie ou le porc laineux mangalitsa. Les variétés de blé donnent également au pays une vraie tradition de pâtes aux œufs de type souabe (galuska, nokedli, tarhonya, etc).

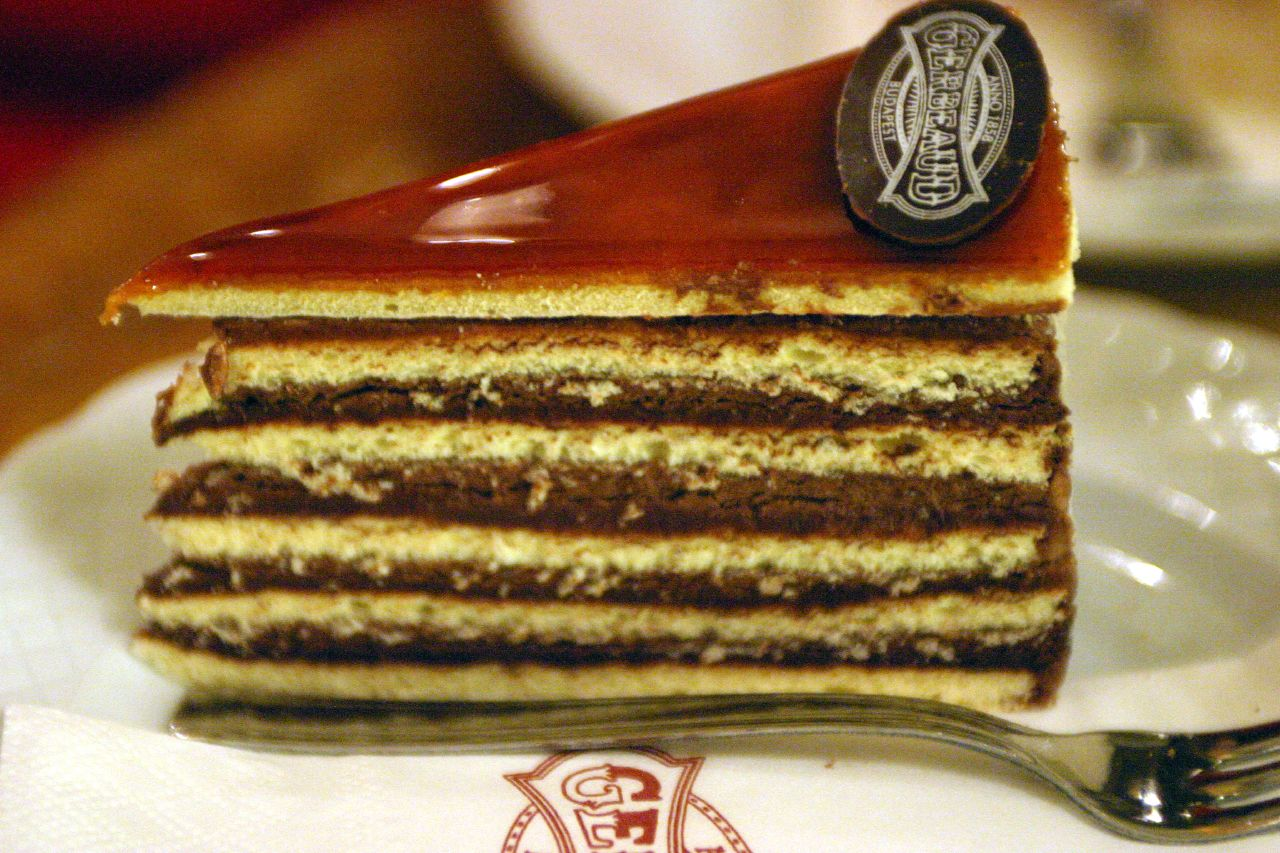
Dobostorta.

Si la pâtisserie hongroise bénéficie de l'influence autrichienne (Dobostorta), les desserts sont moins réputés. On trouve néanmoins en Hongrie de nombreuses variétés de crêpes de type Palatchinten (crêpes épaisses) comme le palacsinta de Hortobágy ou le Gundel palacsinta.
La charcuterie à base de porc est variée (téliszalámi, petits salés, saucissons au paprika) tandis qu'il existe peu de spécialités de fromage (camemberts et fromages à pâte molle).
Le petit-déjeuner hongrois est à dominante salée : de la charcuterie est dégustée avec tomate et poivron dans des petits pains (zsemle et kifli), avec des fruits et une boisson chaude. Le déjeuner commence avec une soupe, se poursuit sur un plat en viande accompagné de pâtes et une salade de chou ou de cornichon macéré et s'achève sur un produit sucré. Le dîner peut ressembler au petit-déjeuner ou se limiter à une simple soupe. Les déjeuners sont arrosés de vin rouge produit dans la région du Balaton ou dans les massifs autour d'Eger ; les apéritifs de vins blancs liquoreux de type Tokay.

### Rayonnement culturel international
Depuis le Moyen Âge, la Hongrie possède un rôle influent dans l’histoire artistique, culturelle, intellectuelle et politique de nombreux pays d'Europe centrale. En particulier, les anciennes possessions du royaume de Hongrie (Slovaquie, Transylvanie et Croatie notamment) perpétuent encore des traditions administratives et juridiques héritées de l'État hongrois (le système de comitat notamment). Le renouveau linguistique (Nyelvújítás) initié à la fin du XVIIIe siècle puis le mouvement nationaliste hongrois du XIXe siècle participent à une offensive culturelle contre l'allemand, alors langue de l'élite politique hongroise et de la Cour impériale. Cette offensive s'accompagne d'une politique de magyarisation très forte auprès des Slovaques, Roumains et Croates vivant dans le royaume. Celle-ci échoue définitivement lorsque l'ancien royaume de Hongrie est disloqué à la suite du traité de Trianon en 1920.
Par la suite, la diffusion du hongrois hors des frontières nationales est assurée par la diaspora hongroise et l'appui financier et logistique de l'État hongrois en direction des Magyars d'outre-frontières. La diplomatie culturelle et linguistique hongroise est mise en œuvre par le biais de l'Institut Balassi et l'ensemble du réseau des instituts culturels hongrois présents partout dans le monde. Dans la région du bassin des Carpates, de nombreuses associations participent à la scolarisation en hongrois des minorités magyarophones, spécifiquement les Csángós, dont la langue hongroise archaïque est menacée par la progression du roumain comme langue de socialisation. La chaîne Duna Televízió est la tête de pont internationale de la magyarophonie dans le monde.
La langue hongroise est également le prétexte pour de nombreuses formes de coopérations interculturelles avec des pays ou des collectivités territoriales de pays de langues finno-ougriennes. Ainsi, la Hongrie entretient des relations privilégiées avec la Finlande, l'Estonie et le district autonome des Khantys-Mansis, notamment grâce à l'action scientifique de l'Académie hongroise des sciences, membre fondatrice du Congrès international finno-ougrien.
La Hongrie est un pays observateur au sein de l'Organisation internationale de la francophonie.

## Hongrois notables

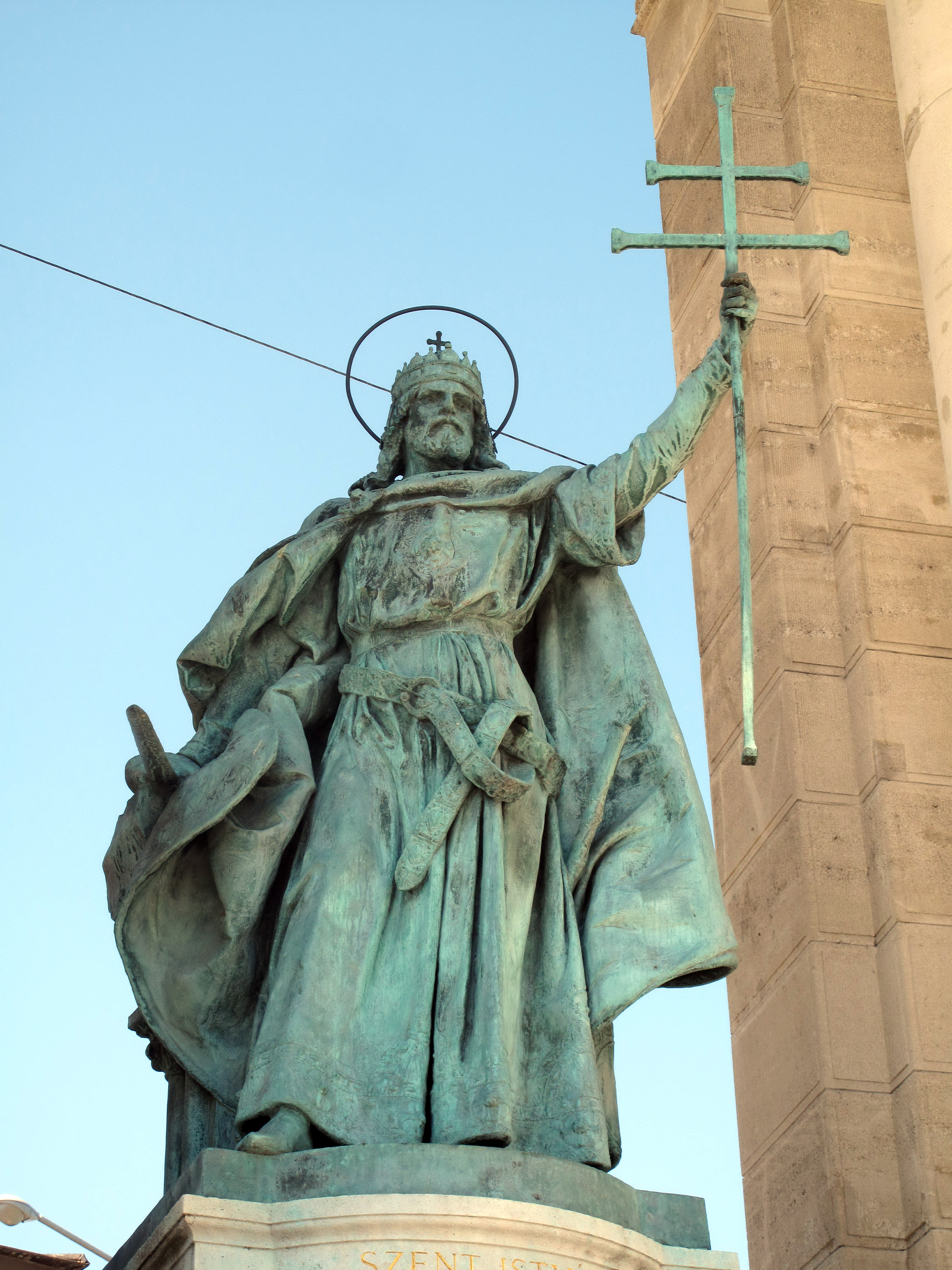
Saint  Étienne de Hongrie
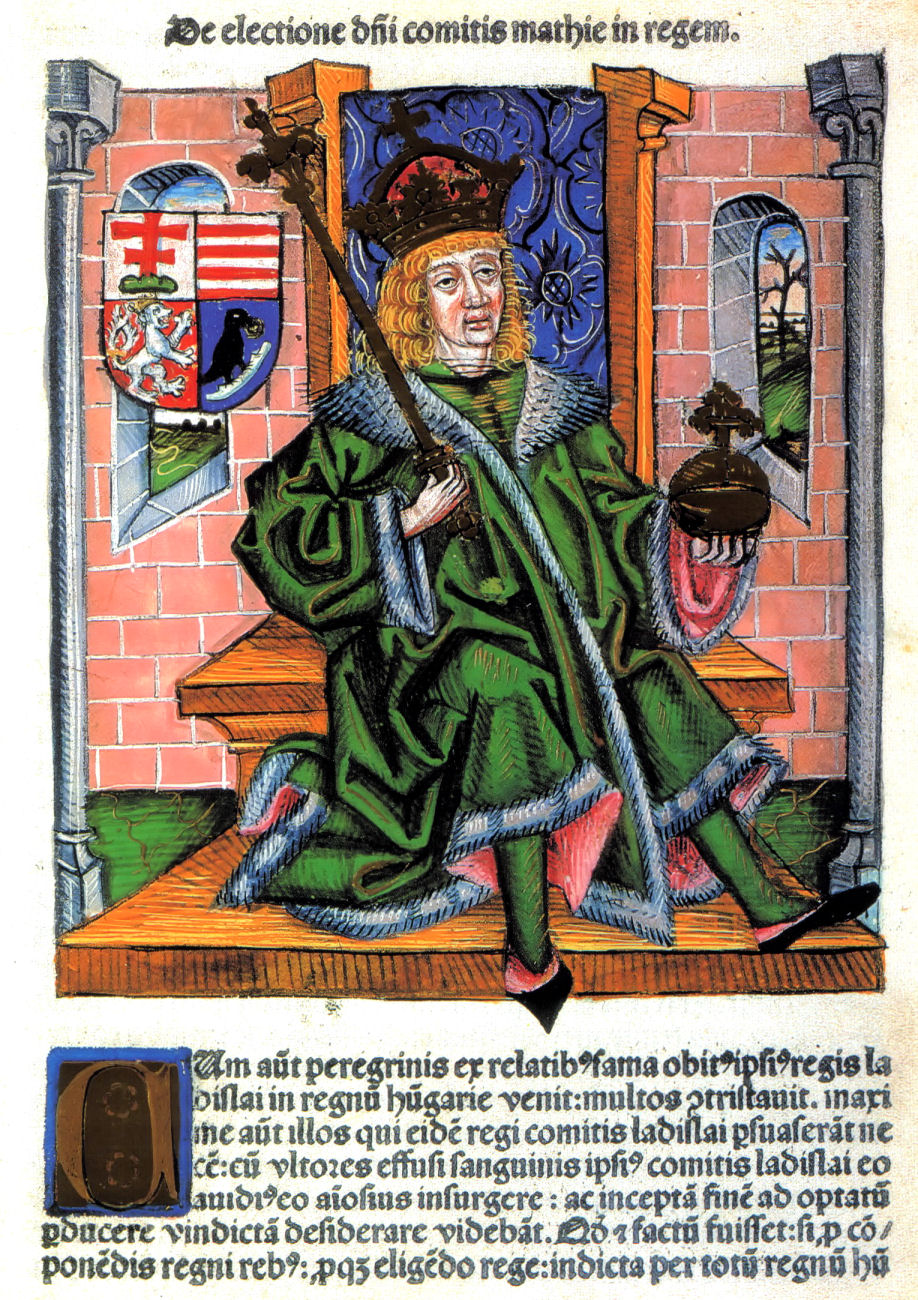
Matthias Corvin.
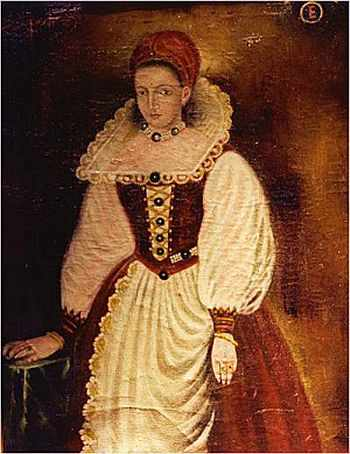
Élisabeth Báthory.
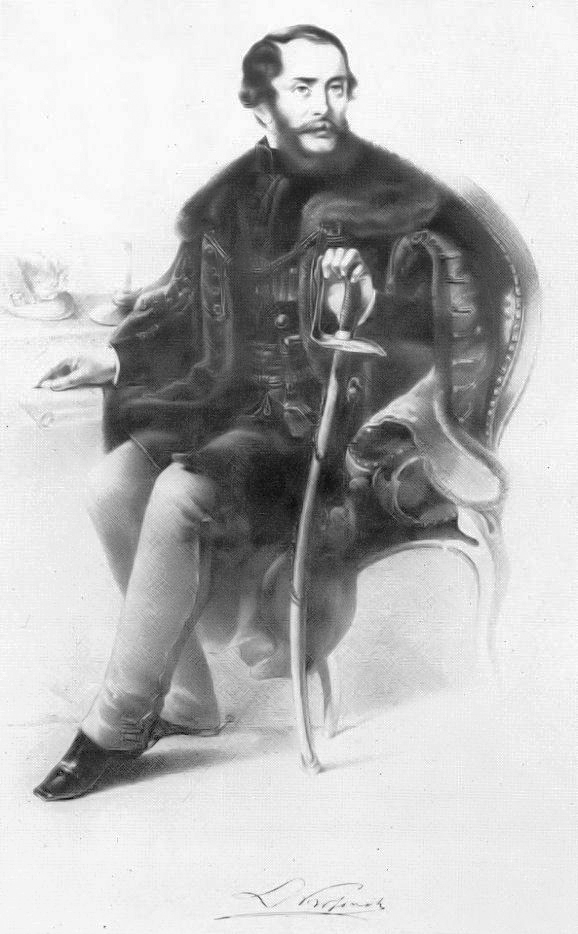
Lajos Kossuth.
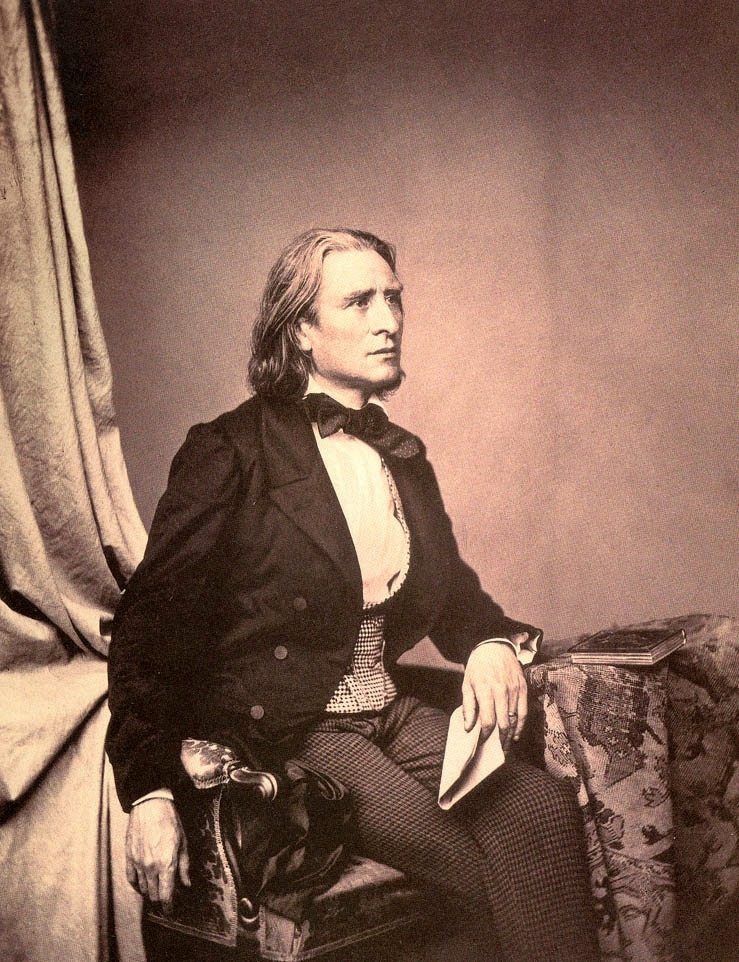
Franz Liszt (Ferenc Liszt en hongrois).
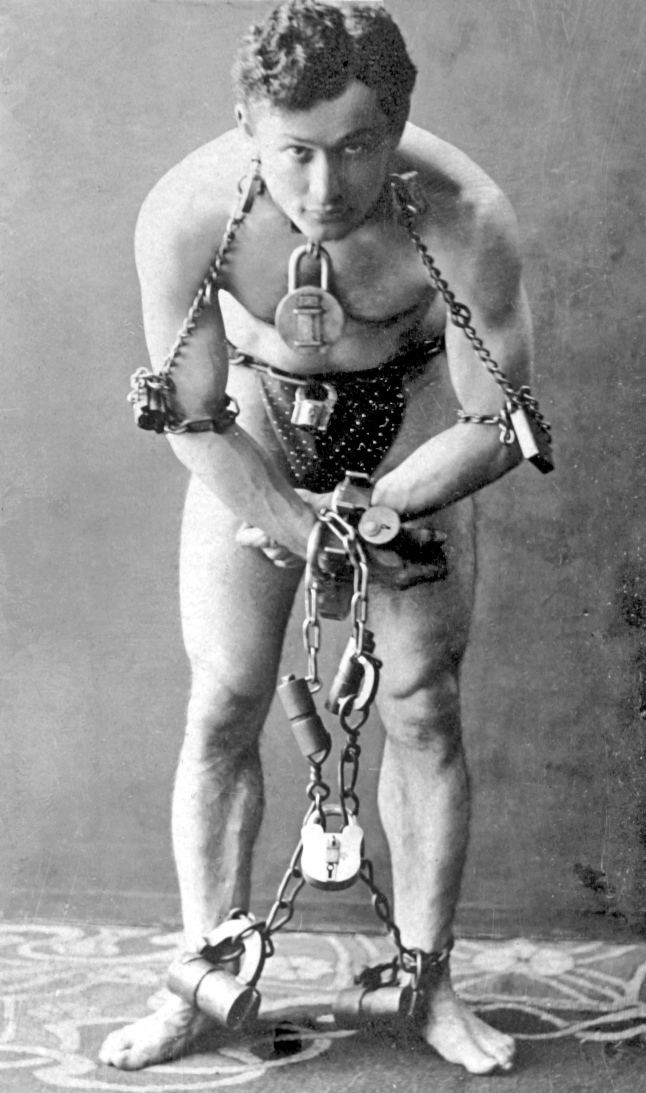
Harry Houdini (de son vrai nom Ehrich Weiss).
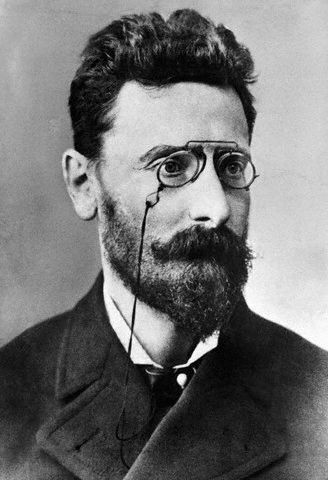
Joseph Pulitzer né József Politzer.
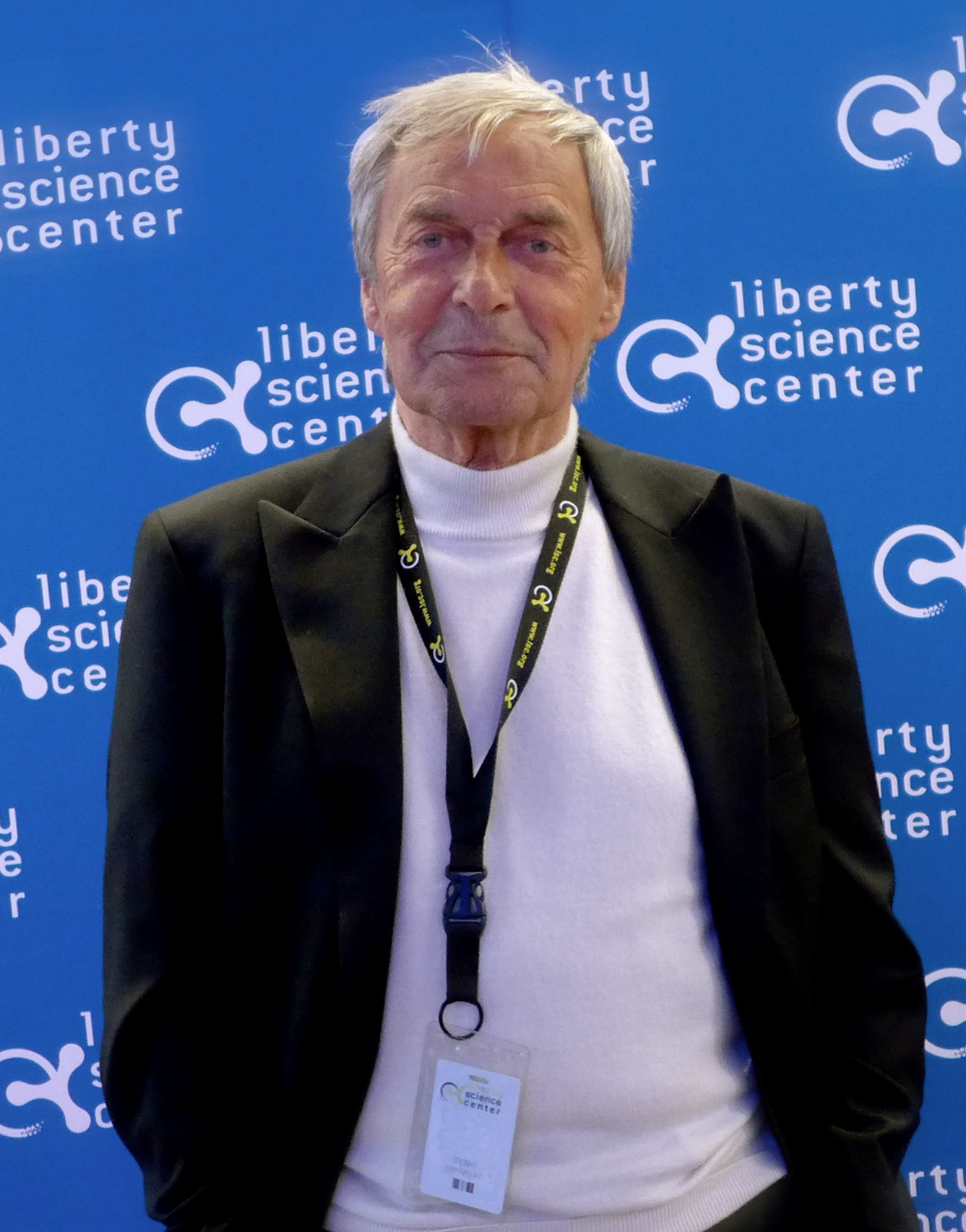
Erno Rubik, créateur du Rubik's Cube.
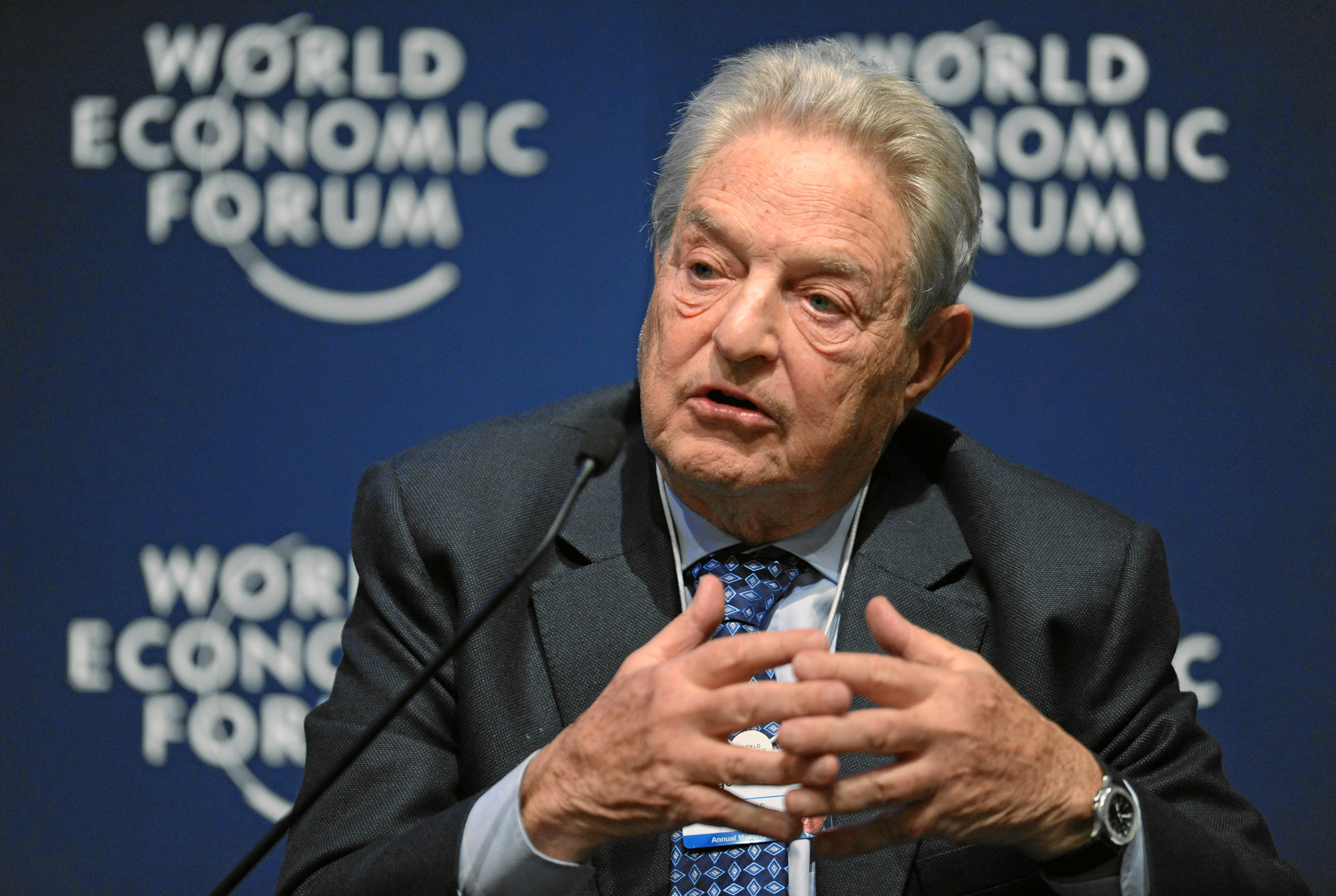
Georges Soros, né György Schwartz.
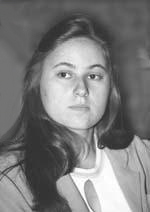
Judit Polgár.

### Politiques
- Miklós Horthy (1868-1957), militaire et homme politique, régent du royaume de Hongrie
- István Széchenyi (1791-1860), homme politique, modernisateur de la Hongrie
- Mihály Károlyi (1875-1955), homme politique
- Lajos Kossuth (1802-1894), homme politique, héros national
- Imre Nagy (1896-1958), homme politique, chef du gouvernement pendant l'insurrection de Budapest en 1956
- János Kádár (1912-1989), homme politique

### Sportif
- Anita Görbicz (1983), handballeuse
- Ágnes Szávay (1988), joueuse de tennis
- Dominik Szoboszlai (2000), footballeur
- Ferenc Puskás (1927-2006), footballeur
- Ferenc Szisz (1873-1944), pilote automobile
- Henrietta Ónodi (1974), gymnaste
- Miklós Fehér (1979-2004), joueur de football

### Scientifique
- Dennis Gabor (1900-1979), physicien, prix Nobel 1971
- Edward Teller (1908-2003), physicien
- Albert Szent-Györgyi (1893-1986, biochimiste, prix Nobel 1937
- Eugene Wigner (1902-1995), physicien
- János Bolyai (1802-1860), mathématicien
- Leó Szilárd (1898-1964), physicien
- Frigyes Riesz (1880-1956), mathématicien
- John von Neumann (1903-1957), mathématicien
- Paul Erdős (1913-1996), mathématicien
- Peter Lax (1926), mathématicien

### Cinéma
- Peter Lorre (1904-1964), acteur
- Alexander Korda (1893-1956), producteur et réalisateur de cinéma
- André de Toth (1912-2002), cinéaste
- Béla Lugosi (Blasko) (1882-1956), comédien
- Paul Fejos (Pál Fejős) (1897-1963), cinéaste
- Péter Bacsó (1928-2009), cinéaste
- Zsa Zsa Gabor (1917-2016), actrice
- Béla Tarr (1955), cinéaste
- Michael Curtiz (1888-1962), cinéaste
- Miklós Jancsó (1921-2014), cinéaste

### Littérature
- Agota Kristof (1935-2011), écrivaine
- Akos Verboczy (1975), écrivain
- András Petőcz (1959), écrivain
- Antal Szerb (1901-1945), écrivain
- Arthur Koestler (1905-1983), écrivain
- Attila József (1905-1937), poète
- Dezső Kosztolányi (1885-1936), écrivain
- Sándor Márai (1900-1989), romancier
- Sándor Petőfi (1823-1849), poète, chantre de la nation, héros national
- Mihály Vörösmarty (1800-1855), poète
- Miklós Radnóti (1909-1944), poète
- Péter Esterházy (1950), écrivain
- Frigyes Karinthy (1887-1938), romancier
- Gyula Illyés (1902-1983), poète, écrivain
- Gyula Krúdy (1887-1933), écrivain
- Magda Szabó (1917-2007), écrivain
- Ibolya Virág (1950), éditrice et traductrice littéraire
- Endre Ady (1877-1919), poète
- Ephraim Kishon (1924-2005), écrivain

### Musique
- Annie Fischer (1914-1995), pianiste
- Éva Marton (1943), cantatrice
- Ferenc Farkas (1905-2000), compositeur
- Ferenc Fricsay (1914-1963), chef d'orchestre
- Ferenc Kölcsey (1790-1838), créateur de l'hymne national
- Fritz Reiner (1888-1963), chef d'orchestre
- Georg Solti (György Steiner) (1912-1997), chef d'orchestre
- George Szell (1897-1970), chef d'orchestre
- György Cziffra (1921-1994), pianiste
- György Kurtág (1926), compositeur
- György Ligeti (1923-2006), compositeur
- Franz Lehár (1870-1948), compositeur
- Franz Liszt (Ferenc) (1811-1886), compositeur et pianiste
- ByeAlex (Alex Márta) (1984), chanteur
- Elek Bacsik (1926-1993), musicien
- Akosh Szelevényi (1966), jazzman (1966)
- Eugene Ormandy (1899-1985), chef d'orchestre
- Zoltán Kocsis (1952-2016), pianiste
- Zoltán Kodály (1882-1967), compositeur et musicologue
- Jenő Hubay (1858-1937), violoniste
- Josef Nadj (1950), danseur, chorégraphe
- Miklós Rózsa (1907-1995), compositeur de musique de films
- Péter Eötvös (1944), compositeur et chef d'orchestre
- Béla Bartók (1881-1945), compositeur
- Joseph Joachim (1831-1907), violoniste et pédagogue
- Emmerich Kálmán (1882-1953), compositeur d'opérettes
- Leó Weiner (1885-1960), compositeur et professeur

### Arts
- Alexandre Hollan-peintre (1933)
- Mihály Munkácsy (1844-1900), peintre
- József Rippl-Rónai (1861-1927), peintre
- Victor Vasarely (1908-1997), peintre et plasticien

### Autres
- András Pándy (1927-2013), meurtrier
- André Kertész (1894-1985), photographe
- Ányos Jedlik (1800-1899), ingénieur, inventeur, prêtre bénédictin
- Bálint Balassi (1554-1594), poète hongrois de la Renaissance
- Béla Balassa (1928-1991), économiste
- Brassaï (Gyula Halász) (1899-1984), photographe
- Élisabeth Báthory (1560-1614), meurtrière
- François II Rákóczi (1676-1735), prince de Hongrie et de Transylvanie
- Georg Lukács (1885-1971), philosophe
- George Soros (1930), homme d'affaires et financier
- Harry Houdini (1874-1926), magicien
- Imre Kertész (1929-2016), romancier, prix Nobel de littérature (2002)
- István Bibó (1911-1979), historien, politologue
- István Szabó (1938), cinéaste
- Judit Polgár (1976), joueuse d'échecs
- Karl Polanyi (1886-1964), économiste
- Léonien de Vienne, né à Sabarie, fondateur de deux abbayes en France au VIe siècle
- Léopold Szondi (1893-1986), psychiatre
- Martin de Tours, né à Sabarie au IVe siècle
- Miklós Istvánffy (1558-1615), historien, humaniste, vice-palatin de Hongrie
- Ödön Lechner (1845-1914), architecte
- Pál Sárközy de Nagy-Bocsa, (1928-2023), père de l'ancien Président de la République française : Nicolas Sarkozy
- Rezsö Kolle (1981), humoriste
- Robert Capa (André Friedmann) (1913-1954), photographe
- Sándor Ferenczi (1873-1933), psychanalyste
- Sándor Kónya (1923-2002), ténor d'opéra
- Thomas Szasz (1920-2012), psychanalyste
- Zita Görög (1979), actrice et mannequin
- Zsolt Baumgartner (1981), pilote de Formule 1
- Barbara Palvin (1993), mannequin

## Galerie

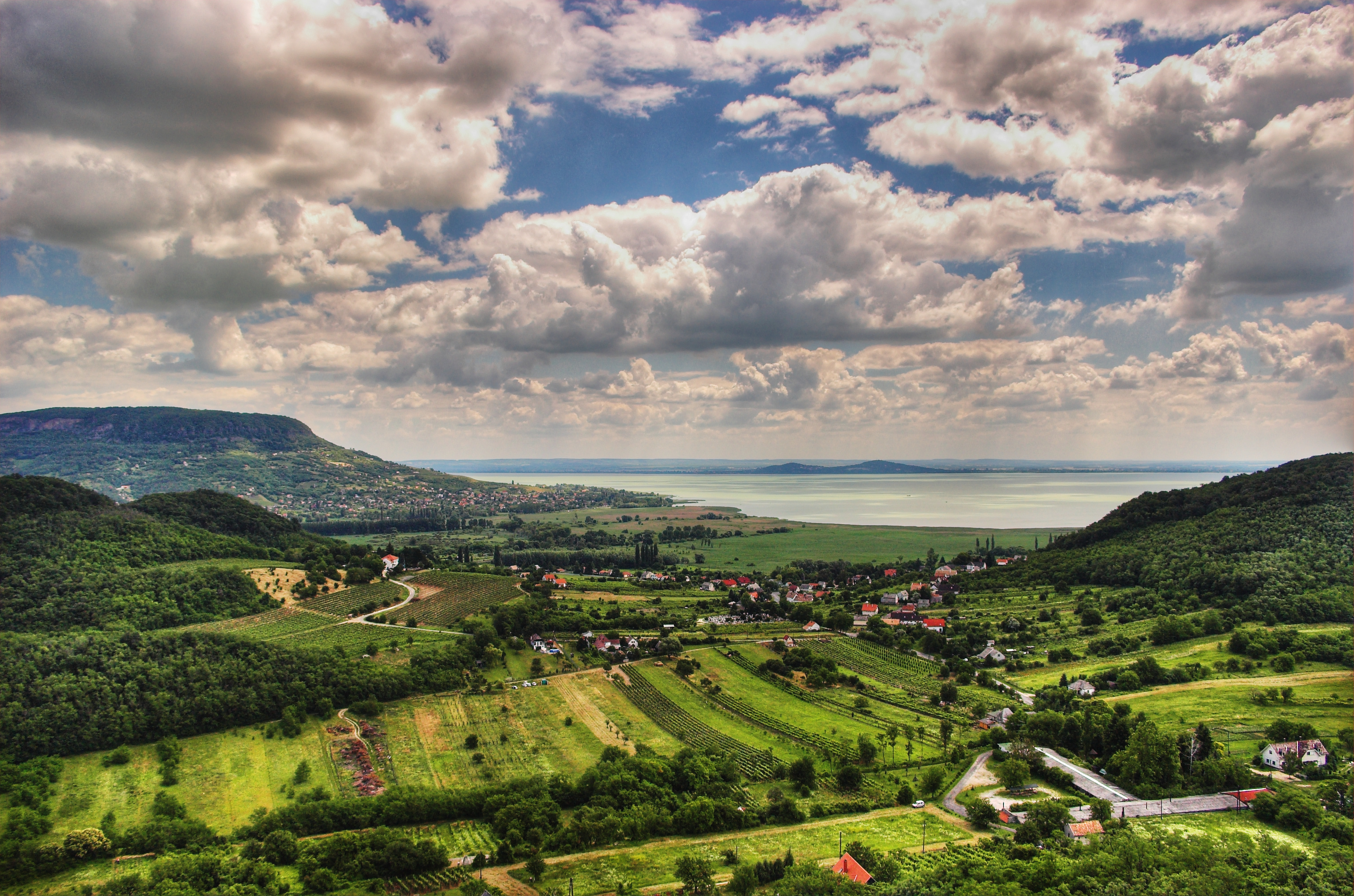
Le lac Balaton avec à gauche le mont Badacsony.
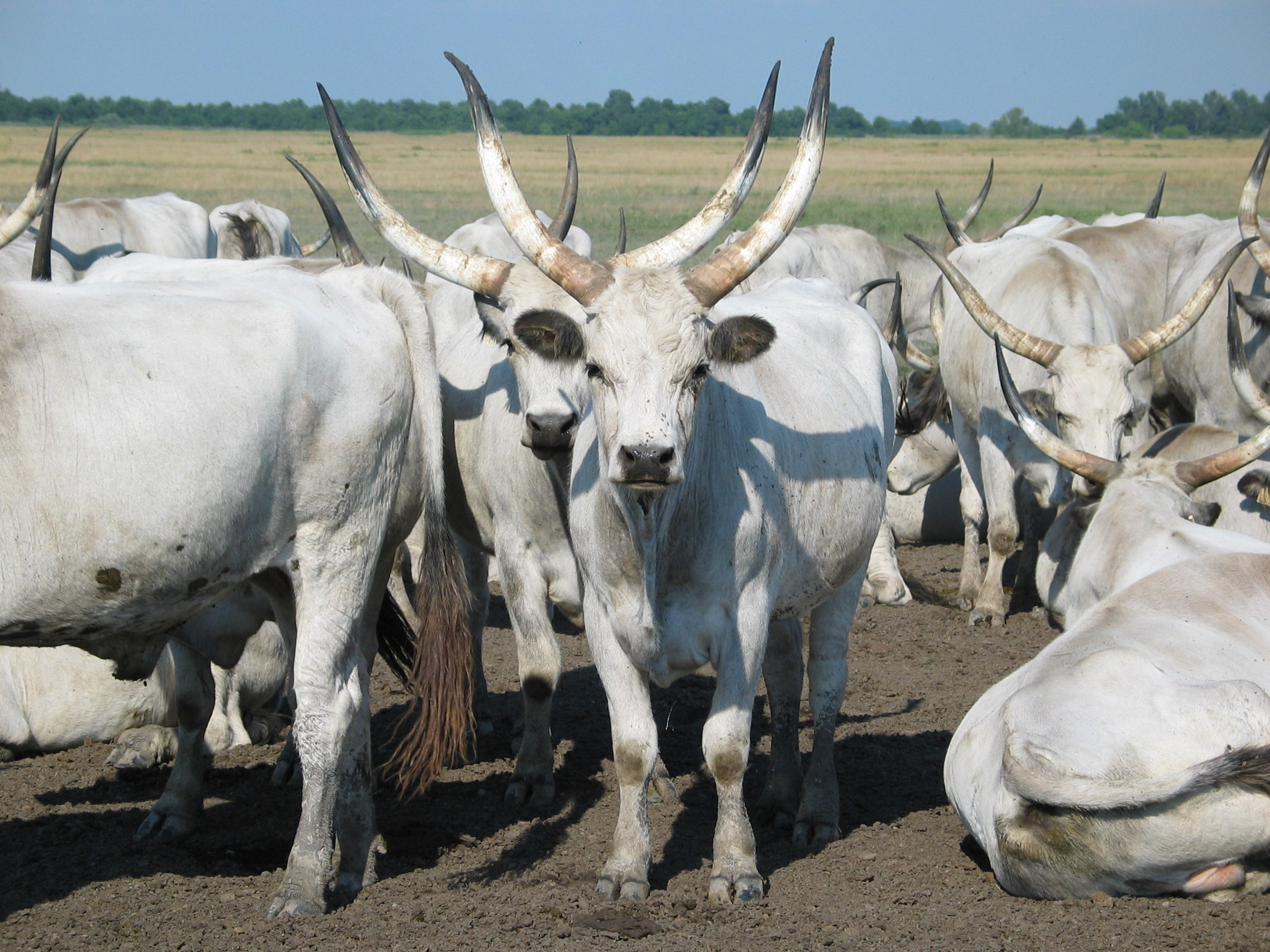
Des bœufs gris de Hongrie.
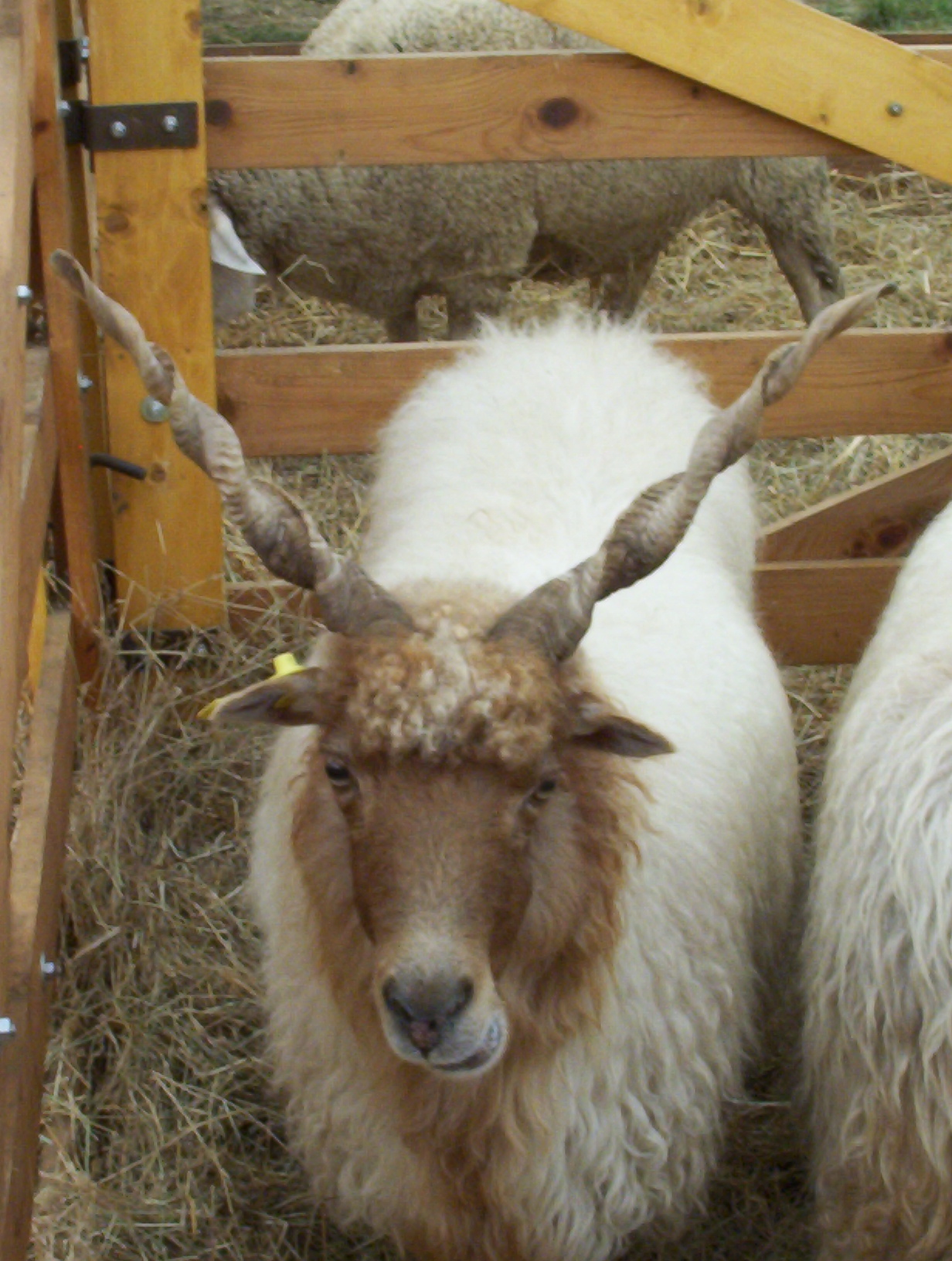
Un mouton Racka.
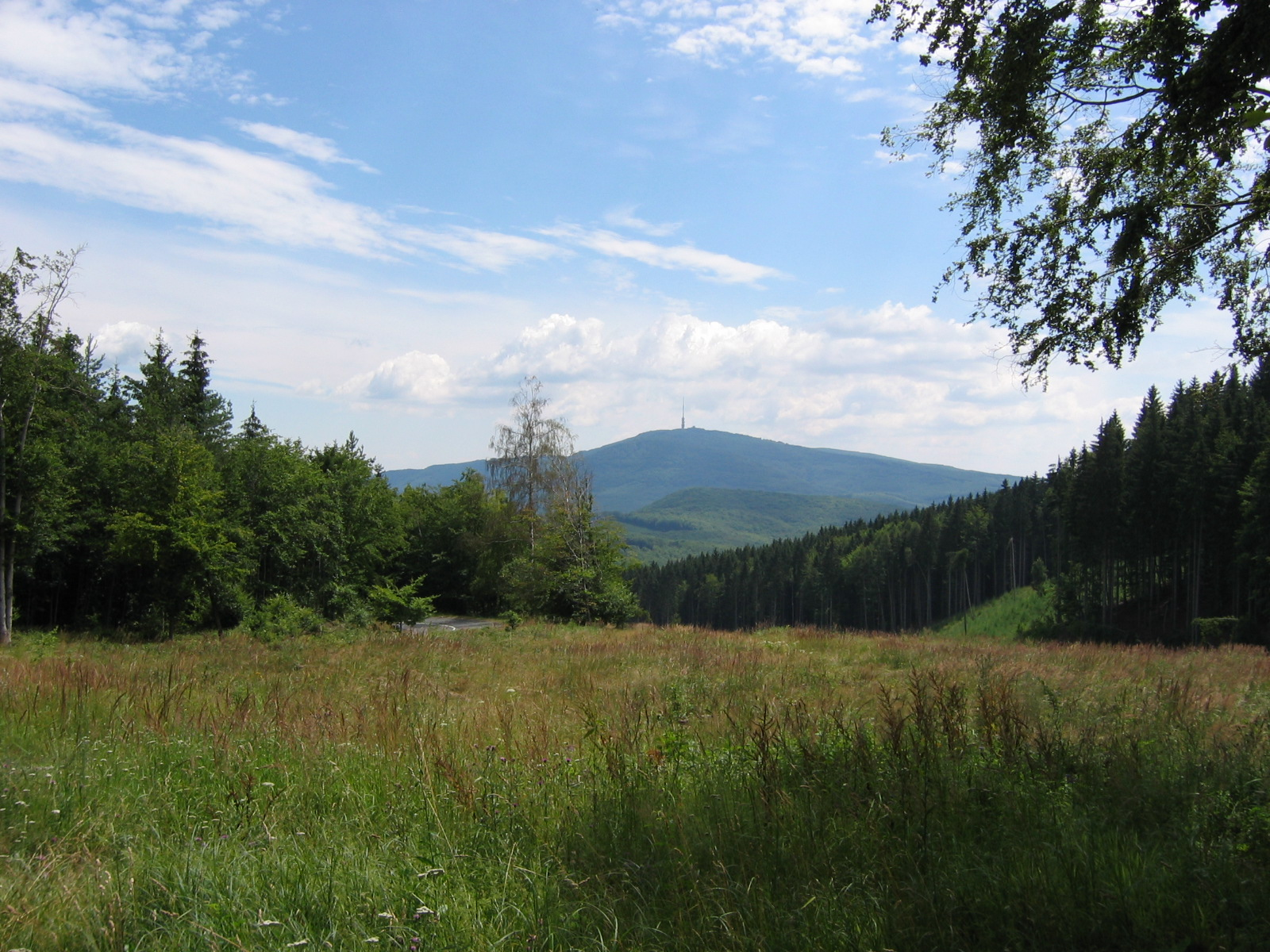
Le Kékes.
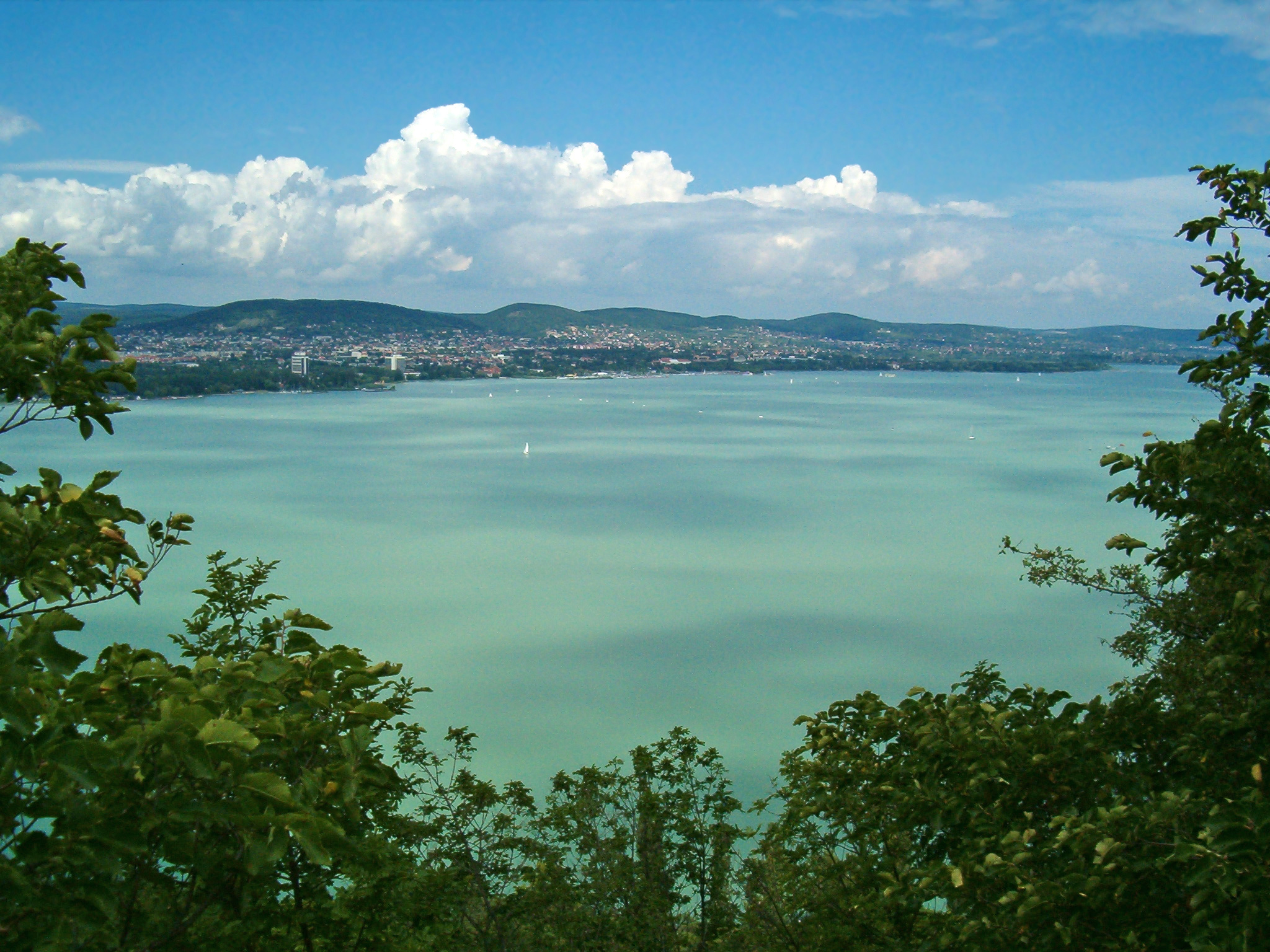
Le lac Balaton.
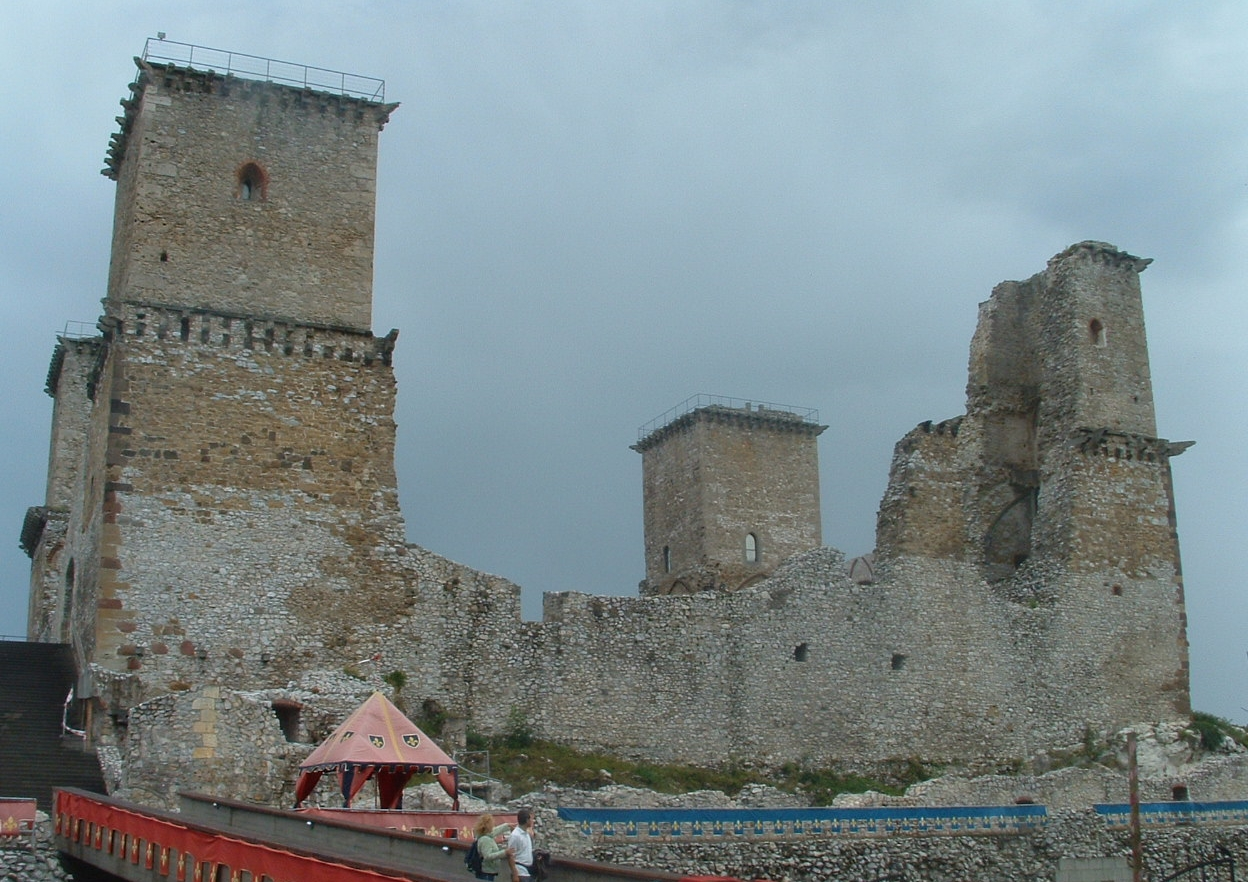
Ruines de la forteresse de Diósgyőr.
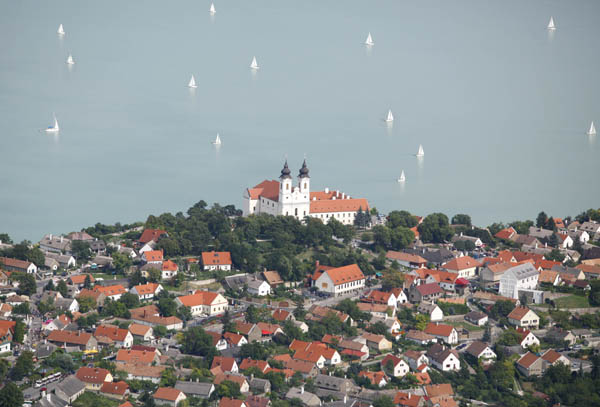
L'abbaye de Tihany.
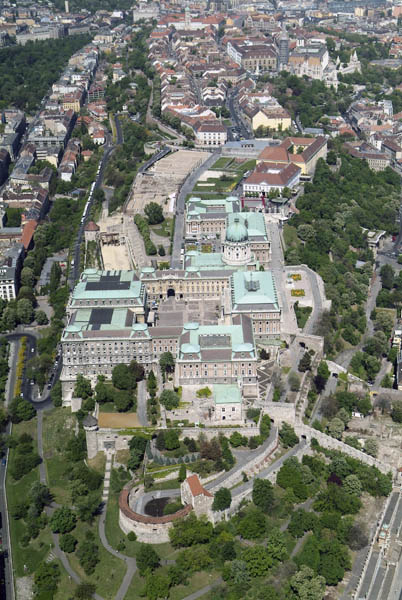
La ville de Buda.
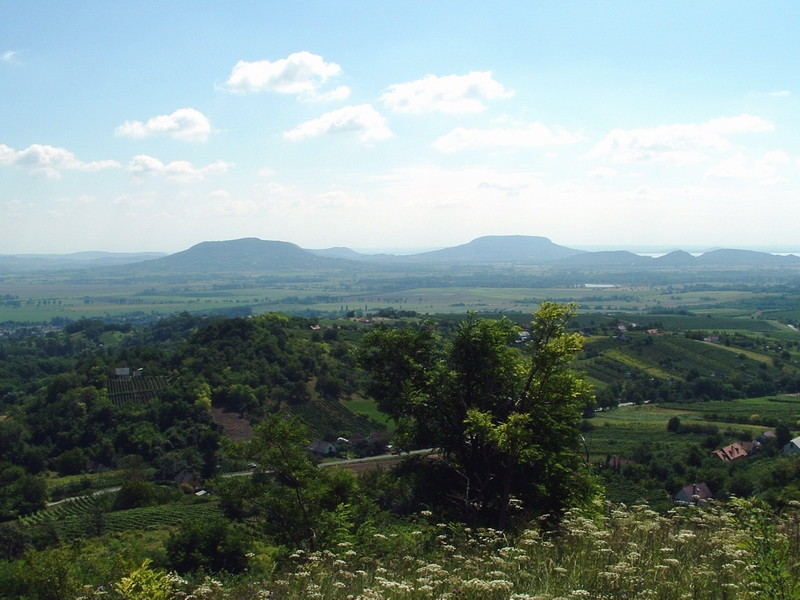
Bassin de Tapolca et anciens volcans près du lac Balaton.
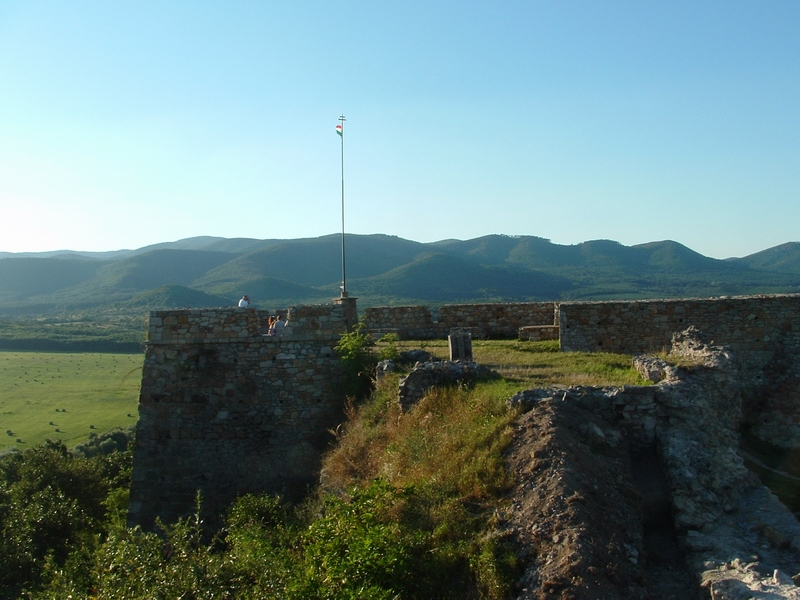
Le Börzsöny vu depuis les ruines du château de Nógrád.
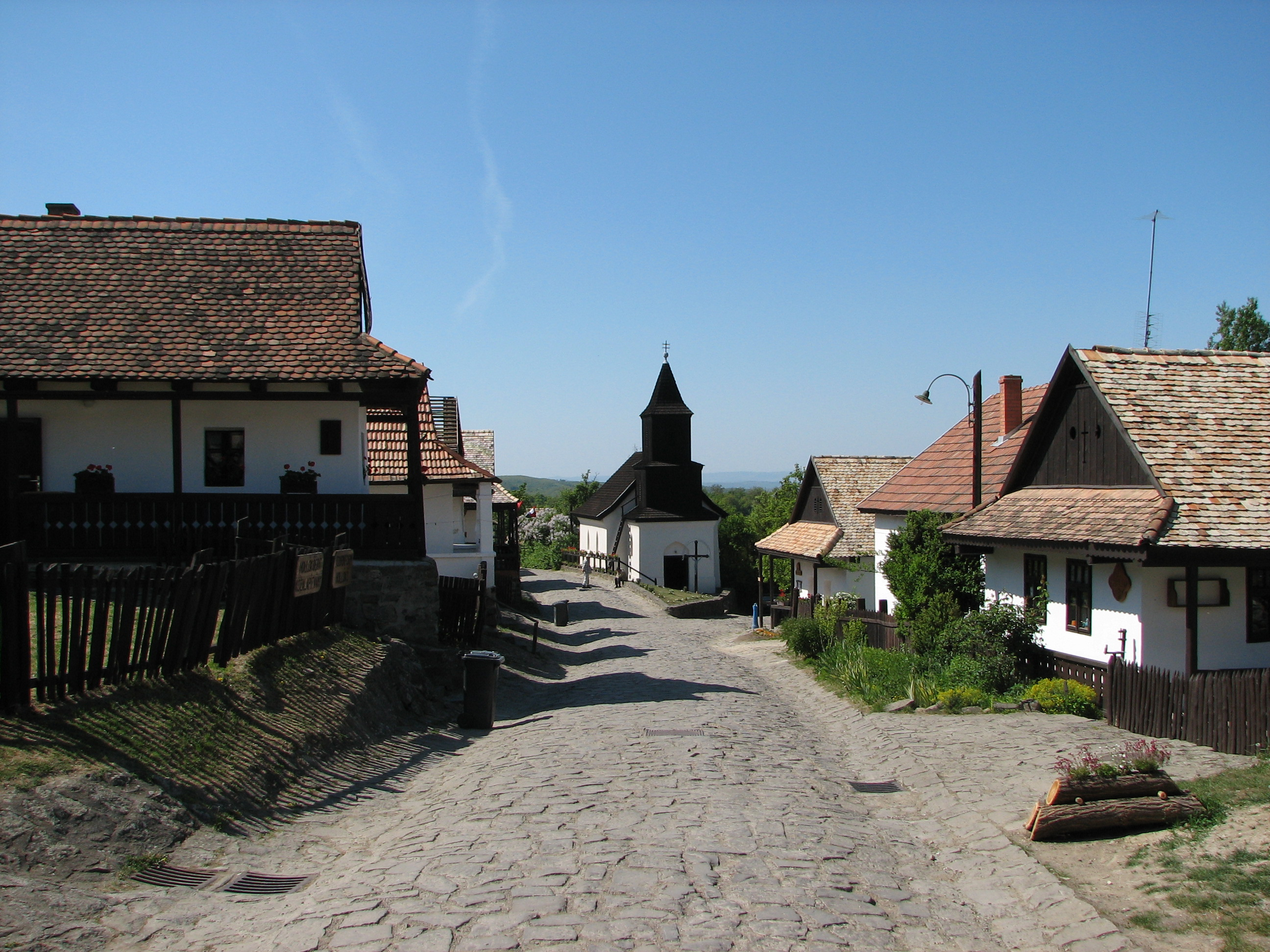
Le village de Hollókő.
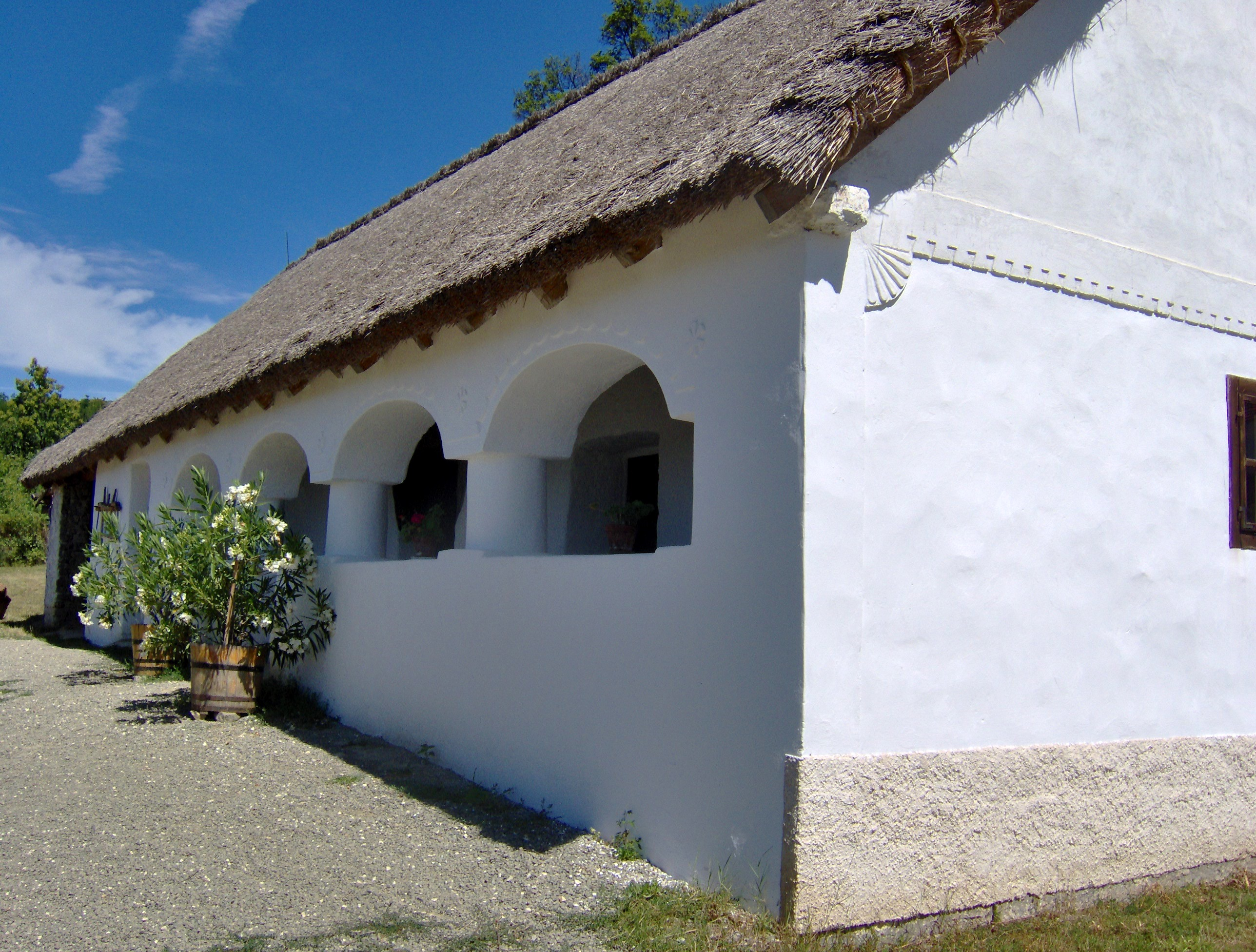
Une maison de campagne hongroise.
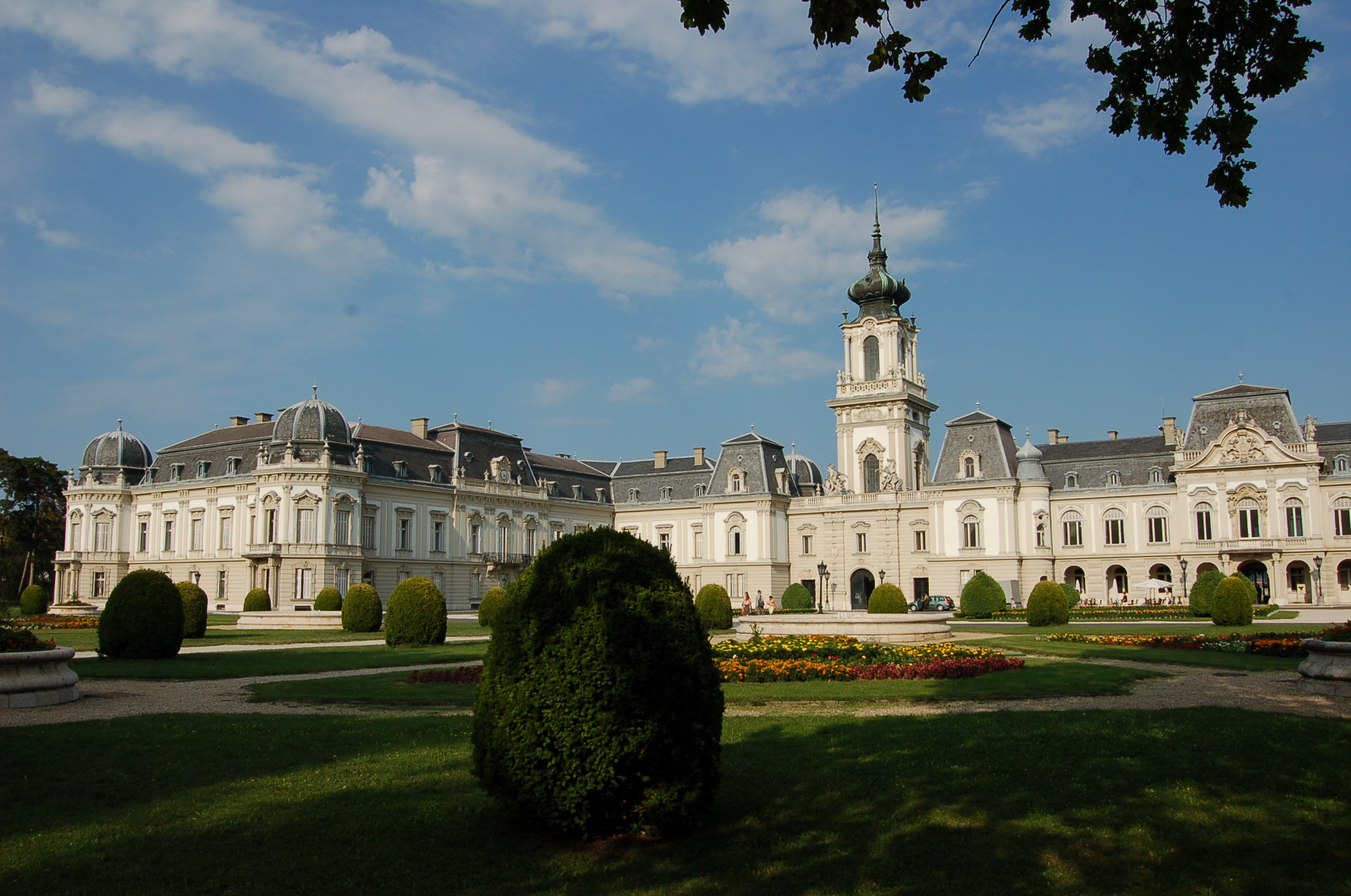
Le palais Festetics, situé à Keszthely.
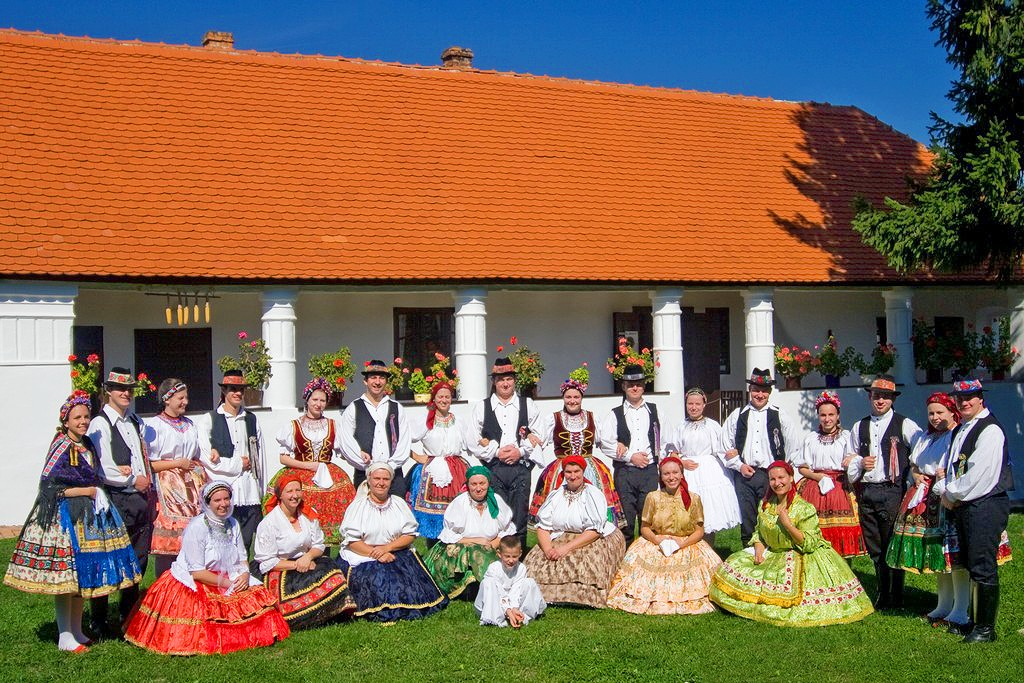
Des costumes folkloriques hongrois.
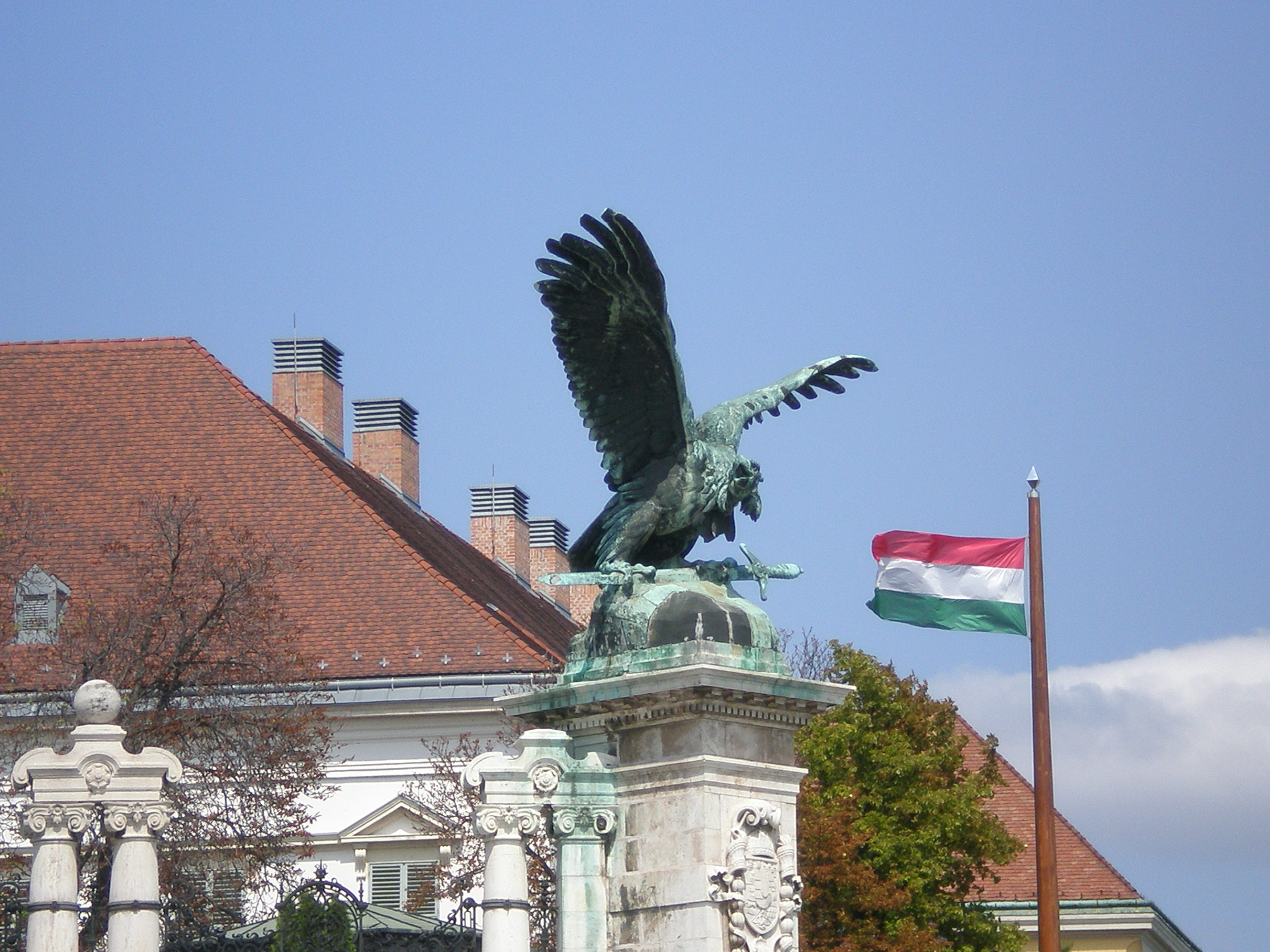
Le Turul est l'oiseau imaginaire du mythe fondateur des Magyars.
Le palais Esterházy.